# Década Ominosa

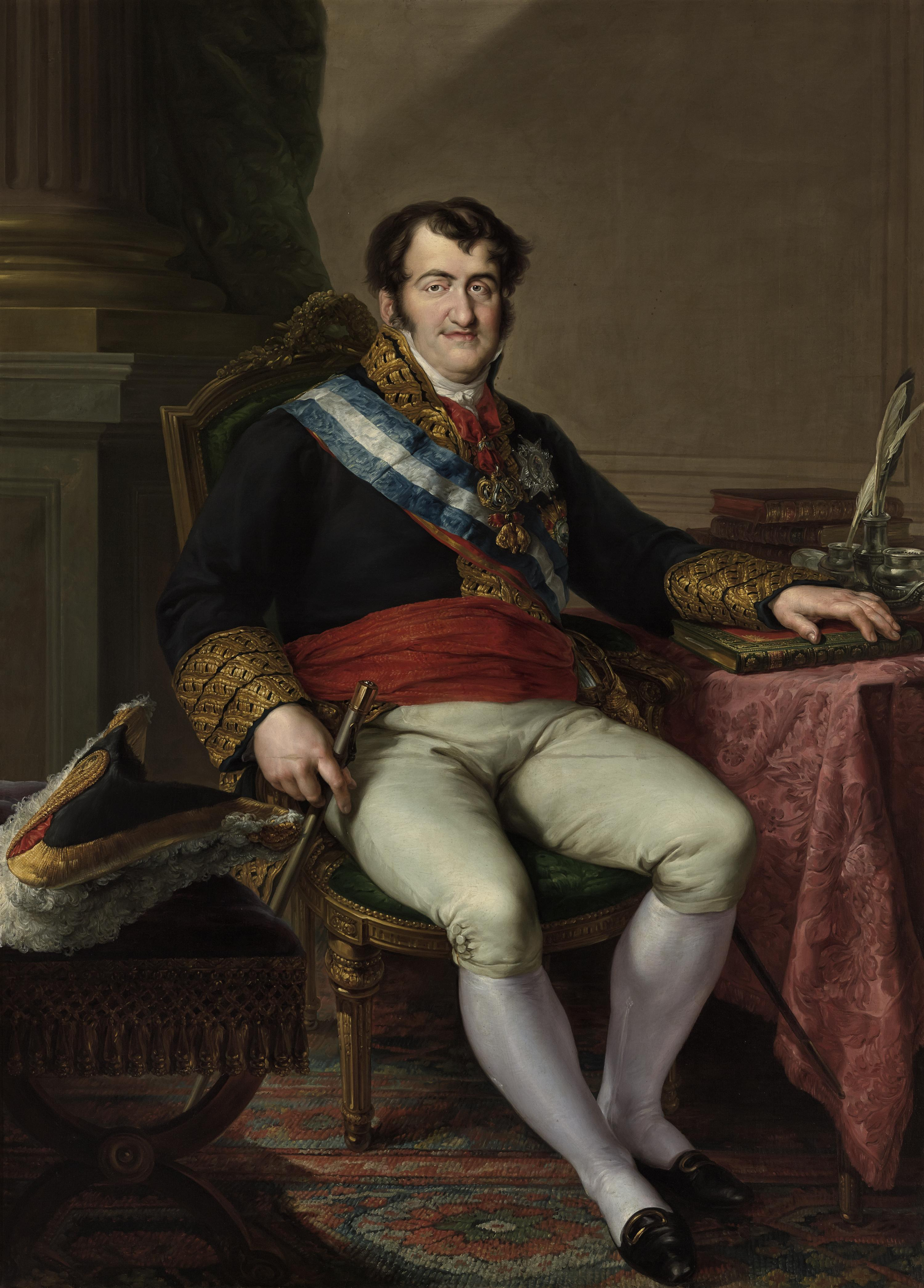
Retrato de Fernando VII del pintor Vicente López realizado en 1828 por encargo del Banco de San Carlos. Así lo describe el historiador Emilio La Parra López: «Vestido de capitán general, con todas las condecoraciones importantes y el cetro en la mano derecha, el rey está sentado, postura poco habitual en la historia española de los retratos reales, con la mano izquierda posada sobre unos libros colocados en una mesa. En el tejuelo de uno de ellos se lee: 'R. CÉDULA DEL BANCO DE S. FERNANDO'. La obesidad y las acusadas entradas en el cabello son bien manifiestas. Este lienzo, ha dicho J.L. Díez, ofrece 'sin duda la imagen más sincera del abotargado monarca en su edad madura'. Es también la del rey reformista, preocupado por impulsar la economía del reino».

Se denomina Década Ominosa o segunda restauración del absolutismo (1823-1833) al periodo de la historia contemporánea de España que corresponde a la última fase del reinado de Fernando VII de España (1814-1833), tras el Trienio Liberal (1820-1823), en el que rigió la Constitución de Cádiz promulgada en 1812. Algunos historiadores, como Josep Fontana, prefieren la segunda denominación porque extienden el periodo más allá de la muerte de Fernando VII, hasta el fin del sistema absolutista, prolongándolo de esta forma hasta 1834. Ángel Bahamonde y Jesús A. Martínez comparten esta idea de incluir la «transición pactada que se consolida en 1834» y que constituiría la «última fase» del periodo.
El término Década Ominosa —es decir, abominable— fue acuñado por los liberales que sufrieron la represión y el exilio durante esos diez años. El escritor progresista Benito Pérez Galdós tituló uno de sus Episodios Nacionales El terror de 1824 y un autor tan conservador como Marcelino Menéndez Pelayo calificó esta última etapa del reinado de Fernando VII de «absolutismo feroz, degradante y sombrío». El hispanista francés Jean-Philippe Luis ha matizado esta visión del periodo: «Por una parte, la década ominosa no se reduce al fin de un mundo sino que participa en la construcción del Estado y de la sociedad liberal. Por otra parte, el régimen es al mismo tiempo tiránico y voluntaria o involuntariamente reformador». Esto último constituye lo que Luis llama «la otra cara de la década ominosa». «Desde muchos puntos de vista, se asiste en el curso de estos cinco años a una tentativa de renovación institucional del régimen llevada a cabo por un equipo ministerial muy estable si se le compara con el de la primera restauración: tres ministros de seis permanecen nueve años en funciones».
Juan Francisco Fuentes ha señalado que «la historia política de aquellos años estaría muy condicionada por el estrecho margen de maniobra que le quedaba a la Monarquía fernandina, aprisionada entre las llamadas al pragmatismo y a la moderación que le llegaban de Europa y las exigencias de los más intransigentes de imponer un absolutismo sin concesiones ni miramientos». Esto último es lo que, según Josep Fontana, le confiere a la segunda restauración del absolutismo un carácter distinto respecto de la primera de 1814-1820, «que no tenía enemigos más que del lado del liberalismo». En efecto, en la segunda los gobernantes se vieron «obligados a marchar por una peligrosa vía media, entre la amenaza de unos liberales que pretendían reponer la constitución mediante movimientos revolucionarios» y la de los «ultras» o «apostólicos» «que se oponían a cualquier cambio, por limitado que fuese, porque temían que pudiese significar una etapa de transición que acabase con los valores y privilegios que defendían». Por su parte Jean-Philippe Luis ha destacado las diferencias del punto de partida de las dos restauraciones: «En 1814, para la mayoría, se trataba de cerrar un paréntesis terrible, mientras que en 1823 se imponen dos evidencias a los más lúcidos. Por un lado, que la crisis política era duradera, ya que la monarquía tradicional no se adaptaba a los cambios económicos, sociales e intelectuales que estaban teniendo lugar. Por otro lado, la pérdida del Imperio americano se imponía en adelante como una realidad ineluctable con la consecuencia de un empobrecimiento brutal y crónico del país y del Estado».

## Antecedentes
El 7 de abril de 1823 comenzó la invasión de los Cien Mil Hijos de San Luis, ejército francés comandado por Luis Antonio de Borbón, duque de Angulema. En contra de lo que sostuvo durante mucho tiempo la historiografía española, la intervención en España no fue decidida en el Congreso de Verona ni se hizo en nombre de la Santa Alianza. En 1935 el archivero estadounidense T. R. Schellenberg demostró que el «Tratado secreto de Verona» era una falsificación periodística británica para tratar de implicar a la Santa Alianza en la invasión francesa y en 2011 la historiadora española Rosario de la Torre volvió a insistir en la inexistencia del tratado secreto, como ya habían hecho otros historiadores extranjeros.
La decisión de la invasión de los Cien Mil Hijos de San Luis la tomó el rey Luis XVIII y su gobierno con el objetivo de reafirmar la posición del restaurado Reino de Francia en el seno de la Quíntuple Alianza (la Cuádruple Alianza, a la que se había sumado Francia en 1818). La intervención, eso sí, contó con la aprobación de las tres potencias de la Santa Alianza (Imperio ruso, Imperio austríaco y Reino de Prusia) mediante un procès-verbal, por el que se estipulaba un posible apoyo militar en unas condiciones muy específicas que al no cumplirse finalmente no se produjo. El cuarto miembro de la Cuádruple Alianza, el Reino Unido de Gran Bretaña e Irlanda, que inicialmente se oponía a la intervención en España, puso tres condiciones para permanecer neutral: «(1) que las tropas francesas salieran de España tan pronto como alcanzasen sus objetivos; (2) que Francia se abstuviera de cualquier interferencia en los asuntos internos de Portugal, algo que Gran Bretaña había prometido defender; y (3) que Francia no hiciera ningún intento de ayudar a España a recuperar su imperio colonial en América». El gobierno francés aceptó las tres condiciones (aunque no cumpliría la primera) y una semana después de recibida la nota británica inició la invasión de España. De esta forma la intervención francesa se produjo en función de sus propios intereses internos y el único apoyo que obtuvo fue la aceptación de un hecho visto como inevitable.
Cuando el 23 de mayo el duque de Angulema entró en Madrid —el gobierno español y las Cortes habían abandonado la capital el 20 de marzo llevando consigo al rey y a la familia real, en contra de su voluntad, y se encontraban entonces en Sevilla, que dejarían el 15 de junio para establecerse finalmente en Cádiz— convocó a los consejos de Castilla y de Indias para que designaran una Regencia. Los consejos se limitaron a dar cinco nombres sin asumir la responsabilidad del nombramiento, que correspondió al duque de Angulema, lo que no dejó de alarmar a las cancillerías europeas por las atribuciones que se arrogaban los franceses. Los escogidos fueron el duque del Infantado (que actuaría como presidente), el duque de Montemart, el obispo de Osma, el barón de Eroles y Antonio Gómez Calderón —estos dos últimos ya habían formado parte de la Junta Provisional de Oyárzun—. Angulema lo justificó en una proclama que decía: «Ha llegado el momento de establecer de un modo solemne y estable la regencia que debe encargarse de administrar el país, de organizar el ejército, y ponerse de acuerdo conmigo sobre los medios de llevar a cabo la grande obra de libertar a vuestro rey».
La Regencia nombró a su vez un gobierno absolutista encabezado por el canónigo y antiguo confesor del rey, Víctor Damián Sáez, en la secretaría del Despacho de Estado, y con Juan Bautista Erro, como secretario del Despacho de Hacienda, cuya gestión fue «nefasta», según Josep Fontana (a finales de octubre de 1823 el embajador francés comunicaba a París: «España se encuentra en la más absoluta miseria»). El resto de miembros del Gobierno, «integrado por algunos de los más señalados reaccionarios del momento», eran José García de la Torre, en Gracia y Justicia; José San Juan, en Guerra; Luis de Salazar, en Marina; y José Aznárez, en Gobernación. En su primera proclama el Gobierno llamó a «perseguir» a los enemigos.

## La segunda restauración de la monarquía absoluta

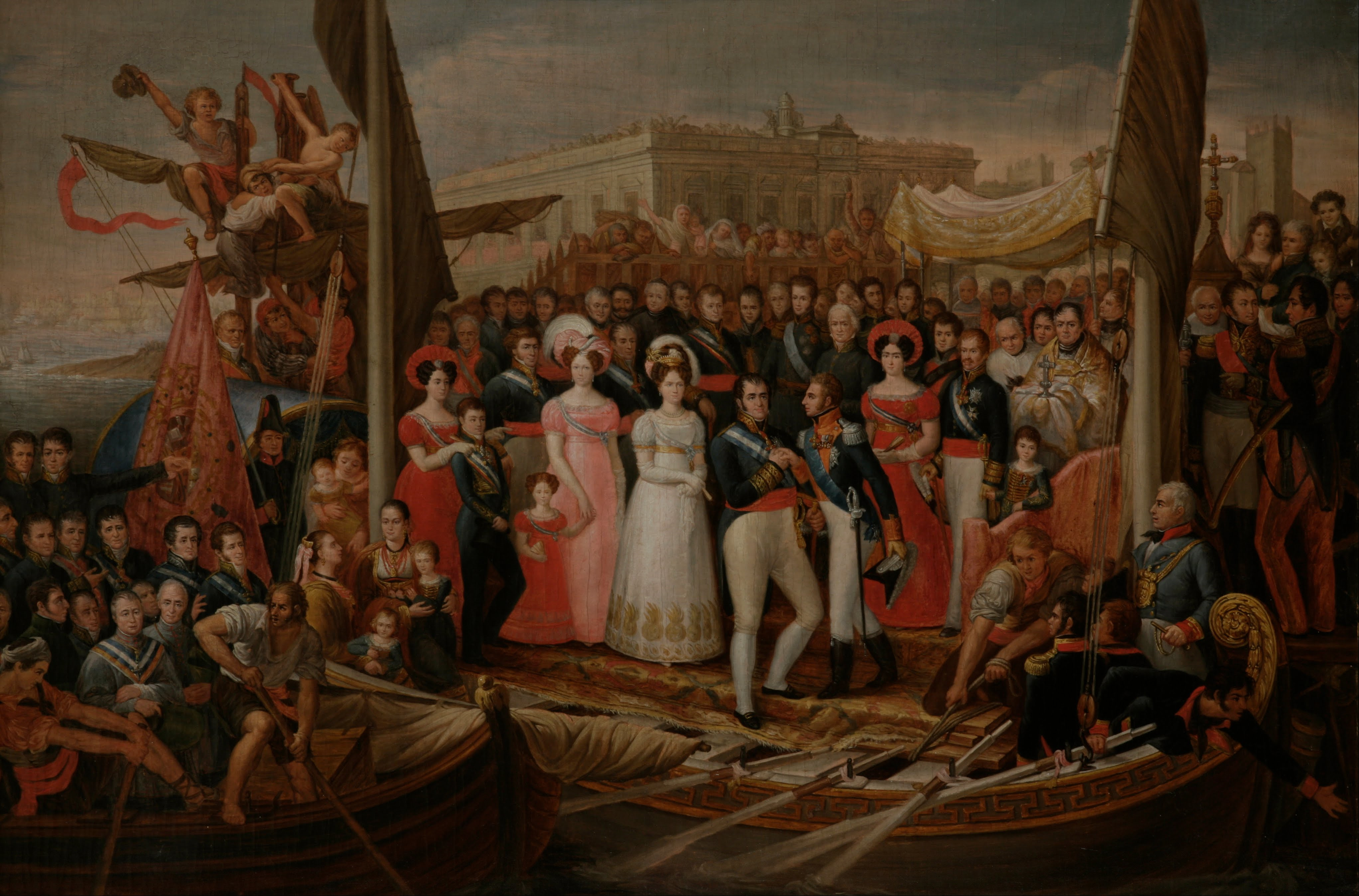
Cuadro de José Aparicio que representa el desembarco de Fernando VII en El Puerto de Santa María tras haber sido «liberado» de su «cautiverio» en Cádiz. Es recibido por el duque de Angulema, comandante de los Cien Mil Hijos de San Luis, y por el duque del Infantado, presidente de la Regencia absolutista nombrada por los franceses.

El 30 de septiembre de 1823, tras cerca de cuatro meses de asedio francés de la ciudad de Cádiz, el gobierno liberal encabezado por el exaltado José María Calatrava decidió, con la aprobación de las Cortes, dejar marchar al rey Fernando VII que se reunió con el duque de Angulema —y con el duque del Infantado, presidente de la Regencia absolutista— al día siguiente, 1 de octubre, en el Puerto de Santa María, al otro lado de la bahía de Cádiz que el rey y la familia real atravesaron a bordo de una falúa engalanada. Buena parte de los liberales que se encontraban en la capital gaditana huyeron a Inglaterra vía Gibraltar, pensando que el rey no cumpliría su promesa, hecha poco antes de ser «liberado», de «llevar y hacer llevar a efecto un olvido general, completo y absoluto de todo lo pasado, sin escepción [sic] alguna». No se equivocaban.
En cuanto Fernando VII se vio libre se retractó de las promesas que había hecho y apenas desembarcado en el Puerto de Santa María, desoyendo el consejo de Angulema de «extender la amnistía lo más posible» y de que «convenía no volver a caer en una situación que llevase a que volviesen a ocurrir sucesos como los de 1820» (Fernando VII se limitó a contestar: «¡Viva el rey absoluto!»), promulgó un decreto en el que derogaba toda la legislación del Trienio Liberal (con lo que tampoco cumplió la promesa que le había hecho al rey de Francia y al zar de Rusia de que no iba a «volver a reynar baxo del régimen que llaman absoluto»):

Son nulos y de ningún valor todos los actos del gobierno llamado constitucional, de cualquier clase y condición que sean, que ha dominado a mis pueblos desde el día 7 de marzo de 1820 hasta hoy, día 1º de octubre de 1823, declarando, como declaro, que en toda esta época he carecido de libertad, obligado a sancionar leyes y a expedir las órdenes, decretos y reglamentos que contra mi voluntad se meditaban y expedían por el mismo gobierno.

Más tarde Fernando VII escribió lo siguiente recordando el día 1 de octubre en que llegó al Puerto de Santa María:

Día dichoso para mí, para la real familia y para toda la nación; pues que recobramos desde este momento nuestra deseadísima y justa libertad, después de tres años, seis meses y veinte días de la más ignominiosa esclavitud, en que lograron ponerme un puñado de conspiradores por especulación, y de obscuros y ambiciosos militares que, no sabiendo escribir bien sus nombres, se erigieron ellos mismo en regeneradores de la España, imponiéndola a la fuerza las leyes que más les acomodaban para conseguir sus fines siniestros y hacer sus fortunas, destruyendo a la nación.

## Represión y exilio
«La restauración de Fernando VII como rey absoluto abría un tiempo nuevo de contrarrevolución ciega y vengativa que llevó a los liberales al exilio o a prisión, y que hizo temer lo peor, incluso a sus aliados, que tuvieron que dejar una parte importante de sus tropas en el país para ayudar a la monarquía a controlar la inestable situación derivada de una restauración sin concesiones».

### La represión
La represión fue mayor que en 1814, cuando se produjo la primera restauración de la monarquía absoluta, entre otras razones porque había muchos más liberales en 1823 que nueve años atrás. La había iniciado la Regencia nombrada por el duque de Angulema en mayo de 1823 creando diversos organismos específicos (Superintendencia de Vigilancia Pública, Cuerpo de Voluntarios Realistas, Juntas de Purificación, Juntas Corregimentales en Cataluña, Partida Volante y Paisanos Armados en Vizcaya...) y dando cobertura a la violencia arbitraria desatada contra los liberales por los realistas. Como ha destacado Emilio La Parra, «la represión en el territorio controlado por la Regencia fue durísima e indiscriminada», hasta tal punto que el duque de Angulema se sintió obligado a intervenir promulgando en agosto la Ordenanza de Andújar, que establecía que las detenciones y los encarcelamientos de liberales necesitarían la autorización de los jefes militares franceses. Pero tuvo que dar marcha atrás ante el levantamiento antifrancés que provocó la Ordenanza, con lo que el «terror blanco», como lo han llamado Josep Fontana o Juan Francisco Fuentes, continuó.
La primera medida de carácter formal que acordó la Regencia había sido declarar el 23 de junio «reos de lesa majestad» a los diputados que habían aprobado en Sevilla la incapacitación temporal del rey, así como la condena a muerte de los tres miembros de la Regencia constitucional que habían asumido sus poderes durante el viaje de Sevilla a Cádiz (Císcar, Valdés y Vigodet; los tres salvaron sus vidas exiliándose). Casi al mismo tiempo se ponía fin a la libertad de expresión instaurada por el Trienio mediante una orden del juez de imprentas que decía: «Que ningún impresor imprima ni reimprima libros, folletos, periódicos ni otros papeles de cualquier clase, excepto las esquelas de convite, sin preceder permiso del consejo o de este juzgado». Estas medidas represivas estuvieron «acompañadas de una campaña de opinión que codificaba como delitos infames casi todo lo que en el régimen anterior formaba parte del normal funcionamiento del sistema. Los clérigos desempeñaron un papel muy importante en la difusión de la idea de delito político añadiendo un juicio moral sobre las acciones de los liberales y exigiendo el castigo correspondiente».
En cuanto Fernando VII recuperó el 1 de octubre sus poderes absolutos e incumplió su promesa de un «olvido general completo y absoluto de todo lo pasado, sin excepción alguna», ratificó lo acordado por la Regencia  y continuó con la dura represión. El duque de Angulema fracasó en su intento de que Fernando VII pusiera fin «a los arrestos y destierros arbitrarios, medidas opuestas a todo Gobierno arreglado y a todo orden social». De hecho durante los años siguientes las tropas francesas que permanecieron en España en virtud del convenio firmado entre las dos monarquías intervendrán en numerosas ocasiones para proteger a la población con simpatías liberales del hostigamiento y los excesos represivos de los absolutistas. Así, las ciudades bajo su control, especialmente Cádiz y Barcelona, se convirtieron en una especie de refugio para los liberales que no se exiliaron. El duque de Angulema le había confesado el 7 de septiembre en una conversación privada al general Miguel Ricardo de Álava, enviado por el Gobierno constitucional para pactar las condiciones de un alto el fuego, que era menester «sujetar a Fernando, sin lo cual no cabía esperar de él cosa buena» y que «el partido servil en general», en el que se apoyaba Fernando VII, «es el peor de la nación. Estoy acostumbrado de su estolidez e inmoralidad. Los empleados de la Regencia [absolutista] no tratan sino de robar y hacer negocio».

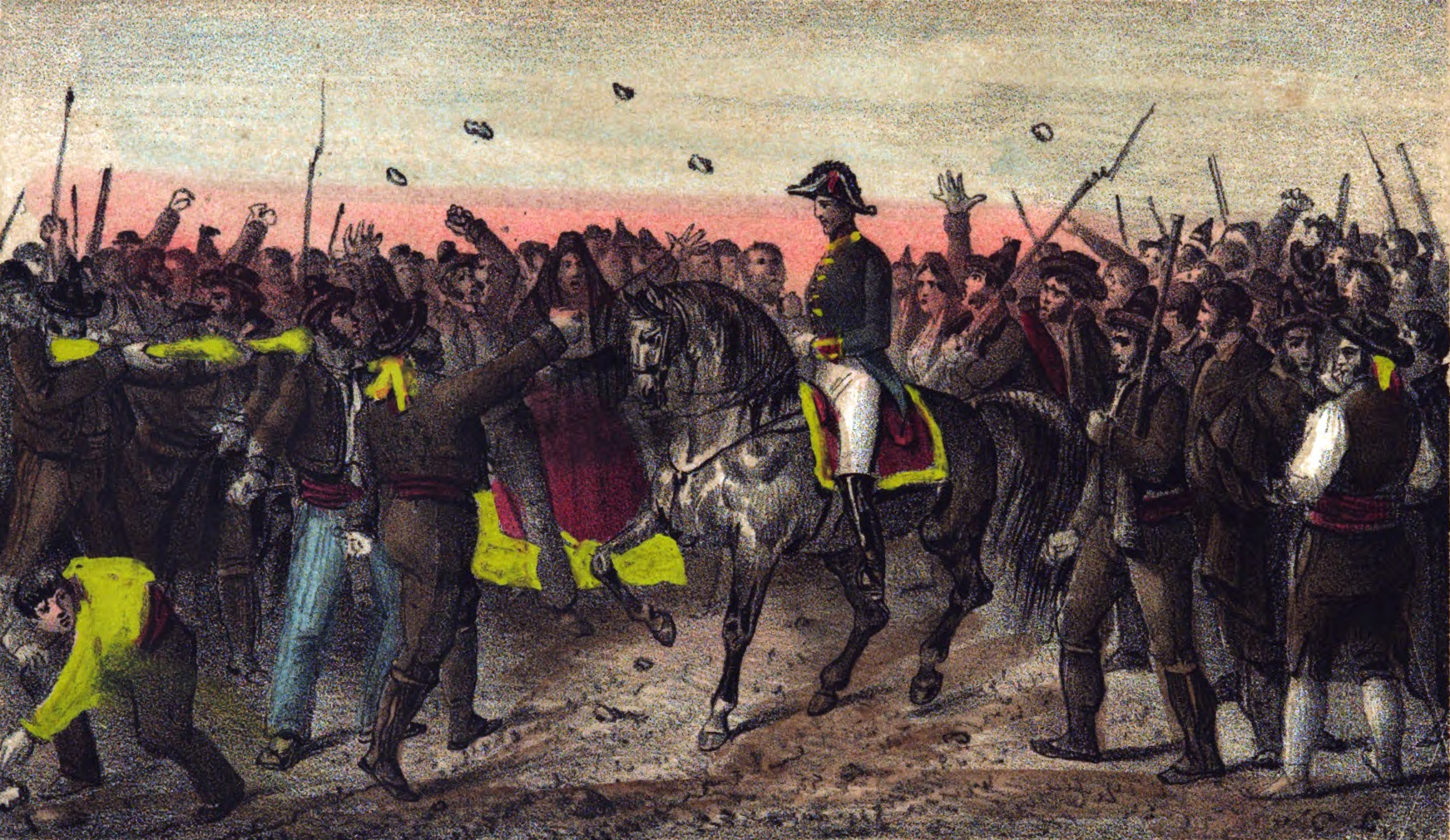
Riego conducido por los realistas a la cárcel de La Carolina (1835).

El símbolo de la represión desatada por Fernando VII, a pesar de los consejos de los franceses para intentar mitigarla, fue la ejecución en la horca en la Plaza de la Cebada de Madrid de Rafael de Riego el 7 de noviembre de 1823. El fiscal alegó que había cometido tantos crímenes que para expresarlos, «no bastarían muchos días y volúmenes», pero fue condenado a muerte por uno solo: el «horroroso atentado cometido por este criminal como diputado de las llamadas cortes, votando la traslación del rey nuestro señor y su real familia a la plaza de Cádiz». La ejecución de Rafael del Riego, «el Washington español», levantó una ola de indignación en toda Europa (en Londres se propuso erigirle un monumento y el activista John Cartwright dijo de él que representaba mejor que nadie «la causa común de la humanidad»). En el plano interno, como ha destacado Juan Francisco Fuentes, «si el pronunciamiento de Riego en enero de 1820 abrió este periodo de tres años de régimen constitucional, su ejecución en Madrid, en la Plaza de la Cebada, el 7 de noviembre de 1823, simbolizó el final de aquella experiencia revolucionaria y el comienzo de la segunda restauración absolutista».
Según Josep Fontana, Fernando VII no quiso volver a Madrid antes de que Riego hubiera sido ajusticiado. Emilio La Parra no descarta ese motivo y constata que tardó el doble de tiempo que en su viaje de ida de Madrid a Cádiz —habiendo seguido el mismo itinerario— debido a que decidió permanecer quince días en Sevilla, del 8 al 23 de octubre. La Parra señala además que el rey anotó con satisfacción en su diario que entre los asistentes al besamanos de La Carolina se encontraban «el cura y alcalde de Arquillos, con los treinta individuos que prendieron a Riego». El rey hizo su entrada en Madrid el 13 de noviembre, seis días después del ahorcamiento de Riego, montado en un «carro triunfal» tirado por «24 hombres vestidos a la antigua española y 24 voluntarios realistas». «La carrera estaba brillantísima; por todas partes se veía un inmenso gentío, lleno de gozo y entusiasmo; desde los balcones y ventanas, y hasta en los tejados, nos aclamaban agitando en el aire los pañuelos blancos», dejó escrito el propio rey.

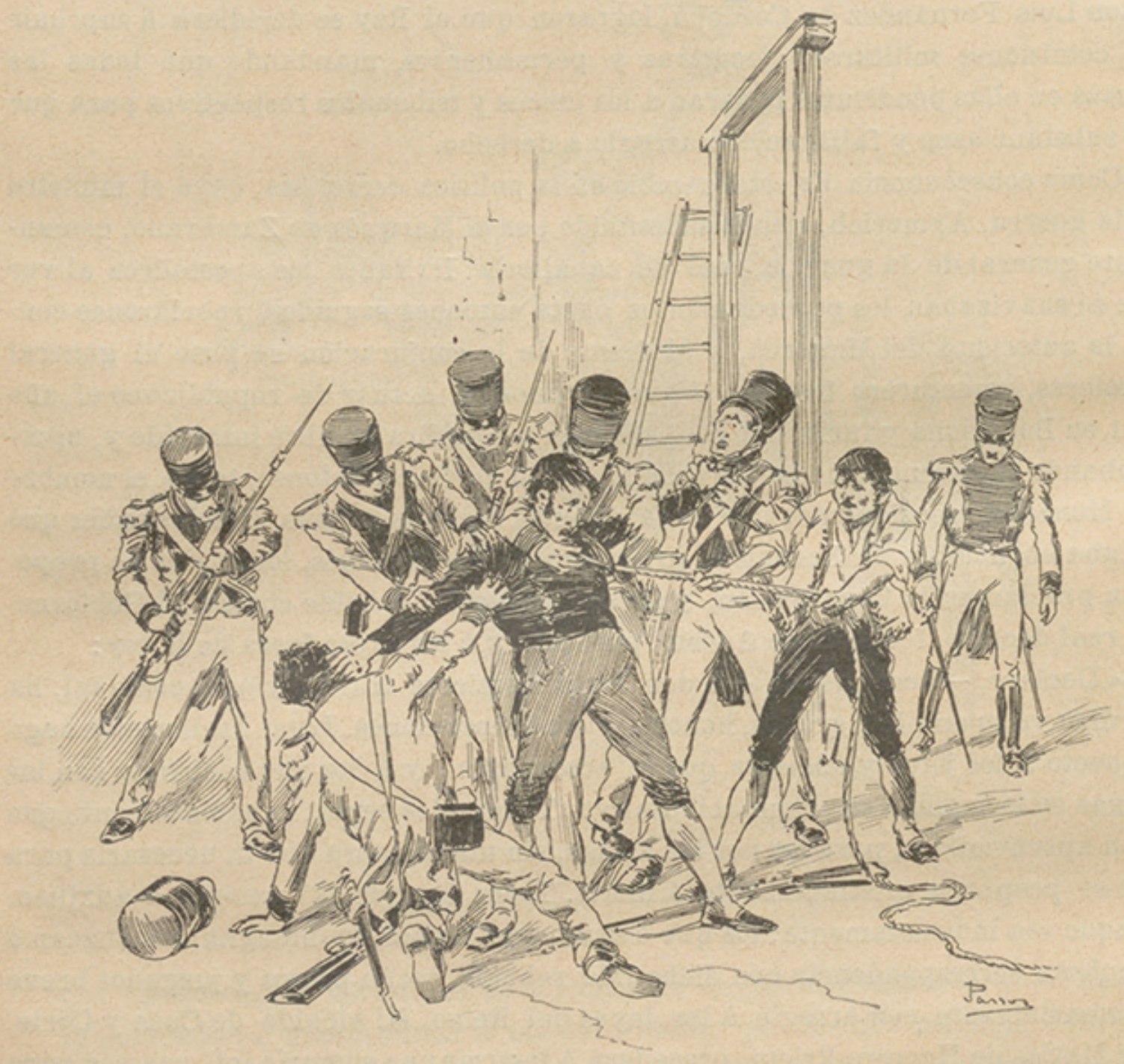
Representación de los momentos previos a la ejecución de El Empecinado en la obra Historia de España en el siglo XIX (1902). Cuando estaba al pie del patíbulo consiguió romper los grilletes que los sujetaban e intentó coger la espada del jefe del grupo de voluntarios realistas, pero estos se abalanzaron sobre él y lo subieron al cadalso arrastrado con una cuerda. El alcalde de Roa relató así su ahorcamiento: «Se dio la última orden y quedó colgado con tanta violencia que una de las alpargatas fue a parar a doscientos pasos de lejos, por encima de las gentes. Y se quedó al momento tan negro como el carbón».

Otro caso que ejemplifica la dureza de la represión fue el de Juan Martín Díez, «el Empecinado», guerrillero y héroe de la Guerra de la Independencia, que el 21 de noviembre de 1823 fue sorprendido por los voluntarios realistas cerca de Roa y el alcalde de la localidad se lo llevó preso atado a la cola de su caballo, en medio de insultos y malos tratos. Pasó más de veinte meses en la cárcel en condiciones inhumanas hasta que tras un remedo de juicio, en el que no reconoció otro delito que el de haberse mantenido fiel al gobierno legítimo, fue ahorcado el 19 de agosto de 1825. Durante ese tiempo el rey llegó a impacientarse. «Ya es tiempo de... despachar al otro mundo a Chaleco [otro famoso guerrillero liberal; sería ejecutado dos años después] y al Empecinado», le escribió Fernando VII a su confidente, Antonio Ugarte. El fraile Ramón de la Presentación que lo asistió antes de morir violó el secreto de confesión y reveló dónde había escondido «el Empecinado» el dinero que le había dejado a su madre.

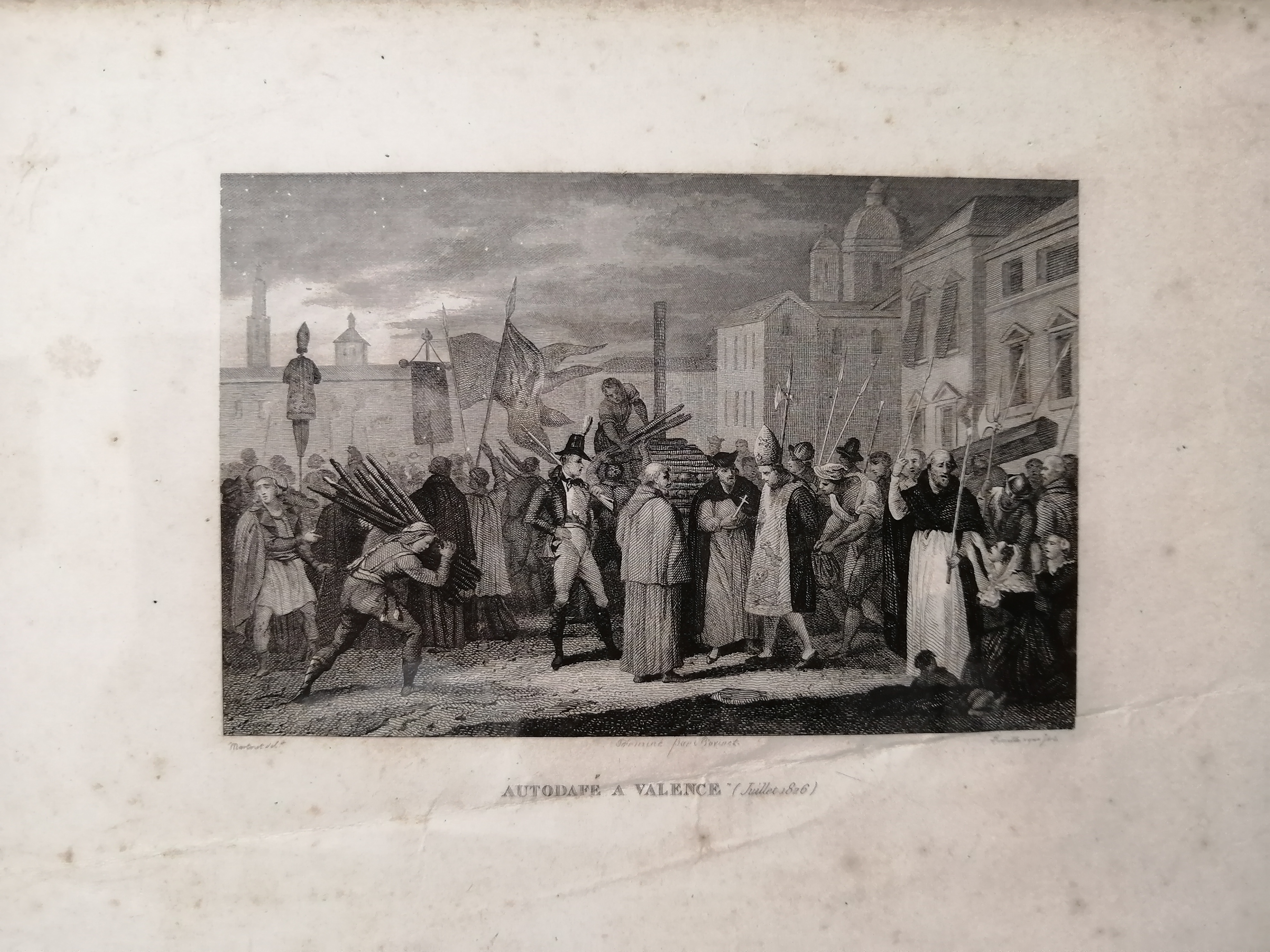
Grabado titulado «Autodafé a Valence (Juillet 1826)» que supuestamente reproduciría la ejecución por herejía de Cayetano Ripoll, pero que en realidad representa un auto de fe de la Inquisición (el reo lleva un sambenito y va a ser quemado en la hoguera). Ripoll fue ahorcado por una sentencia de la Junta de Fe de la diócesis de Valencia y su cadáver solo fue "quemado" simbólicamente. La ejecución de Ripoll tuvo lugar en la plaza del Mercado de Valencia, y los edificios, seguramente inventados, que aparecen en el grabado no son los de esa céntrica plaza de la ciudad.

Un mes antes de la detención de El Empecinado se habían decretado penas de muerte y prisión para los que se declararan partidarios de la Constitución. También llevaban tiempo funcionando las juntas de purificación, bajo la autoridad de la Junta Suprema de Purificaciones ubicada en Madrid, para los funcionarios de la Administración del Estado —unos 2500 fueron expulsados, algunos de los cuales ya se habían exiliado, y otros muchos degradados por sus simpatías o su «colaboración» con el régimen liberal; los puestos vacantes fueron ocupados, siguiendo lo dictado por el rey, por individuos «leales y profundamente adictos a mi persona y a los derechos de mi soberanía»—. Asimismo se establecieron comisiones militares —encargadas de perseguir a los que se hubieran manifestado, de palabra o de hecho, en contra del régimen absoluto o a favor del constitucional—, que dictaron 152 sentencias de muerte —algunas por haber gritado «¡Muera el rey y viva Riego!» o «por el atroz y horrendo delito de haber cantado canciones revolucionarias», entre ellas una mujer— y penas arbitrarias como la de un vecino de Madrid condenado a diez años de cárcel por tener en su casa un retrato de Rafael del Riego, cuando no existía ninguna ley que lo prohibiera —también hubo condenas de cárcel o de galeras sin pruebas, solo por «sospechas»—. Asimismo se crearon en algunas diócesis, siguiendo el ejemplo de la de Valencia, las Juntas de Fe que asumieron parte de las funciones y de los métodos de la Inquisición, que no fue restaurada a pesar de las presiones de los «ultrabsolutistas». Un diplomático francés las calificó de «temibles tribunales, cuyo título por sí solo parecía ideado para inspirar terror» (una de sus víctimas sería el maestro deísta valenciano Cayetano Ripoll, ejecutado por «hereje contumaz» el 31 de julio de 1826). Para centralizar la represión y evitar los «excesos populares» se creó en enero de 1824 la Superintendencia General de Policía, que también asumió el control ideológico que antes ejercía la Inquisición.
Sobre la persecución a la que fueron sometidos los liberales por parte de los realistas, contando con la complicidad de las autoridades absolutistas, el constitucionalista Estanislao de Kostka Vayo, testigo de los hechos, escribió lo siguiente años después:

Enardecidos en las reuniones que se celebraban en los conventos, los hombres del vulgo que vestían el uniforme realista acometían en las calles a los que habían pertenecido al Ejército o milicia nacional y en algunos puntos los afeitaban por zumba, les arrancaban a viva fuerza las patillas, el cabello o los paseaban caballeros en un asno con un cencerro pendiente del cuello, zambulléndoles la cabeza en las fuentes. Y no solamente los lugares pequeños ofrecían tan inhumanas escenas. En las ciudades apenas anochecía, y a veces a la luz del sol, apaleaban los voluntarios realistas a los infelices ciudadanos que no profesaban sus ideas, perdiendo algunos la vida de resultas de tanta barbarie. Las autoridades hijas de la reacción, miraban con desprecio el ultraje hecho a las leyes y parecíales un acto de justicia, un desahogo inocente en retorno de los excesos cometidos por los pasados anarquistas, y si el ultrajado se querellaba a los tribunales, todos huían de declarar el hecho que habían presenciado y reputado por falso delator de los amantes del rey, veíase todavía encarcelado y multado.

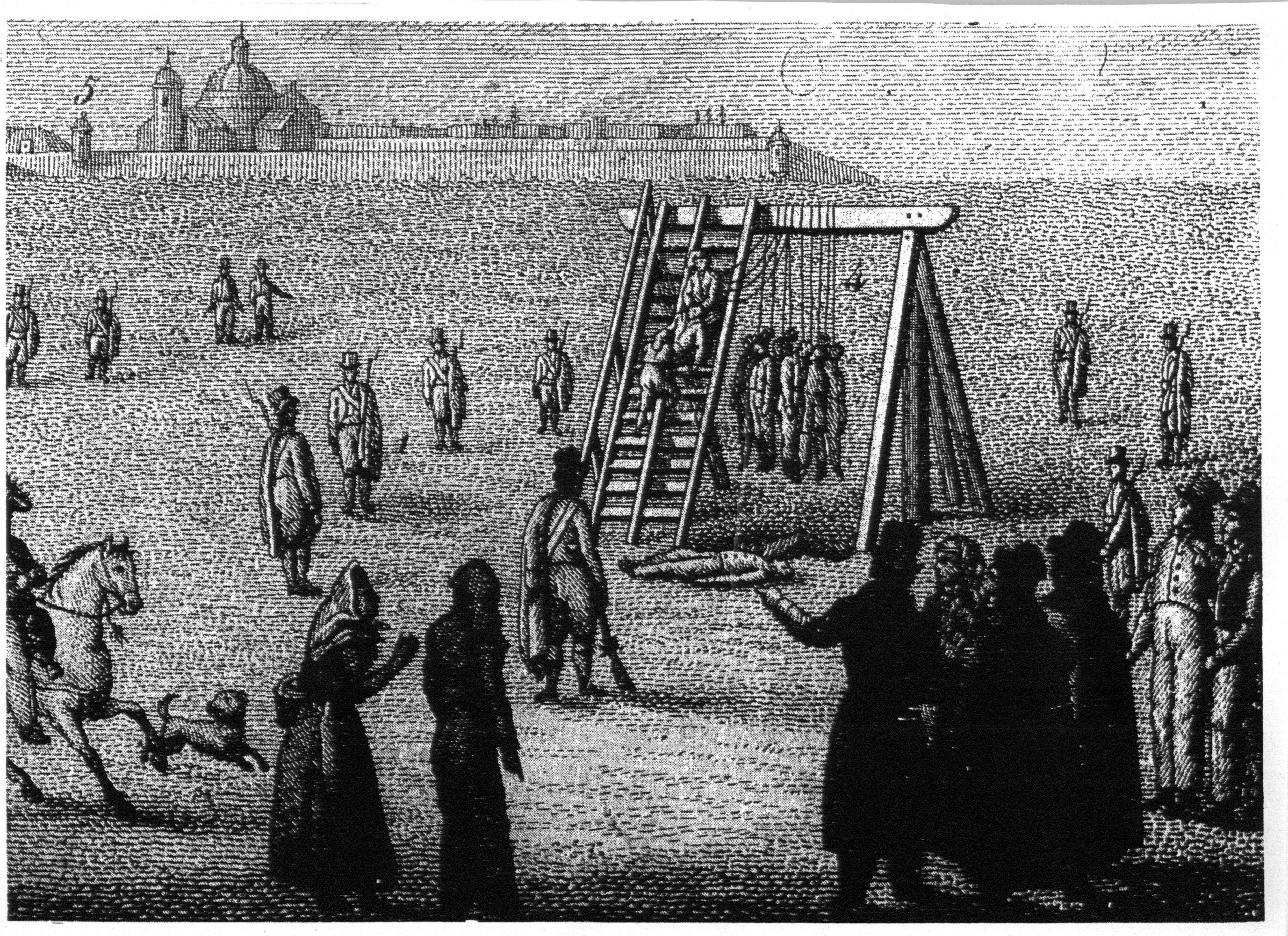
Represión de liberales en las cercanías de la ciudadela de Barcelona, custodiados por Mozos de Escuadra bajo la supervisión del conde de España, gobernador de aquella plaza tras el fin del Trienio Liberal.

Una de las víctimas de la represión fue el clero liberal, o simplemente el que no se había opuesto al régimen constitucional, y fue ejercida sobre todo por la propia Iglesia Católica. El Gobierno nombrado por la Regencia absolutista ya había obligado a cinco obispos a que renunciaran a sus diócesis (los de Mallorca, Astorga, Cartagena, Segorbe y Santiago de Compostela) y había iniciado la persecución de los más de ocho mil frailes secularizados (los que habían renunciado a sus votos y habían pasado a ser sacerdotes), incluyendo 867 monjas autorizadas a abandonar sus comunidades. El 6 de octubre el Gobierno encabezado por el canónigo de Toledo y antiguo confesor del rey Víctor Damián Sáez había ordenado que se celebraran en todos los pueblos de la monarquía solemnes funciones religiosas «de desagravios al Santísimo Sacramento» para borrar «el horroroso recuerdo de los sacrílegos crímenes y desacatos que la impiedad osó cometer contra el Supremo Hacedor del universo». Los obispos, por su parte, ordenaron encuestas para determinar la conducta de los clérigos de su diócesis durante el Trienio y alentaron a los sacerdotes a que denunciaran a sus compañeros. Los acusados de «liberales» (o de estar «contaminados» de liberalismo) fueron recluidos en monasterios en durísimas condiciones o en cárceles eclesiásticas (en Valencia, por ejemplo, funcionaron cuatro) o enviados a presidios. Josep Fontana destaca que entre los clérigos depurados figuró «la parte más ilustrada de la Iglesia». Otro de los sectores que fue víctima de la represión fue el Ejército. Fernando VII ordenó a su gobierno en diciembre de 1823: «Disolución del ejército y formación de otro nuevo». Así, cientos de oficiales fueron sometidos a «procesos de depuración» muchos de los cuales acabaron con su expulsión del Ejército, temporal o definitiva.
La presión de las potencias europeas obligó a Fernando VII a decretar el 11 de mayo de 1824 un «indulto y perdón general» para todas «las personas que desde principios del año de 1820 hasta el día 1º de octubre de 1823... hayan tenido parte en los disturbios, excesos y desórdenes ocurridos en estos reinos, con el objeto de sostener y conservar la pretendida constitución política de la Monarquía». Pero esta amnistía contenía tantas excepciones que en la práctica suponía la condena de todos aquellos comprendidos en ellas, por lo que se produjo el efecto paradójico de que muchas personas, que hasta entonces pensaban que estaban seguras, abandonaran España a raíz de su promulgación (fue el caso del general Francisco Ballesteros que hasta entonces había residido en El Puerto de Santa María, zona bajo control francés). Entre las excepciones se incluía el haberse exiliado, por lo que su salida del país se entendía como una autoinculpación. Además una orden de 4 de junio establecía que las causas de los que habían sido indultados debían quedar «abiertas para que si los procesados llegasen a reincidir... sean castigados cual corresponde por lo que de ellas resulte».
Como ha señalado Emilio La Parra López, «lejos de perdonar, el decreto de amnistía mantenía la persecución de los liberales». De hecho, el día antes de su publicación Fernando VII había ordenado a los ministros y al Superintendente General de Policía que «procedan a la prisión de los exceptuados en la amnistía, sin excusa alguna tanto para los que se hallen en Madrid, como en las provincias, y que les formen causa y sean despachados a la mayor brevedad». Por el contrario, el Secretario del Despacho de Gracia y Justicia Calomarde amnistió el 1 julio a «los que hubiesen cometido excesos en las personas y bienes de los liberales, exceptuando únicamente los asesinos». Tras la «amnistía» la represión de los liberales alcanzaría tal nivel que en mayo de 1827 los gobernadores de los presidios africanos se quejaron de que no podían admitir más presos, «por no haber donde colocarlos».
En septiembre de 1824 el gobernador del Consejo de Castilla justificó así ante el embajador francés la represión y que no hubiera ningún «perdón» para los «revolucionarios»:

Que no se había visto nunca que un revolucionario español se corrigiese y que, por tanto, era peligroso perdonarles; que era conveniente expulsarles, como a los moriscos, después de ver que las capitulaciones y la indulgencia les hacía todavía más malvados...

### El exilio liberal
La durísima represión desatada contra los liberales provocó que, como en 1814, muchos de ellos marcharon al exilio —y alguno se suicidó ante el temor de ser apresado y conducido al patíbulo—. Fue el mayor exilio político que vivió la Europa de la Restauración. Se calcula que pudieron ser unos 15 000 —alrededor de 20 000, según algunas estimaciones— y sus principales destinos fueron Francia (que acogió al 77 %), Inglaterra (el 11 %), Gibraltar y Portugal, por ese orden. En Francia muchos liberales habían sido llevados allí como prisioneros de guerra (buena parte de ellos eran soldados y suboficiales del ejército español y miembros de la Milicia Nacional), pero tras el final de su cautiverio en 1824 la mayoría prefirieron quedarse allí antes que volver a España. En Inglaterra fue donde se refugiaron la mayor parte de los cargos públicos del Estado constitucional (diputados, secretarios del Despacho, jefes políticos, etc.), así como oficiales y jefes del Ejército, además de periodistas, intelectuales, y otros miembros destacados de la clase media ilustrada y liberal, con lo que el epicentro político y cultural del exilio se situó en Inglaterra (allí se organizarían las conspiraciones para derribar el absolutismo), mientras que en Francia se encontraban los sectores más populares.

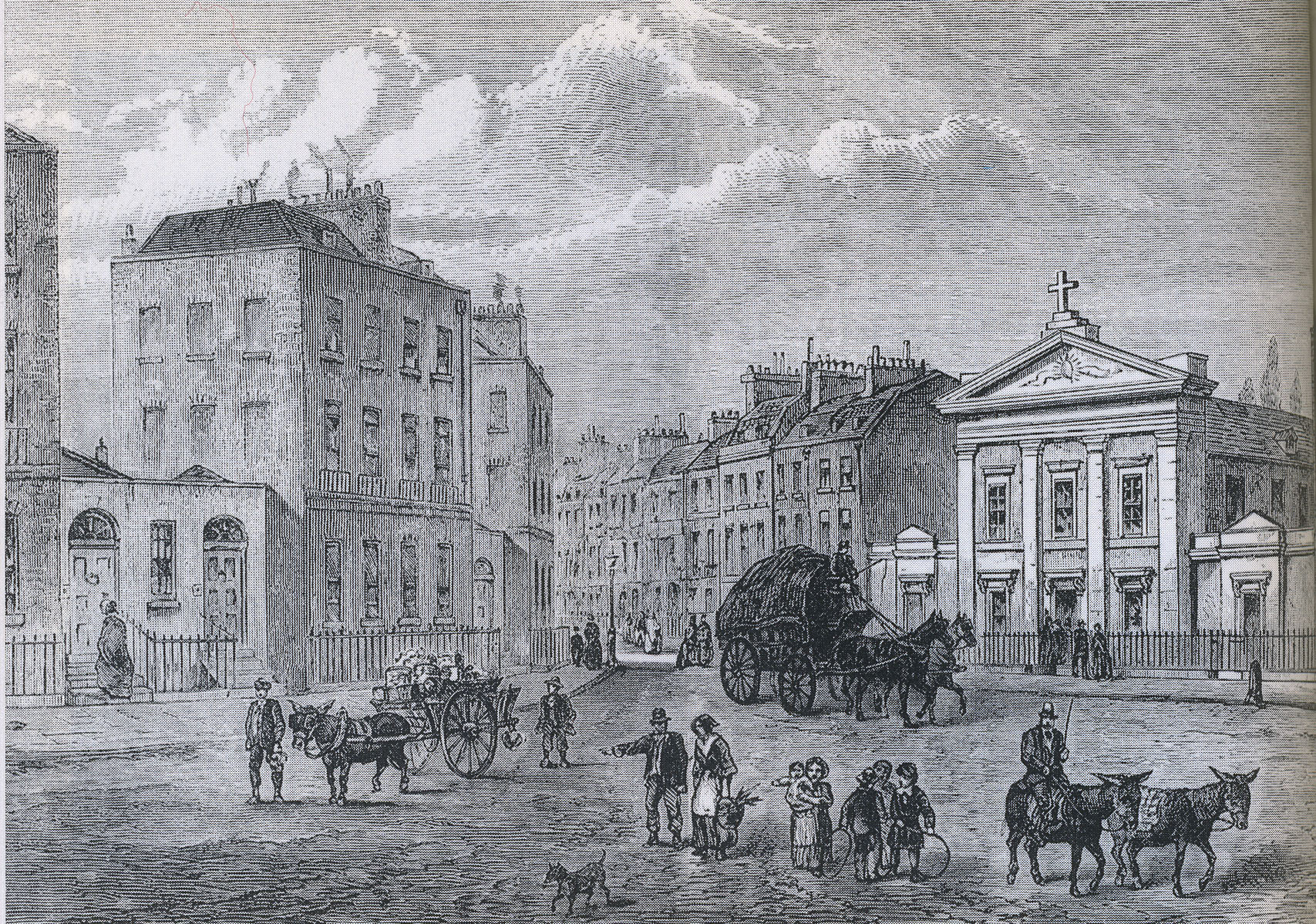
El barrio londinense de Somers Town en 1850. Allí se instalaron la mayor parte de las familias liberales exiliadas.

En Gran Bretaña, especialmente los sectores sociales que simpatizaban con los whigs o con los radicals —muy críticos con la política de no intervención adoptada por el gobierno tory al que acusaban de ser cómplice de la invasión francesa de España—, se movilizaron en ayuda de los exiliados españoles, con los que consideraban que Gran Bretaña estaba en deuda, formando diversos Spanish Commitee, no sólo en Londres, para recabar fondos por medio de suscripciones públicas y de donaciones de personas acomodadas o de importantes personalidades como el economista David Ricardo o el filósofo Jeremy Bentham e incluso de algunos periódicos como The Times o The Morning Post. Aprovechando la generosa legislación británica respecto a los extranjeros, la mayoría de las alrededor de mil familias españolas —en su mayor parte pertenecientes a la elite liberal— se instalaron en el barrio londinense de Somers Town. Cuando las aportaciones económicas a los comités de ayuda comenzaron a escasear se consiguió que el Gobierno tory aprobara la concesión de una pensión a aquellos exiliados que hubieran combatido en la Peninsular War y su gestión fue encomendada al Duque de Wellington, comandante de las fuerzas británicas en aquella guerra. En diciembre de 1824 se fundó un nuevo comité en Londres que incluía tanto a españoles como a italianos. Fue el City Commitee for the relief of the Spanish and Italian refugees que para recabar la ayuda apeló a razones patrióticas y cristianas más que a razones ideológicas como habían hecho los primeros comités promovidos por whigs y radicals. Sin embargo, las ayudas económicas siempre fueron insuficientes por lo que la mayoría de los refugiados españoles «vivió su exilio en condiciones cercanas a la miseria, especialmente a medida que este se alargaba y la solidaridad inicial se fue agotando». Thomas Carlyle se refirió a las «trágicas figuras» de los «exiliados españoles... vegetando en Somers Town», que «hablaban poco o ningún inglés», «no conocían a nadie» y «no podían emplearse en nada». Sin embargo, su compromiso político no desapareció y editaron varios periódicos como el moderado Ocios de Españoles Emigrados o el exaltado El Español Constitucional. En febrero de 1827 se creó en Londres la Junta directiva del alzamiento de España presidida por el general José María Torrijos, después de que Espoz y Mina hubiera rechazado participar en la Junta, aunque sin abandonar sus propios planes insurreccionales.

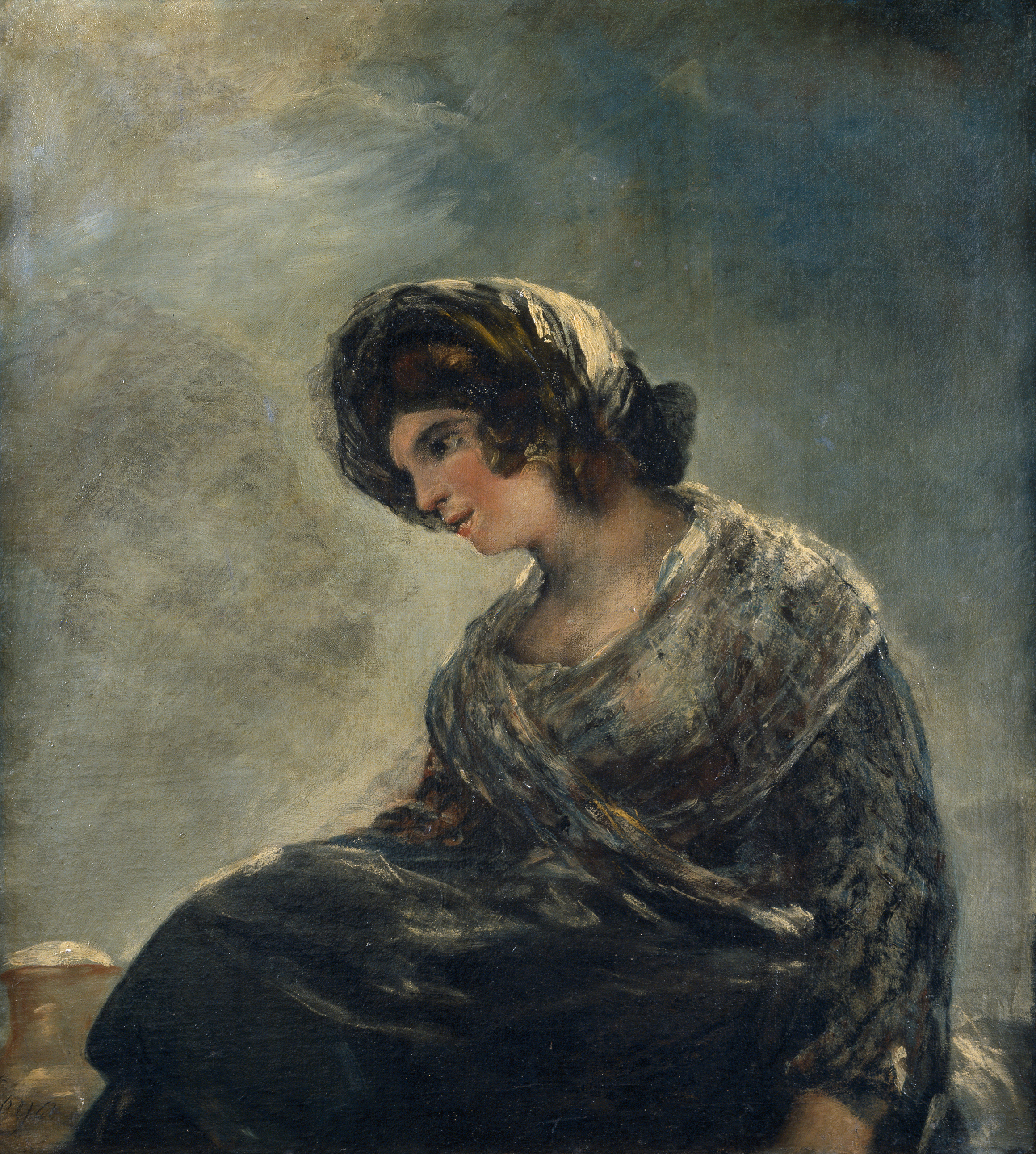
La lechera de Burdeos (1827) de Francisco de Goya. En 1824 Goya se exilió en Burdeos donde moriría cuatro años después. Aunque algunos especialistas discuten que La lechera de Burdeos fuera obra suya, en este cuadro Goya recuperó su sentido del color y de la luz.

En Francia, que recibió a la mayor parte de los emigrados (el 77 %), la situación de los exiliados liberales españoles fue exactamente la contraria a la de Gran Bretaña: el Gobierno los vigiló y controló constantemente y en la sociedad civil, cuyas libertades estaban muy limitadas, no surgió ningún movimiento de solidaridad con ellos. Esto último pudo deberse a que a Francia llegaron los sectores sociales más humildes que no tenían otra elección, mientras que las élites predominaron en el exilio inglés (aunque algunos de sus miembros también se instalaron en París). La mayoría eran militares que habían preferido aprovechar las condiciones que les ofrecían las capitulaciones antes que permanecer en España por temor a las represalias de los absolutistas. Se calcula que unos 12 000 hombres, entre ellos 1500 oficiales, habían pasado a Francia de esta forma. Fueron instalados en «depósitos» bajo el control del gobierno en donde estaban obligados a residir si querían recibir los subsidios que el Estado francés había asignado a los oficiales (y estos últimos era los más vigilados: «[tienen] opiniones revolucionarias de las más exaltadas», se decía en un informe). Tras la aprobación de la amnistía por Fernando VII en mayo de 1824 la mayoría de los oficiales estaban excluidos (no así los soldados rasos y más de cinco mil regresaron a España). Los oficiales pudieron abandonar los «depósitos», pero continuaron bajo vigilancia —continuaba el temor de las autoridades a que colaboraran con la oposición liberal interna o la alentaran— y perdieron el subsidio que recibían al dejar de ser prisioneros de guerra. Muchos de ellos vivieron a partir de entonces en condiciones miserables y solo a partir de finales de 1829 volvieron a recibir los subsidios tras haberlos reclamado insistentemente durante los años anteriores. Tras el triunfo de la revolución de julio de 1830 los exiliados liberales españoles retomaron con fuerza el activismo político.
Los exiliados no se libraron de la vigilancia y el control de Estado absolutista pues con este fin Fernando VII creó una policía especial, llamada «alta policía» o «policía reservada», que estaba a las órdenes directas del Secretario del Despacho de Gracia y Justicia Calomarde y actuaba al margen de la Superintendencia General de Policía. Se trataba de una red de agentes diseminados por los lugares del exilio y por las ciudades fronterizas españolas, algunos de los cuales eran liberales que se habían dejado comprar debido a las dificultades económicas por las que atravesaban. Al frente de la «alta policía» el rey nombró a un hombre de su confianza, José Manuel del Regato, que ya había actuado como agente provocador durante el Trienio Liberal haciéndose pasar por un liberal exaltado. Regato informaba directamente al rey con el que mantenía de forma reservada reuniones frecuentes. Según Emilio La Parra López, «Fernando VII hizo uso a su conveniencia de esta red de policía especial y personal, en particular para espiar a su propio gobierno».
Por otro lado, Juan Luis Simal ha destacado que el exilio liberal español, junto con el napolitano, el piamontés y el portugués (aunque en menor medida), «fue central para el desarrollo de una política liberal europea. Aparentemente de forma paradójica, la derrota del constitucionalismo meridional en 1821-1823 reforzó el liberalismo europeo en las décadas siguientes. El exilio facilitó el contacto entre liberales de varios países y la formación de redes internacionales que mantuvieron vivo el compromiso político con los represaliados». Nació así un «internacionalismo liberal» en el que los liberales españoles exiliados y su experiencia del Trienio desempeñaron un papel muy destacado.
Los exiliados liberales pudieron comenzar a volver a España tras la aprobación de una primera amnistía en octubre de 1832, todavía en vida de Fernando VII, por una iniciativa de su esposa, María Cristina de Borbón, y de los absolutistas reformistas, pero contenía muchas excepciones, por lo que el regreso definitivo no se produjo hasta la aprobación de una segunda amnistía en octubre de 1833, un mes después de la muerte de Fernando VII, que fue ampliada en febrero de 1834, tras la llegada al gobierno del liberal moderado Francisco Martínez de la Rosa, que ya había encabezado el Gobierno varios meses durante el Trienio.

## La división de los absolutistas
Así como en el Trienio Liberal (1820-1823) se produjo la escisión de los liberales entre «moderados» y «exaltados», durante la Década Ominosa fueron los absolutistas los que se dividieron entre absolutistas «reformistas» —partidarios de «suavizar» el absolutismo siguiendo las advertencias de la Cuádruple Alianza y de la Francia borbónica restaurada— y los absolutistas «ultras» o «apostólicos»  que defendían la restauración completa del absolutismo, incluyendo el restablecimiento de la Inquisición que el rey Fernando VII, presionado por las potencias europeas, no había repuesto tras su abolición por los liberales durante el Trienio. Los ultras o apostólicos, también llamados ultrarrealistas o ultraabsolutistas, tenían en el hermano del rey, Carlos María Isidro de Borbón —heredero al trono porque Fernando VII después de tres matrimonios no había conseguido tener descendencia—, a su principal valedor, por eso también se les llamó en ocasiones «carlistas». El conflicto más grave que protagonizaron los ultraabsolutistas fue la Guerra de los Agraviados, que se produjo en 1827 y tuvo como escenario Cataluña.
Ángel Bahamonde y Jesús A. Martínez han sostenido que las diferencias entre los que ellos prefieren denominar «reformistas antiliberales» y los «ultras realistas» no eran políticas, pues compartían el mismo objetivo («el mantenimiento del Estado absoluto»), sino de «estrategia». Los primeros propugnaban un «reformismo administrativista sin aperturas políticas» o «reformismo técnico», mientras que los segundos se oponían a cualquier cambio, por limitado que fuese. Sin embargo, Emilio La Parra López ha señalado que las diferencias no eran sólo de «estrategia», sino que también se debían a las distintas tradiciones políticas y culturales de las que procedían. Los «realistas moderados o pragmáticos», como los llama La Parra López, eran herederos de la élite de ilustrados que estuvieron al servicio del Estado durante los reinados de Carlos III y de Carlos IV, mientras que los «realistas radicales, o ultras», por el contrario, se nutrían del pensamiento reaccionario opuesto a la Ilustración y consideraban las reformas que propugnaban los «moderados», aunque fueran de carácter básicamente administrativo, como un atentado al orden natural establecido por Dios. «De ahí su ultramontanismo y la relevancia atribuida a los eclesiásticos en la vida pública». De ahí también su insistencia en la restauración de la Inquisición.

### «Reformistas» frente a «ultras» (o «apostólicos»)
Debido a la presión de las potencias de la Cuádruple Alianza y sobre todo de Francia ―que mantenía su ejército ocupando las plazas estratégicas―, que consideraban al gobierno nombrado por la Regencia absolutista en mayo de 1823, encabezado por el antiguo confesor del rey Víctor Damián Sáez, como la expresión de un absolutismo puro y duro que podía desembocar en un nuevo estallido revolucionario ―«de la anarquía», le escribió Luis XVIII a Fernando VII―, Fernando VII, solo dos meses después de haber sido «liberado» de su «cautiverio», se vio obligado a cambiarlo ―en noviembre un real-decreto había creado el Consejo de Ministros como supremo órgano gubernativo con lo que se ponía fin definitivamente al régimen polisinodial, una propuesta del «reformista» conde de Ofalia que el rey había aceptado―. Los nuevos secretarios del Despacho nombrados el 2 de diciembre de 1823 tenían un perfil «moderado», encabezados por el marqués de Casa-Irujo Secretario del Despacho de Estado. Al frente de la Secretaría del Despacho de Hacienda, fue nombrado Luis López Ballesteros, que se convertiría en una de las figuras más destacadas del absolutismo «reformista».

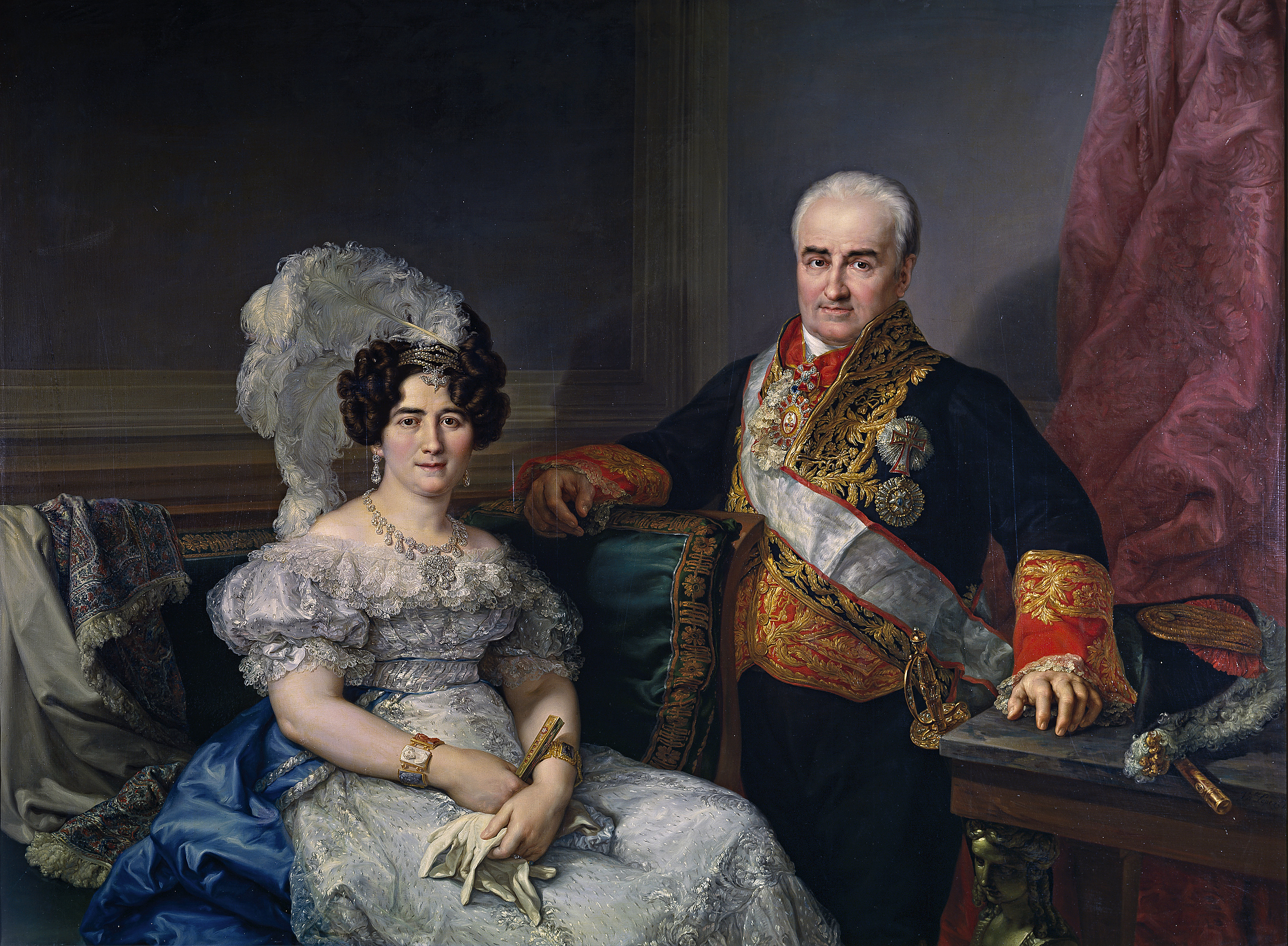
Antonio Ugarte y su esposa. Ugarte, hombre de confianza de Fernando VII, fue nombrado por este secretario del consejo de ministros con la misión de obstaculizar la labor de los «reformistas» y de transmitirles la voluntad del rey.

Como contrapeso al predominio «moderado» en el nuevo gabinete, en enero de 1824 Fernando VII nombró como Secretario del Despacho de Gracia y Justicia, a Francisco Tadeo Calomarde, «uno de los personajes ultras más significados de todo el período», y en febrero a su confidente Antonio Ugarte ―«Antonio I» le llamaban sus detractores por las ínfulas que se daba debido a la confianza que el rey le dispensaba― como secretario del consejo de ministros ―ambos se dedicarán a obstaculizar la labor de los «reformistas», y Ugarte, además, se ocupará de  transmitir la voluntad del rey a los ministros hasta su caída en desgracia en marzo de 1825, en que ese papel lo desempeñará Calomarde―. Otra medida que tomó Fernando VII para contrapesar el carácter «moderado» del Gobierno fue la reinstauración del Consejo de Estado en el que tenían mayoría los ultraabsolutistas y que obstaculizará los proyectos de reforma del gobierno, actuando como una especie de consejo de ministros paralelo. El marqués de Casa-Irujo murió el 17 de enero de 1824, solo un mes después de haber sido nombrado Secretario del Despacho de Estado, y fue sustituido por Narciso Heredia, conde consorte de Ofalia, aunque este solo se mantendrá en el cargo hasta el 11 de julio ―un mes antes había recibido una dura reprimenda del rey («píldora», le llamó el monarca) porque los secretarios del despacho no estaban cumpliendo su orden de «que cuando propongan cualquier empleo pongan la cláusula de si es o no adicto a mi persona»―. Su sucesor fue el también «reformista» Francisco Cea Bermúdez, que estaría en el cargo hasta octubre de 1825.

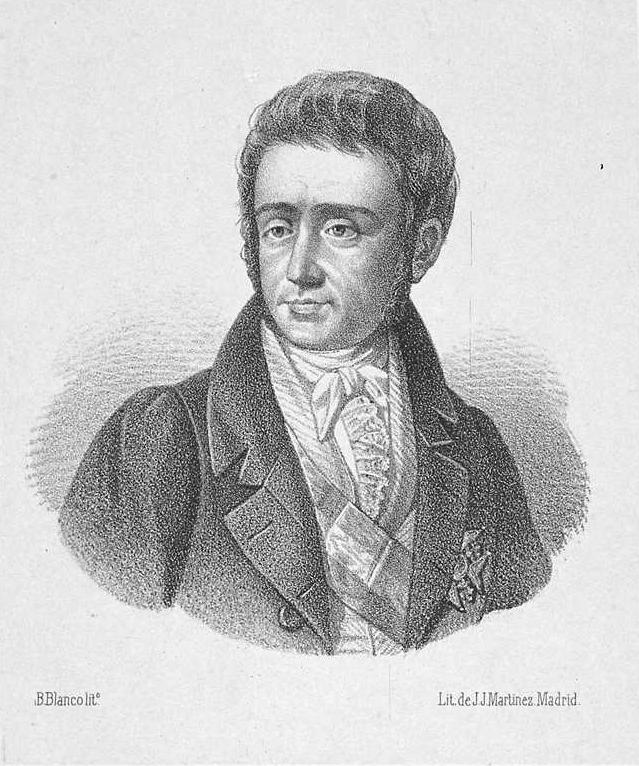
El destacado «reformista» Narciso Heredia, conde consorte de Ofalia, encabezó el gobierno entre enero y julio de 1824.

En las instrucciones escritas que le dio Fernando VII al nuevo gobierno («Bases sobre que ha de caminar indispensablemente el nuevo Consejo de ministros») quedaron fijados los objetivos y los límites de su actuación.

Bases sobre que ha de caminar indispensablemente el nuevo consejo de ministros.
 1ª. Plantear una buena política en todo el reyno.
 2ª. Disolución del egército [sic] y formación de otro nuevo.
 3ª. Nada que tenga relación con cámaras ni con ningún género de representación. 
4ª. Limpiar todas las secretarías de despacho, tribunales y demás oficinas, tanto de la corte como de lo demás del reyno, de todos los que han sido adictos al sistema constitucional, protegiendo decididamente a los realistas.
 5ª. Trabajar incesantemente en destruir las sociedades secretas y toda especie de secta.
6ª. No reconocer los empréstitos constitucionales.

A pesar de las instrucciones que había recibido del rey, dirigidas a garantizar su poder absoluto y a excluir cualquier sistema constitucional, el nuevo gobierno fue muy mal recibido por los absolutistas «puros». El duque del Infantado, que había presidido la Regencia absolutista, afirmó: «todo lo que esté fuera del realismo puro debe ser colocado entre los revolucionarios, y ¿cómo puede el sentimiento realista estar satisfecho cuando se ve al frente de los asuntos a hombres que han cometidos estas acciones?». El periódico El Restaurador, que acabará siendo prohibido por sus posiciones radicales, publicó en un número de enero de 1824: «La experiencia nos ha enseñado por dos veces que el partido moderado conduce el trono al precipicio». «El gobierno se pierde y nos perdemos todos. Salvaos, Señor, y salvémonos todos», advertía a final de mes. El periódico, en su último número publicado el 31 de enero de 1824, también recogió el rumor de que se había formado «un partido para destronar a Fernando VII y dar la corona al infante don Carlos». Rumor que sería confirmado en un informe de la policía de julio de 1824 referido a los medios eclesiásticos de Baeza. Poco antes otro parte policial, de Badajoz, informaba de la existencia en esa ciudad de una junta secreta llamada «del Áncora, Apostólica o Carolina» (esta última denominación en referencia a don Carlos) compuesta por destacadas personalidades civiles, eclesiásticas y militares. Según Josep Fontana, tras ser desplazados del poder los absolutistas radicales «optaron, despechados por su marginación, por formar un auténtico partido “apostólico” en la sombra».
Tres decisiones del nuevo gobierno, respaldadas por el rey, provocaron la ruptura de los absolutistas entre «reformistas» y «ultras» ―también llamados «apostólicos», por suponérseles dirigidos por una Junta Apostólica secreta―, una escisión que iba a marcar la política de toda la Década Ominosa. «Sorprende, vistos la magnitud de la represión y el esfuerzo del régimen por retrotraer al país al Antiguo Régimen, que una buena parte de la oposición a la que tuvo que hacer frente el gobierno fernandino procediera de las propias filas absolutistas, donde surgió muy pronto una facción “ultra”, muy numerosa, articulada en torno al rechazo de una política que los más radicales consideraban demasiado condescendiente con el liberalismo». Las tres medidas, sobre todo la primera y la tercera, fueron el resultado de la presión de las potencias europeas sobre Fernando VII que no querían que volviera a estallar una nueva revolución liberal en España.

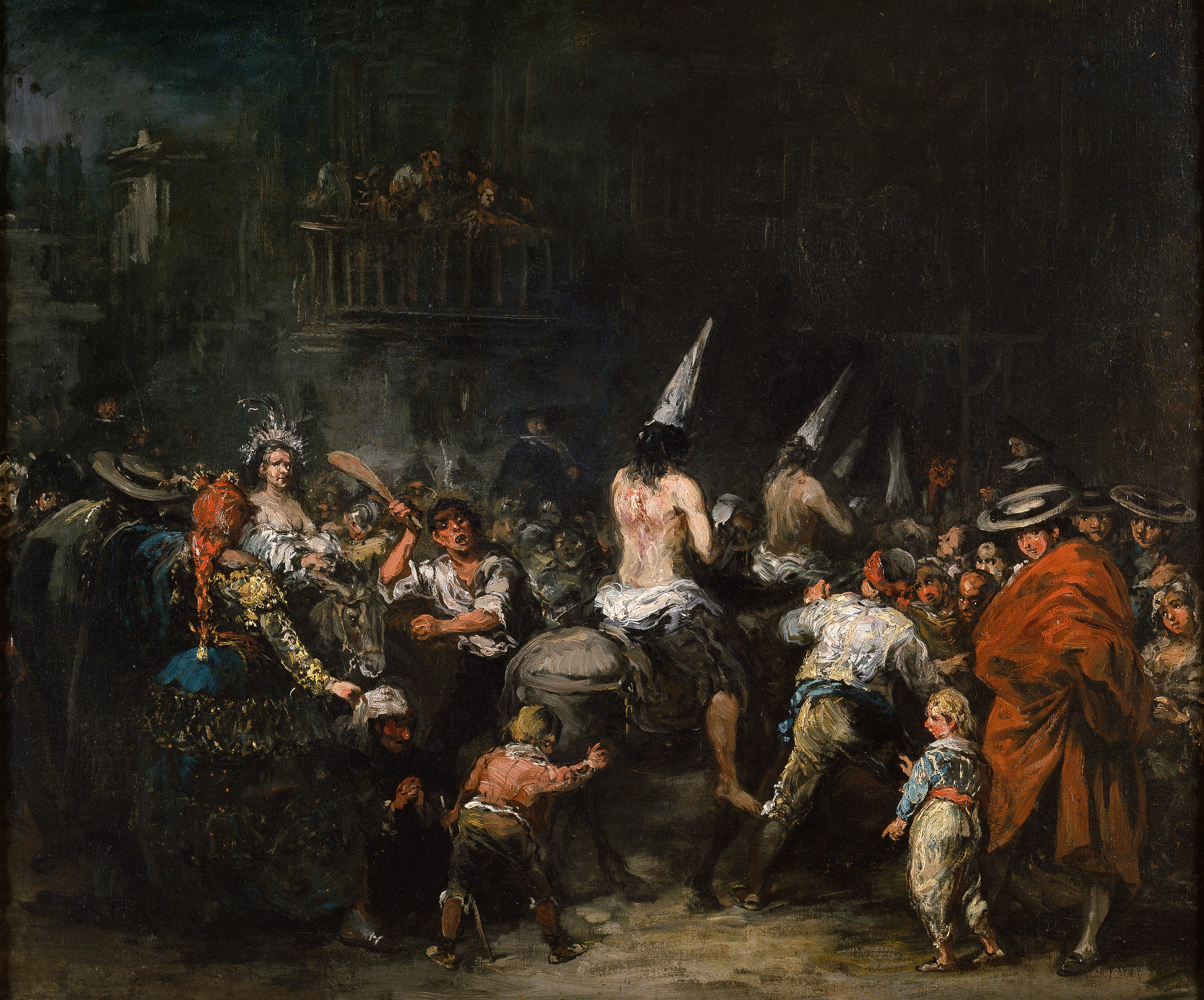
«Condenados por la Inquisición», de Eugenio Lucas (Museo del Prado). La decisión de no restaurar la Inquisición fue uno de los motivos, si no el principal, de la ruptura de los «ultras» con los «reformistas».

La primera, y la que fue rechazada de forma más radical por los ultras por considerarla una concesión inadmisible al liberalismo, fue la no restauración de la Inquisición abolida por los liberales en marzo de 1820 ―los «ultras» consideraban al Santo Oficio como el símbolo más importante del Antiguo Régimen en España―. La segunda fue la creación en enero de 1824 de la Superintendencia General de Policía, que se iba convertir en una institución clave en la política represiva del régimen absolutista y que asumió muchas de las funciones que hasta entonces había desempeñado la Inquisición, como la censura de libros ―por eso mismo fue rechazada por los ultras, ya que consideraban que el orden público debía estar controlado por el Santo Oficio y por los voluntarios realistas y no por un cuerpo estatal centralizado de sospechoso «origen francés»―. La tercera medida fue aprobada el 11 de mayo (aunque se publicó el 20 con fecha del 1 de mayo) y fue la concesión de una muy limitada amnistía («indulto y perdón general») a los liberales, que también fue rechazada por los «ultras» a pesar de que contenía tal cantidad de excepciones que prácticamente la hacía inoperante. En Orihuela cuando se conoció la noticia del «indulto y perdón general» se produjeron ataques a los presos políticos y se lanzaron acusaciones de negro ―es decir, de liberal― contra el mismísimo Fernando VII «por haber dado un decreto indultando a los negros». Así pues, como ha señalado Josep Fontana, la amnistía aumentó «el odio de los ultras hacia un gobierno que parecía querer proteger al menos a una parte de los liberales y al que considerarían, por eso mismo, revolucionario y masónico».

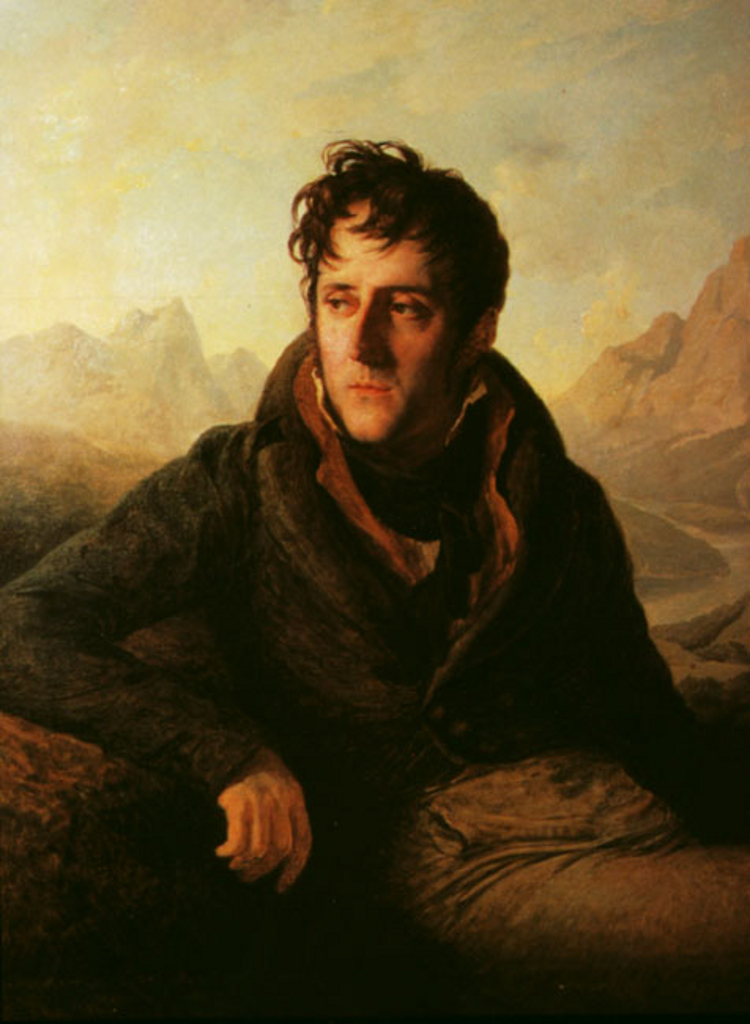
El ministro de asuntos exteriores francés Chateaubriand, el principal defensor de la invasión de los Cien Mil Hijos de San Luis, llegó a afirmar en privado que en España «el cáncer político está en el rey».

Hubo un cuarto motivo para la ruptura. El acuerdo firmado en febrero de 1824 con la monarquía francesa por el que permanecerían en España 45 000 hombres de los Cien Mil Hijos de San Luis, desplegados en 48 plazas (Madrid, Cádiz, La Coruña, Badajoz, Cartagena, Vitoria, y varias poblaciones catalanas, entre ellas Barcelona, de la cornisa cantábrica y de la frontera pirenaica) cada una con un comandante francés y con competencias sobre orden público ―el coste económico correría a cargo de la Hacienda española y el convenio sería renovado año a año hasta 1828―. En las proclamas ultras aparecerá con frecuencia el «¡Fuera los franceses!». Luis XVIII y su gobierno, contando con la opinión del duque de Angulema, consideraron que la situación política española era todavía muy inestable y que por tanto el mantenimiento de la ocupación era una medida necesaria para garantizar la continuidad de Fernando VII («el nieto de Enrique IV»), lo que, además, les permitiría «moderar» su absolutismo (fracasarían en su intento de evitar la represión masiva de los liberales, aunque consiguieron proteger a muchos de ellos con las consiguientes protestas de las autoridades españolas, o en su pretensión de que se convocaran las Cortes tradicionales, una vez descartado el régimen de Carta Otorgada, de lo que se quejó amargamente el ministro Chateaubriand, que llegó a afirmar en privado que en España «el cáncer político está en el rey»). Fernando VII, por su parte, firmó el acuerdo porque no podía prescindir de las tropas francesas (carecía de ejército y no quería que la defensa de su trono estuviera en manos de los voluntarios realistas; y, además, no estaba seguro de la firmeza del apoyo de la sociedad española por lo que temía una hipotética reacción liberal). La ocupación francesa provocó la generalización de un sentimiento antifrancés, y al mismo tiempo que en las ciudades bajo su jurisdicción el ritmo de implantación del absolutismo fuera mucho más lento.

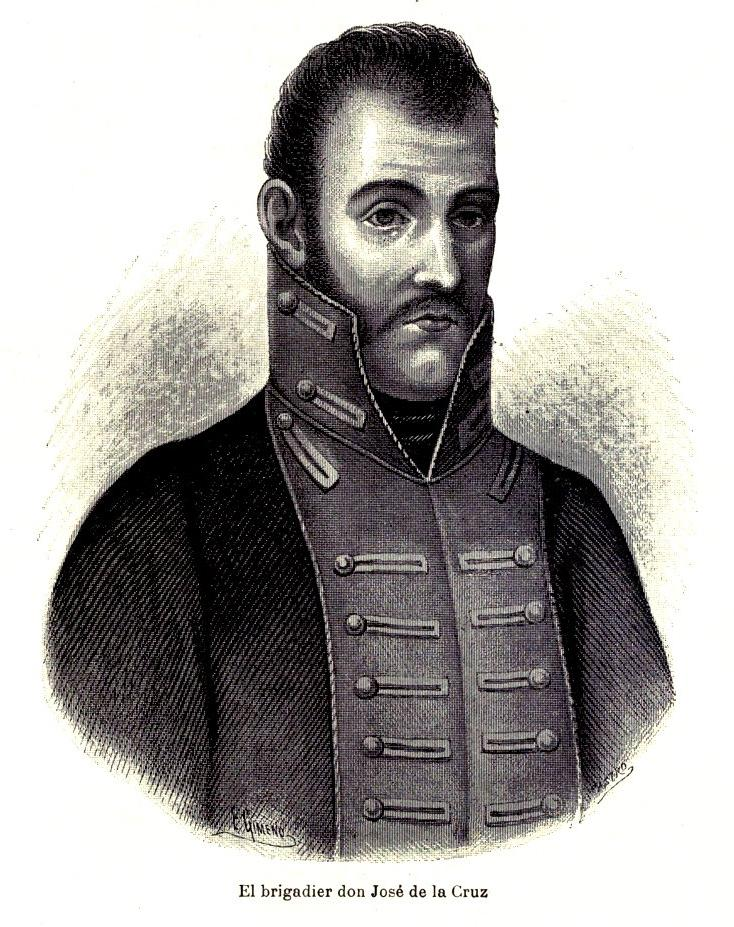
El general José de la Cruz, Secretario del Despacho de Guerra. La aprobación del reglamento de los Voluntarios Realistas, rechazado por estos que se negaron a cumplirlo, acabó causando la destitución de su cargo, siendo sustituido por el ultra José Aymerich.

Un quinto motivo fue la aprobación a finales de febrero de 1824 por el Secretario del Despacho de Guerra, el general José de la Cruz, del nuevo reglamento de los Voluntarios Realistas que fue muy mal recibido por éstos y se negaron a obedecerlo. En él se excluía del cuerpo a «los jornaleros y todos los que no puedan mantenerse a sí mismos y a sus familias los días que les toque servicio en su pueblo». El 26 de agosto el general De la Cruz fue destituido, acusado de connivencia con el desembarco en Tarifa del coronel liberal Francisco Valdés Arriola que mantuvo la posición entre el 3 y el 19 de agosto ―36 miembros de la intentona fueron fusilados―. Su sustituto fue el «ultra» José Aymerich. En 1826 se aprobó un nuevo reglamento de los voluntarios realistas que sí aceptaba a los jornaleros y además se ordenaba a las autoridades que prefiriesen «para los trabajos que puedan ofrecerse en los pueblos y en igualdad de circunstancias a los voluntarios realistas, en especial los jornaleros».
El rechazo al primer reglamento de los voluntarios realistas se extendió a las normas de integración en el ejército de los jefes guerrilleros del disuelto (no sin resistencias y no completamente) «ejército de la fe», que había apoyado en 1823 a los Cien Mil Hijos de San Luis en su objetivo de poner fin al Trienio Liberal. Las normas fueron aprobadas el 9 de agosto de 1824 y suponían, para unos una reducción considerable del grado de general o de coronel que ellos se habían atribuido unilateralmente, y para otros la vuelta a la vida civil con «licencia ilimitada». Estas normas «provocaron el descontento de unos hombres que se creían con derecho a recibir mayores recompensas y que se convirtieron, desde este momento, en enemigos a muerte de los gobiernos que les regateaban el reconocimiento de sus méritos».

### Las políticas de los absolutistas «reformistas»
Ángel Bahamonde y Jesús A. Martínez han señalado que el heterogéneo grupo que llevó a cabo el «reformismo técnico del Estado absoluto, sin aperturas políticas», cuyos miembros «han sido llamados “fernandistas” o más confusamente “moderados”» (pero que no formaban un «partido»), no eran liberales sino que procedían de «una tradición ilustrada, reformista y en cierto sentido afrancesada». Por su parte Josep Fontana ha señalado que «el problema a que habían de enfrentarse los gobiernos de estos años consistía en adoptar las medidas de reforma con que hacer frente a la situación, sin salirse de los límites de las exigencias de rechazo total del liberalismo que el propio monarca les había fijado». En consecuencia, como ha destacado Emilio La Parra López, «el programa reformista intentado durante la última década del reinado estuvo profundamente condicionado».

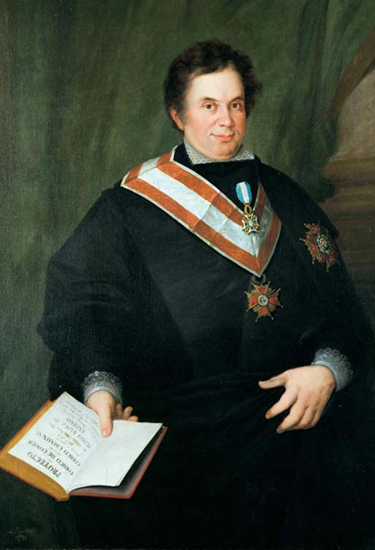
El afrancesado Pedro Sainz de Andino, autor del Código de Comercio de 1829, fue uno de los «reformistas» más destacados.

Los absolutistas «reformistas» eran conscientes de la dura realidad que estaba viviendo la Monarquía española después de la pérdida definitiva de las colonias americanas tras la derrota realista en la batalla de Ayacucho de diciembre de 1824 que selló la independencia del Perú, el último bastión realista. Era «una monarquía agonizante, que carecía de lo más preciso para echar a andar en esta nueva etapa», ha afirmado Juan Francisco Fuentes. Ángel Bahamonde y Jesús A. Martínez, coincidiendo con Fuentes, la han calificado como «un Estado moribundo».  La Hacienda estaba en bancarrota y la Marina había quedado reducida a una docena de buques de guerra ―cuando en 1796 contaba con 136―. Uno de los miembros del Gobierno definió la situación con toda claridad: «La Hacienda es todo, y sin ella no hay nada, luego el arreglo de la Hacienda es la primera y general de todas las atenciones de la Monarquía».

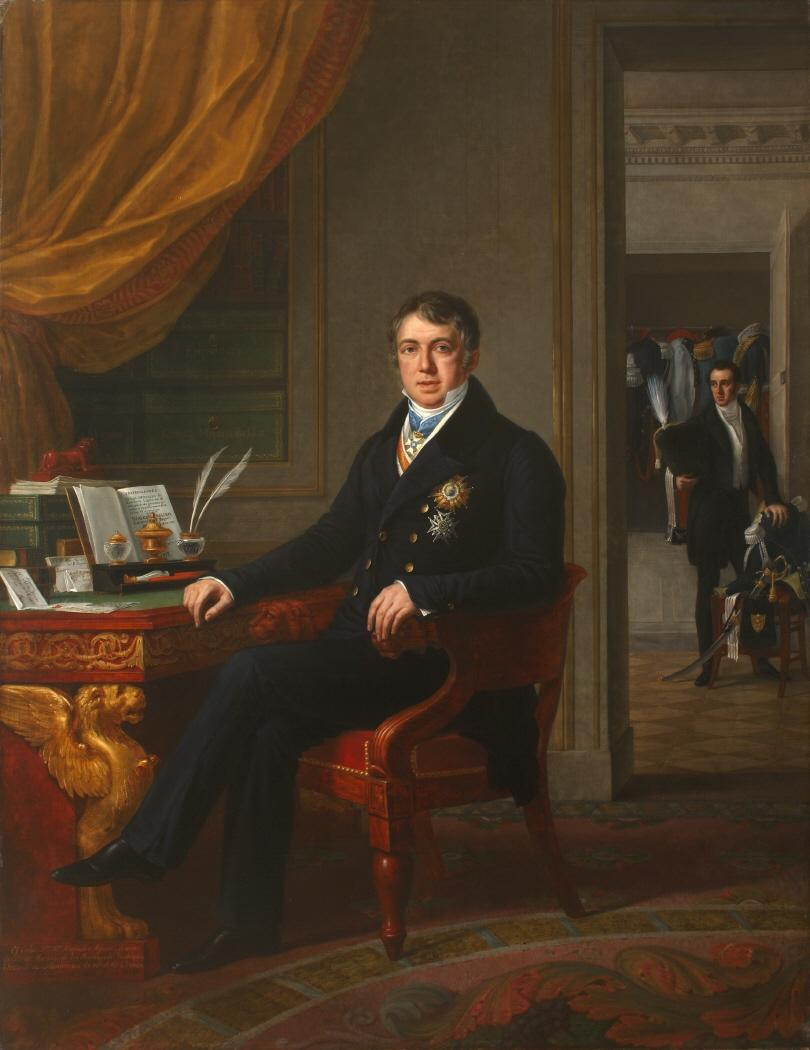
Alejandro María Aguado, antiguo afrancesado convertido en «el banquero de Fernando VII». Fue el encargado de "colocar" los títulos de la deuda en el exterior mediante operaciones fraudulentas.

La negativa del rey a reconocer los empréstitos extranjeros contraídos por los gobiernos de Trienio Liberal ―los llamados «bonos» o «deuda de las Cortes»― agravó aún más la situación porque no se pudieron contratar oficialmente unos nuevos. Fernando VII, acuciado y obsesionado por la falta de fondos que afectaban al «decoro de su augusta persona, su custodia y los medios que las altas miras políticas del Rey exigen», autorizó que se contrajeran préstamos a altísimo interés con banqueros europeos de segunda fila por medio de testaferros en operaciones semisecretas, pero que acabaron conociéndose con el consiguiente desprestigio de la solvencia de la Monarquía. El ministro de Hacienda francés denunció en enero de 1829: «El gobierno español, que tiene por costumbre no pagar ni cumplir ninguna de sus obligaciones, contrata cada día deudas y empréstitos que no puede satisfacer». Ese mismo año se prohibía la colocación de deuda española en la Bolsa de París, poniéndose fin así a los manejos que el gobierno hacía con las emisiones de deuda que colocaba a través del banquero español residente en París Alejandro María Aguado, antiguo afrancesado convertido en «el banquero de Fernando VII». De esta forma se cerraba esta vía de financiación que hasta entonces había permitido equilibrar las cuentas y se producía un descenso brutal de las cotizaciones de los títulos de la deuda española. Lo cierto era que en diez años la deuda externa pasaría de trescientos millones de reales a dos mil millones.
La otra forma en que Fernando VII se propuso mejorar la situación de la Hacienda fue intentar recuperar las colonias americanas, empezando por Nueva España, y para ello se organizó la expedición Barradas que partió de la isla de Cuba en julio de 1829 y desembarcó en Tampico, en la costa mexicana. En La Gaceta de Madrid se anunció la expedición con estas palabras: «Tres mil trescientos españoles han empezado ya en territorio mexicano la grande obra de la sumisión de aquellos países a su legítimo soberano». Como ha señalado Josep Fontana, «el resultado fue un desastre en que se perdieron mil quinientas vidas y los cuantiosos recursos que para organizar esta aventura se habían recaudado en Cuba». El 11 de septiembre Barradas capitulaba. En marzo de 1830 el gobierno británico le advertía al español de que abandonara cualquier intento de recuperar sus antiguas colonias amenazando veladamente con apoyar la independencia de Cuba y de Puerto Rico, las dos únicas colonias americanas que permanecían bajo dominio español.

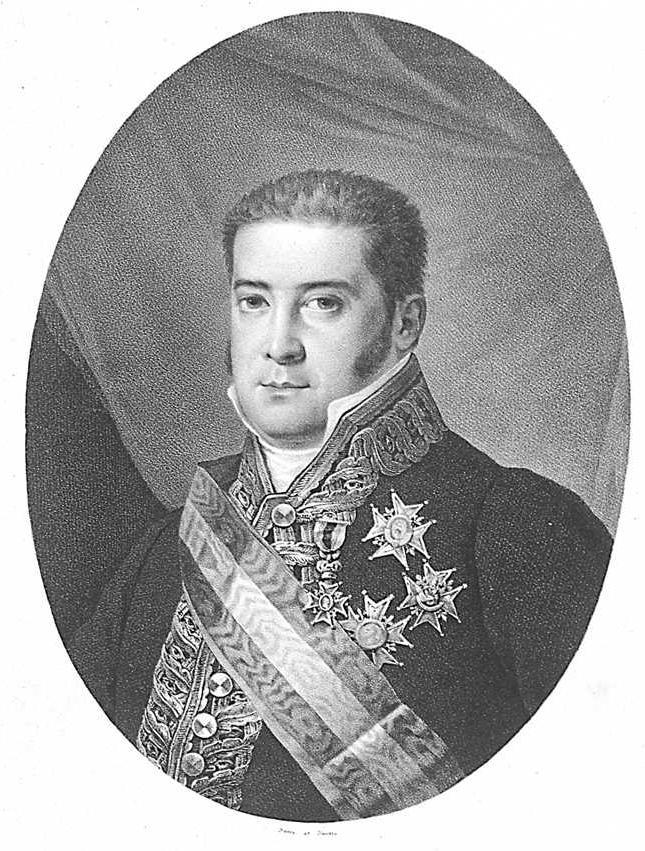
Luis López Ballesteros, secretario del Despacho de Hacienda entre 1823 y 1832, fue uno de los absolutistas «reformistas» más destacados.

En los estrechos márgenes que le fijó Fernando VII tuvo que moverse el secretario del Despacho de Hacienda Luis López Ballesteros. Lo primero que hizo fue poner orden en las cuentas públicas para conocer cuál era la situación real de los ingresos y de los gastos del Estado ―la cuarta parte de estos últimos correspondían al pago de la deuda―. Como una reforma fiscal era imposible porque chocaría con los privilegios (las exenciones fiscales) en que se basaba el Antiguo Régimen recién restaurado, y de lo que no quería ni oír hablar el rey, Ballesteros reactivó tributos antiguos que habían caído en desuso ―su única innovación fue introducir el estanco del bacalao, que fracasó estrepitosamente y lo acabó suprimiendo― que, además de recaudar menos de lo esperado debido a la crisis general de la economía española, no consiguieron paliar la caída de los ingresos de aduanas tras la emancipación de las colonias americanas ―en 1832 sólo se recaudaron 49 millones de reales cuando hacia 1800 se ingresaban por ese concepto 175 millones―. Por el lado del gasto intentó adecuarlo a los ingresos creando en abril de 1828 ―tras superar la dura oposición del Consejo de Estado que se mantuvo durante tres años alegando que las «reformas generales» son «siempre peligrosas»― el primer presupuesto del Estado de la Historia de España, «un hito insoslayable en el proceso de modernización administrativa del Estado», pero que, como ha señalado Josep Fontana, «era un medida que implicaba la aceptación de la miseria y la impotencia de la monarquía española». El presupuesto lo completó con la creación del Tribunal Mayor de Cuentas. Lo que intentó López Ballesteros fue «reordenar la hacienda desde la óptica de la racionalización, pero en función del mantenimiento en lo esencial del sistema tributario anterior». Los «ultras», por su parte, no dejaban de insistir en «los peligros que traen consigo las novedades» ―el obispo «ultra» de Orense achacaba la falta de recursos de la Hacienda a la «secta masónica» y a que «se ven en las oficinas de Hacienda muchos liberales convencidos»―.
Los absolutistas «reformistas», entre los que se encontraban destacados afrancesados reclutados por López Ballesteros para su departamento, también consiguieron sacar adelante otras medidas dirigidas a la «modernización» de la economía y del Estado, entre las que destacan la promulgación en 1829 del Código de Comercio ―obra del afrancesado Pedro Sainz de Andino― completado con la creación de la Bolsa de Madrid, dos años después; la fundación del Banco de San Fernando en 1829, heredero del Banco de San Carlos y antecesor del Banco de España; y la creación, también en 1829, del Cuerpo de Carabineros de Costas y Fronteras, con el objeto de frenar el contrabando que se llevaba a cabo desde Francia y Portugal y, sobre todo, desde Gibraltar. También se aprobó la Ley de Minas (1825). En conjunto se trató de «racionalizar el funcionamiento económico sin alterar principios básicos del Antiguo Régimen», «un marco institucional que impedía la plena articulación del mercado nacional». Para difundir y respaldar las políticas «reformistas», López Ballesteros fundó la Gaceta de Bayona (1828-1830) a la que siguió la Estafeta de San Sebastián (1830-1831), y a cuyo frente nombró a dos destacados afrancesados, Sebastián Miñano y Alberto Lista.

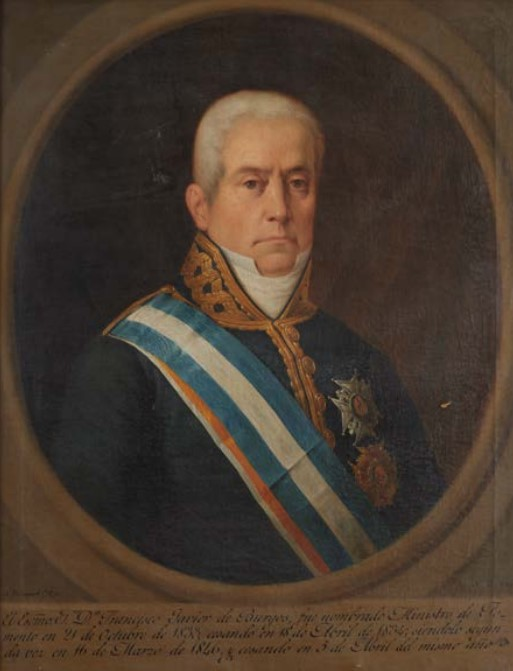
El afrancesado Javier de Burgos, estrecho colaborador en París del banquero Alejandro María Aguado, le presentó al rey una exposición en la que propugnaba que las reformas fueran más lejos.

Algunos de los «reformistas» le propusieron a Fernando VII ir más lejos, pero no lo consiguieron. Uno de ellos fue el afrancesado Javier de Burgos quien el 24 de enero de 1826 realizó una exposición al rey desde París en la que planteaba aprobar una amnistía «plena y entera, sin excepción alguna o con pocas excepciones, y esas personales y nominativas», la venta de bienes eclesiásticos para hacer frente al déficit de la Hacienda (mediante un acuerdo con la Santa Sede como ya se había hecho en la «desamortización de Godoy») y la creación de un Ministerio de Gobernación (se acabaría llamando Ministerio de Fomento General del Reino cuando fue creado en 1832) que impulsara y aplicara las reformas, y como paso previo a una transición que implicaba la desaparición de alguna de las instituciones del Antiguo Régimen como el Consejo de Castilla. Como Javier de Burgos, López Ballesteros también propuso la creación de un ministerio del Interior, pero se encontró con la férrea oposición de los ultras, ya que, según Josep Fontana, «ello implicaría poner la policía fuera del control del ministerio de Gracia y Justicia [al frente del cual se encontraba el ultra Calomarde] y acabar con la impunidad de sus conspiraciones». En una memoria de septiembre de 1831 López Ballesteros se quejaba de la insensata actitud de los ultras:

¿Y qué diré del regreso a los tiempos y costumbres antiguas para que sean menores las necesidades, menores los gastos y ningún fomento haya que prestar a la riqueza pública? ¿Será posible que la agricultura vuelva al yugo de destructoras opresiones y que las artes y el comercio sean otra vez mirados como viles y bajos oficios? […] Este retroceso es ridículo… Con los siglos varían las costumbres, y no alcanza el influjo de las leyes a evitar esta variación, hija siempre de los descubrimientos geográficos, científicos y artísticos.

El resultado final fue que las reformas «técnicas» solo consiguieron paliar, pero no solventar la crisis de la monarquía que venía arrastrando desde hacía tiempo. Así lo constató, Pedro Sainz de Andino, uno de los «reformistas» más destacados, cuando le presentó al rey el siguiente balance de la situación de la monarquía en 1829 (se acababa de prohibir, por fraudulenta, la colocación de la deuda externa española en la Bolsa de París):

Apuradísima es la situación de su tesoro; enorme e incomparable es su deuda, notorio es su descrédito; general es la pobreza de sus clases; manifiesta es la división de los ánimos; incontestables son la nulidad de su comercio, la paralización de sus fábricas  y el atraso de la agricultura… Al pasar una rápida revista sobre la situación de la monarquía, no se ven más que síntomas de desorden, debilidad y destrucción.

Al año siguiente un alto funcionario de Hacienda exponía también al rey «el lastimoso cuadro de desorden, de confusión y de miseria que ofrece la situación actual de la España». En abril de 1832 era el propio secretario del Despacho de Hacienda López Ballesteros el que se quejaba de que no le dejasen dimitir:

En el día confieso, y sobre mi conciencia y mi honor aseguro, que no hallo posibilidad de satisfacer los empeños y obligaciones del estado, ni de detener la bancarrota que está más cercana de lo que muchos creen, ni de buscar medios supletorios con que pueda entretenerse el tiempo, como sucedió hasta aquí.

#### La educación

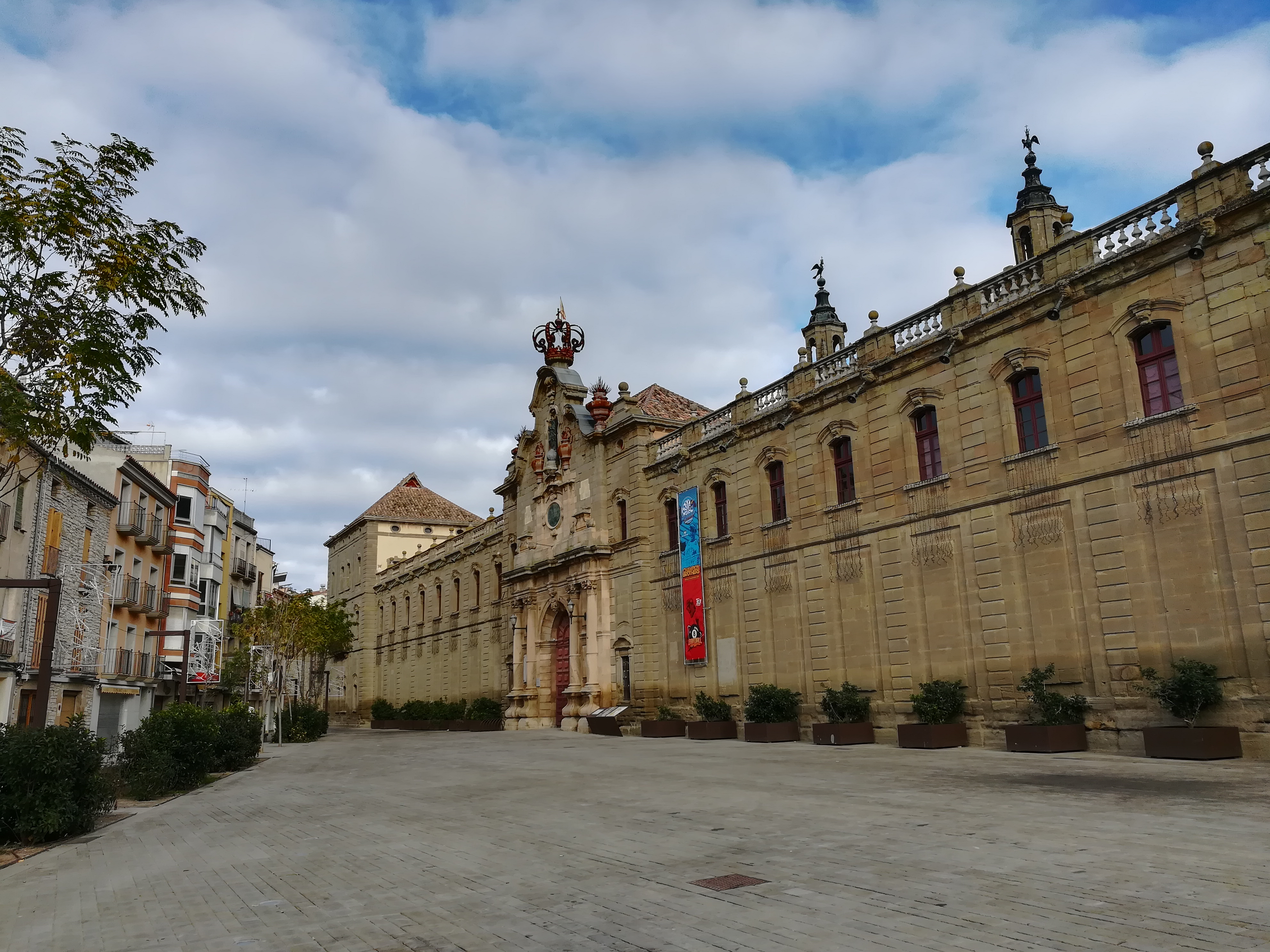
Fachada principal de la Universidad de Cervera, cuyos profesores afirmaron: «Lejos de nosotros la peligrosa novedad de discurrir».

Hubo un ámbito en el que los absolutistas «reformistas» no entraron y lo dejaron en manos del Secretario del Despacho de Gracia y Justicia, el ultra Francisco Tadeo Calomarde: la educación. Se empezó suprimiendo la enseñanza privada (se debe entender la laica, ya que la de las órdenes religiosas nunca se consideró privada) porque «burla el celo de la autoridad y envenena a la juventud» ―también se le recriminaba que en sus escuelas se enseñaran francés e inglés porque todo lo que se podía leer en esas lenguas eran impiedades y obscenidades dirigidas «a provocar la más desenfrenada lascivia»―. En cuanto a la Universidad, se depuró a los profesores ―en Santiago fueron «impurificados» unos treinta, en Valencia la mitad― y se procedió a la «recristianización» de la enseñanza que quedó regulada por el «plan Calomarde», en cuya elaboración participaron notables ultras religiosos y seglares. Se eliminó el estudio de la ciencia moderna, de «los Cartesios y Neutones», porque, como afirmaron los profesores de la Universidad de Cervera, «lejos de nosotros la peligrosa novedad de discurrir» ―«Nos han hecho retroceder un siglo», dirá un estudiante de la universidad de La Laguna―. Los estudiantes que se matriculasen por primera vez debían presentar un certificado de «buena conducta política y religiosa» firmado por su párroco y la autoridad civil, y para recibir un grado académico había que jurar que se defenderían la soberanía del rey, la doctrina del Concilio de Constanza sobre el regicidio y la Inmaculada Concepción. En la Universidad de La Laguna funcionaba un «tribunal de censura» que vigilaba la conducta de los estudiantes.
La enseñanza primaria fue regulada por el Plan y reglamento general de 16 de febrero de 1825, también obra de Calomarde y de sus asesores eclesiásticos. En las escuelas de primeras letras se les enseñaría a los niños doctrina cristiana, a leer y escribir, ortografía y aritmética elemental, pero a las niñas bastaría con la doctrina cristiana y «leer, por lo menos en los catecismos, y escribir medianamente» y sobre todo se les enseñarían «las labores propias de su sexo, a saber: hacer calceta, cortar y coser las ropas comunes de uso, bordar y hacer encaje». Además en el Plan se establecían las devociones que debían hacer como el «Bendito y alabado sea» al entrar y salir o rezar el rosario cada día. A los maestros se les exigía «una información de limpieza de sangre».

### La reacción de los ultras o apostólicos

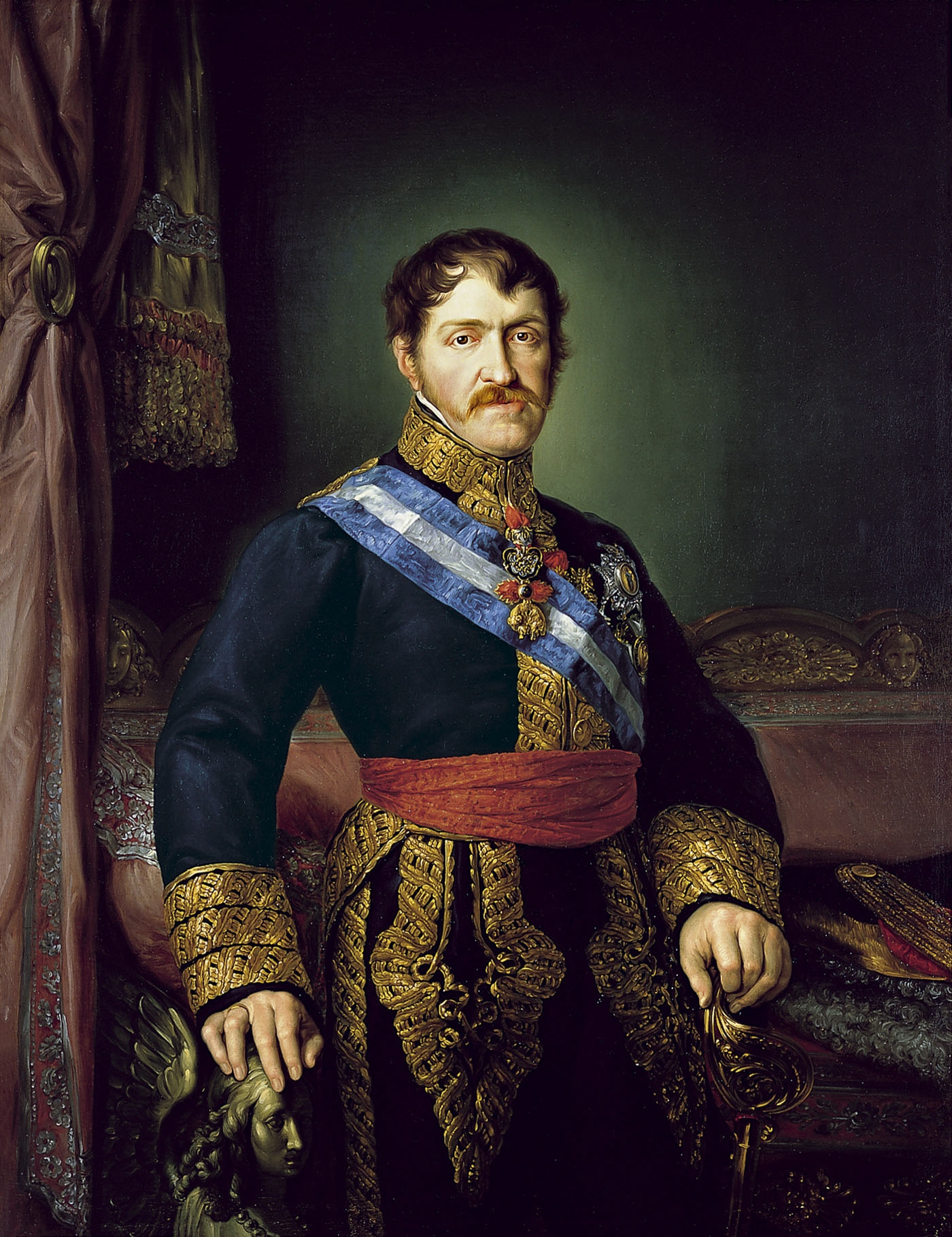
Retrato de Carlos María Isidro de Borbón, hermano del rey y heredero al trono, por Vicente López Portaña. El nombre de «Carlos V» fue aclamado en ocasiones por los ultras, cuyo ideario compartía.

En cuanto se conoció el cambio de gobierno en diciembre de 1823, se confirmó que la Inquisición no iba a ser restablecida ―lo que sería comunicado oficialmente a las potencias europeas en agosto de 1825― y se aprobó en mayo de 1824 la amnistía, aunque fuera tan extremadamente limitada, los ultras, también conocidos como apostólicos, comenzaron a organizarse y a conspirar. Sin embargo, según Josep Fontana, «no existía nada que se pareciese a una organización centralizada», lo que constituirá un factor clave en el fracaso de las insurrecciones ultraabsolutistas. «Fueron seguramente los propios ultras los primeros interesados en hacer correr fábulas sobre una junta apostólica que lo controlaba todo… para fomentar el clima de terror en sus enemigos y parecer más fuertes de lo que realmente eran». Sí contaron con el firme sostén de la Iglesia española y de los Voluntarios Realistas, convertidos en el «brazo armado» del ultrarrealismo. Y además tenían el apoyo del heredero al trono y hermano del rey don Carlos, el de su esposa María Francisca de Braganza y el de su cuñada la princesa de Beira, hasta el punto que sus habitaciones en Palacio constituían el centro del «partido apostólico».
El gobierno y los jefes militares de las fuerzas francesas que todavía seguían en España tenían conocimiento de al menos una parte de lo que los ultras planeaban. En un informe enviado por sus agentes al gobierno francés se hablaba de «la existencia de Juntas apostólicas con diversas denominaciones: “La Purísima”, “el Ancla”, “el Ángel exterminador”» cuyo «sistema de ideas se puede sintetizar en los puntos siguientes: hacer elogios del infante Carlos al pueblo y menospreciar al rey y los actos de su gobierno, oponerse al establecimiento de la policía como institución francesa y revolucionaria, tender al restablecimiento de la Inquisición, etc.». En otro informe se decía que las diversas juntas se comunicaban por el correo ordinario ―controlado por los ultras, según Josep Fontana― y que una de sus preocupaciones fundamentales era asegurarse que los cargos fueran ocupados por «uno de los suyos». En septiembre de 1824 el secretario del Despacho de Gracia y Justicia Calomarde comunicaba a un magistrado «que por distintos conductos ha llegado a noticia del rey N.S. que existe en la Península un partido compuesto en general de personas marcadas por sus opiniones realistas, al cual se atribuye el proyecto de colocar en el trono al Srmo. Sr. Infante D. Carlos, suponiendo que se trabaja por ello en reuniones secretas». En el verano del año siguiente le llegaron denuncias a Calomarde sobre la existencia de una sociedad secreta denominada con toda intención La Carolina, y en septiembre el propio Calomarde le advertía al rey de la existencia de «juntas carlistas», a las que había que perseguir.
La primera insurrección «ultra» se produjo pocos días después de publicarse el decreto de la amnistía en mayo de 1824. La encabezó el jefe de partida realista aragonés Joaquín Capapé, conocido como El Royo Capapé, que había participado en la campaña de los Cien Mil Hijos de San Luis que puso fin al régimen constitucional del Trienio Liberal y cuyos méritos consideraba que no habían sido reconocidos ni recompensados tras la restauración de la monarquía absoluta. En Teruel reunió a varias decenas de oficiales y de soldados descontentos, pero fueron apresados por las tropas enviadas por el gobernador de la provincia. Encarcelado en Madrid, su abogado colaboró con él en su intento de convertir el largo proceso judicial al que fue sometido en un juicio político contra el Secretario del Despacho de Guerra, el general José de la Cruz. Para convencer a los oficiales Capapé les había dicho «que el rey se hallaba sin libertad, que la constitución se iba a jurar de nuebo  [sic] …, que el Sr. Ministro de Estado le había llamado para decirle que, si quería tomar partido a fabor [sic] de la Constitución, le harían teniente general y le pagarían todos los atrasos». La condena que recibió fue el destierro por seis años a Puerto Rico, a donde llegó a finales de septiembre de 1827. Moriría poco después: el día de Navidad.

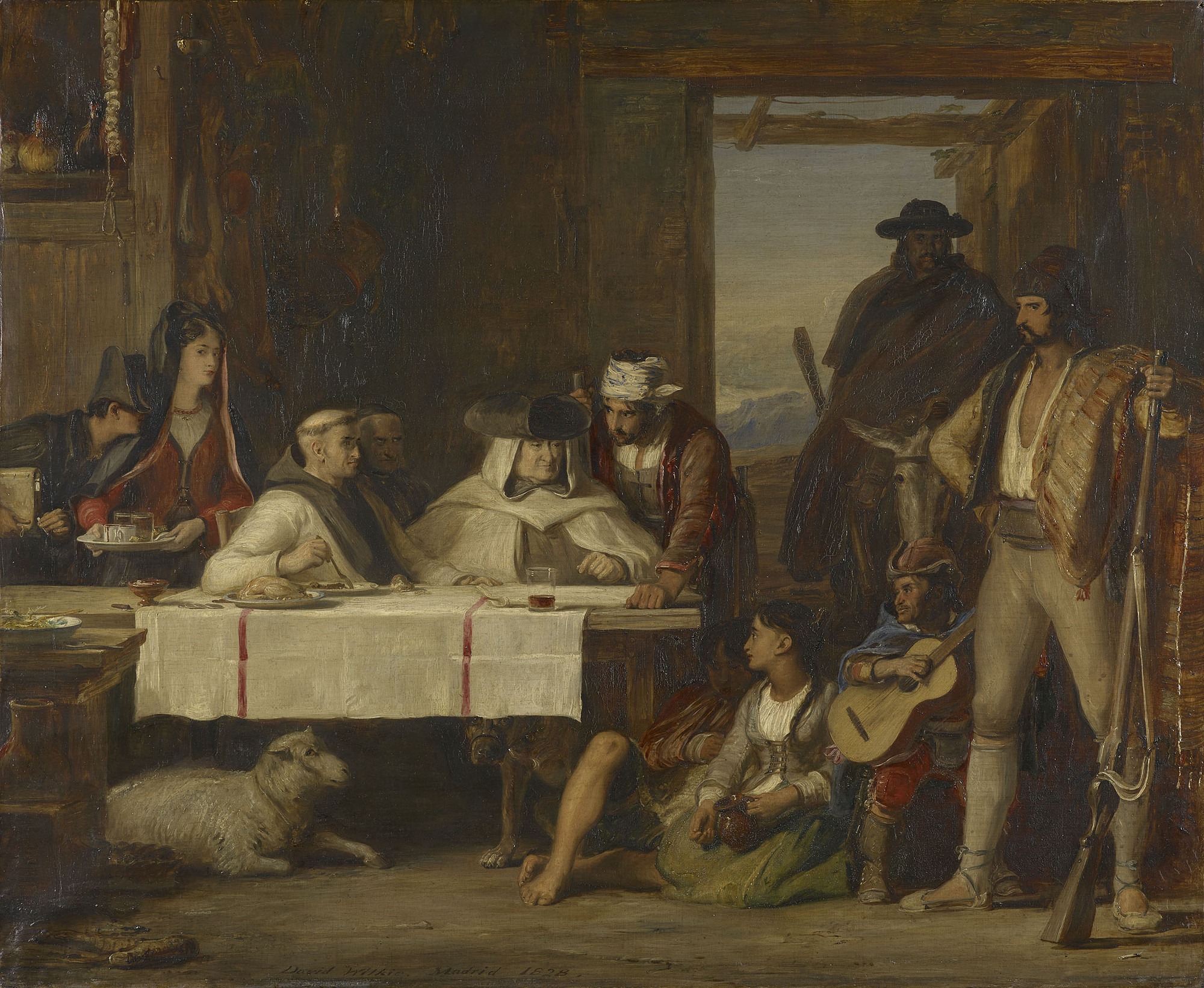
Cuadro de David Wilkie que representa la reunión en una posada del mando de un grupo guerrillero entre los que se encuentra un fraile. Wilkie estuvo en España entre octubre de 1827 y junio de 1828.

En septiembre del mismo año de 1824 en que tuvo lugar la rebelión de Capapé se produjo la segunda intentona insurreccional ultraabsolutista, que esta vez se desarrolló en La Mancha, y que estuvo protagonizada, como la revuelta de Capapé, por oficiales realistas descontentos con el trato recibido tras haber participado en la campaña de 1823 que había acabado con el régimen constitucional. En esta ocasión se habían comprometido en proclamar a «Carlos Quinto» (es decir, al infante don Carlos) como nuevo monarca, pero la conspiración fue denunciada a la policía por el alcalde de Alcubillas (Ciudad Real) y fueron detenidos algunos conjurados de la «facción revolucionaria con el nombre de Carlista que ha de estallar en esta Provincia desde el 25 al 30 del corriente mes», tal como figuraba en  la denuncia. El cabecilla era Manuel Adame de la Pedrada, un antiguo jefe de las partidas realistas también conocido como ‘’El Locho”, y la justificación inmediata de la revuelta era, según declaró un testigo en la causa judicial, que «si el rey ha perdonado a los negros [a los liberales], nosotros no lo perdonamos». Sin embargo, la causa acabó por ser sobreseída porque prevaleció la idea de que la conjura había sido una maquinación «de los revolucionarios [liberales] para dividir y engendrar la discordia empezando por la Real familia». En la conjura también habían participado voluntarios realistas. Los de Daimiel pensaban apoderarse, en cuanto triunfara la rebelión, «de los bienes de varios vecinos marcados por desafectos a sus ideas», según se decía en un informe policial, y un «oficial ilimitado» ―es decir, un antiguo jefe de una partida realista sin destino en el Ejército por lo que tenía una «licencia ilimitada»; eran unos ocho mil y recibían la mitad o un tercio del sueldo, pero este llegaba con mucho retraso y ocasiones nunca, por lo que su situación económica era muy precaria― tenía planeado repartir entre sus hombres las tierras de un gran propietario local.

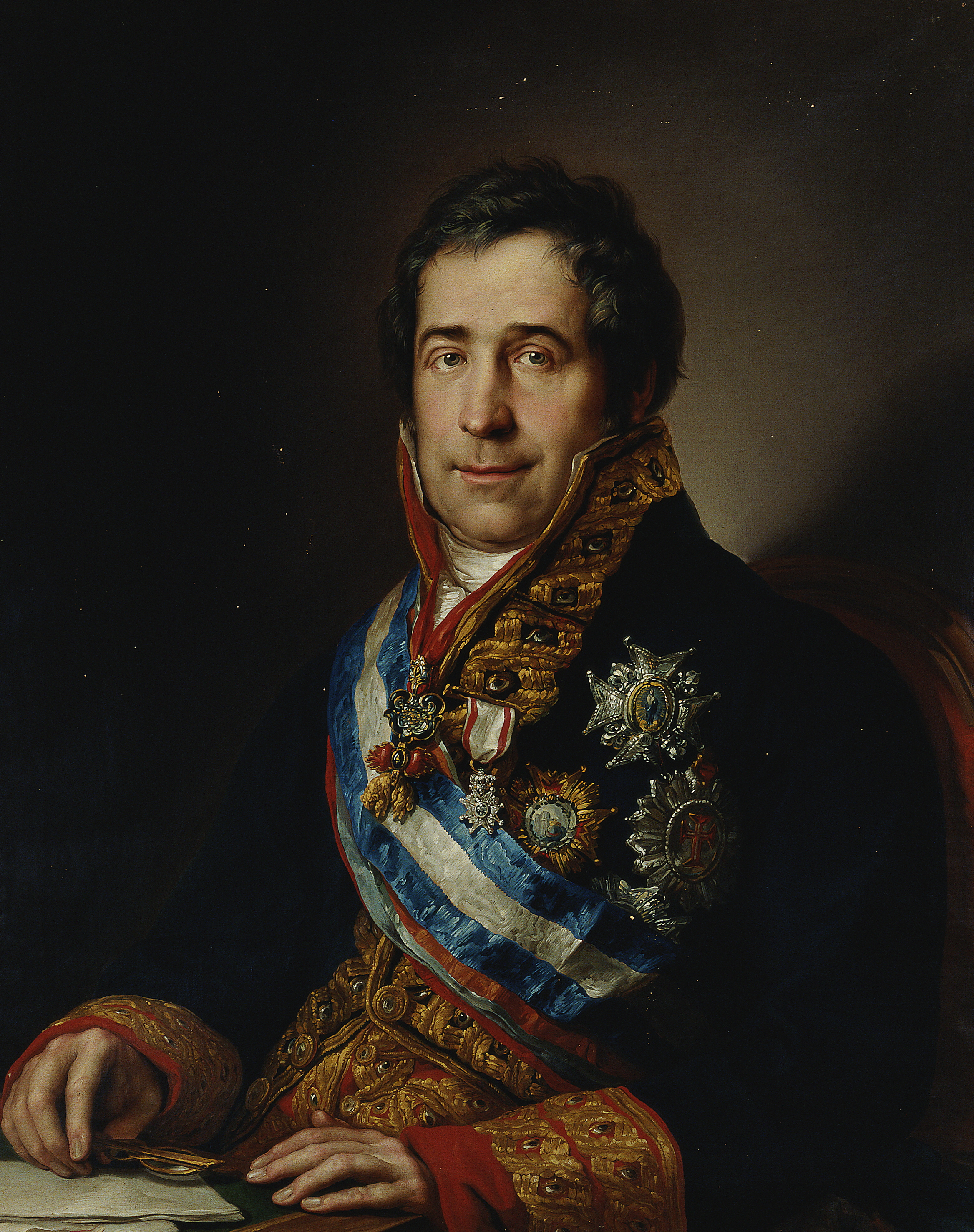
Francisco Tadeo Calomarde, un destacado ultra que fue Secretario del Despacho de Gracia y Justicia desde enero de 1824 a octubre de 1832.

A principios de 1825 circuló un folleto titulado Españoles, unión y alerta en el que se denunciaban unos supuestos planes de la masonería para apoderarse de España con la connivencia del gobierno, entre los que figuraría «perseguir a la parte más sana de la población» ―es decir, los ultras― y extender la idea de que «los realistas descontentos están conspirando para proclamar a Carlos V de España, destronando a Fernando» y de «que no tienen otro objeto las frecuentes visitas de tantos realistas en los cuartos de los infantes». Pronto se demostró que los autores del folleto eran ultras del entorno de don Carlos ―o de su esposa y de su cuñada― por lo que Calomarde enterró el asunto consiguiendo que el rey aprobara el indulto de «los reos y complicados en esta causa», advirtiéndoles de «lo desagradable que ha sido a su majestad su reprobada y criminal conducta».
Poco después (en abril) Fernando VII publicó un decreto en el que, tras manifestar que «de algún tiempo a esta parte se circulan insidiosamente voces alarmantes de que se me quiere obligar o aconsejar a hacer reformas y novedades en el régimen y gobierno de mis reinos», reafirmaba su compromiso de no introducir ninguna reforma política («estoy dispuesto a conservar intactos y en toda su plenitud los legítimos derechos de mi Soberanía, sin ceder ahora ni en tiempo alguno la más pequeña parte de ellos, ni permitir que se establezcan cámaras u otras instituciones»), amenazando al mismo tiempo a quienes «con prestesto [sic] o apariencia de adhesión a mi real persona… quieren encubrir la desobediencia y la insubordinación». A continuación destituyó al Secretario del Despacho de Guerra, José Aymerich, por estar involucrado en conjuras «ultras», y además se cambiaron algunos mandos militares y capitanes generales por ser demasiado tolerantes con ellas. Aymerich fue sustituido por el «reformista» marqués de Zambrano que permanecería en el cargo hasta 1832 ―y al que algunos ultras tildaban de «liberal»―.
También cambió al superintendente de policía Mariano Rufino González, acusado de organizar una campaña de anónimos para desacreditar al gobierno, por José Manuel Recacho. Este poco después de tomar posesión del cargo el 7 de mayo de 1825 hizo público un bando que condenaba con penas de prisión a los que difundieran rumores y papeles en contra del gobierno, porque lo que hacían eran ayudar a la revolución, «convirtiéndose en instrumentos ciegos de la democracia, pues pone de hecho en egercicio [sic] el principio de la soberanía popular, destructor de toda monarquía». Por esas mismas fechas el gobernador de Málaga informaba de que los realistas de Antequera y Vélez-Málaga ponían inscripciones de «Viva Riego y la Constitución, y mueran los realistas» con el fin de excitar a los vecinos. Por último, el 11 de agosto se publicó el decreto del rey que ponía fin a las comisiones militares, de las que el Consejo de Castilla había advertido desde el principio que eran contrarias a «las antiguas y veneradas leyes fundamentales».
La tercera intentona insurreccional, la más seria de las tres, tuvo lugar en agosto de 1825. Dos meses antes (el 15 de junio) se había producido en Madrid una «algarada» de los voluntarios realistas, provocada por el rumor de que un grupo de ellos habían sido envenenados ―en realidad habían comido en su cuartel carne en mal estado―, lo que obligó a desplegar al ejército en la capital. En la investigación que abrió la policía se concluyó que el tumulto «no había sido casual sino muy premeditado» y que las personas implicadas «continúan reuniéndose en el cuartel de dicho cuerpo [de voluntarios realistas] y no han desistido de su proyecto, a pesar del mal suceso que tuvo [y] que las mismas se han erigido desde aquel día en jueces, mandando arrestar a quienes se les antoja, y aun dando órdenes para apalear a los que les parece». Según Josep Fontana, estos hechos evidenciaban que el gobierno «era incapaz de controlar la capital».

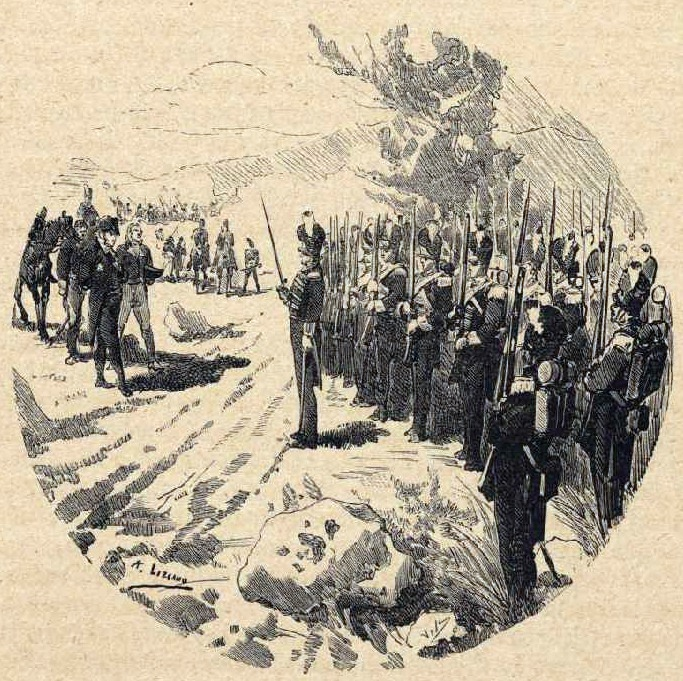
Ángel Lizcano: Fusilamientos de Bessières, ilustración de la obra de Fernando Fernández de Córdoba, Mis memorias íntimas, t. I, Madrid, Sucesores de Rivadeneyra, 1886. Biblioteca Nacional de España.

La insurrección de agosto de 1825 la encabezó el general realista Jorge Bessières, quien había entrado en España junto con los Cien Mil Hijos de San Luis que acabaron con el régimen constitucional y que, como Capapé, estaba resentido porque no habían sido reconocidos sus méritos. En la madrugada del 16 de agosto salió de Madrid al frente de una columna de caballería (del regimiento de Santiago, sito en Getafe) para incorporar en Brihuega (Guadalajara) a un grupo de voluntarios realistas comprometidos (Bessières había esparcido la noticia de que se pretendía restaurar la Constitución) y desde allí planeaba tomar Sigüenza, pero la llegada a esa localidad de tropas enviadas por el gobierno encabezadas por el conde de España ―eran 3000 hombres frente a los 300 de Bessières― le hizo desistir. Dejó marchar a su tropa y el día 23 fue capturado en Zafrilla. Buscó entonces la clemencia para su rebelión, pero no lo consiguió y el 26 de agosto, por orden expresa del rey, fue fusilado en Molina de Aragón junto con los siete oficiales que habían permanecido junto a él ―una semana antes había sido ejecutado el guerrillero liberal ‘’El Empecinado’’ en Roa―. En un oficio del conde de España publicado por la Gaceta Extraordinaria el día 28 se decía que a Bessières y a sus compañeros «se les suministraron los auxilios espirituales de nuestra santa y consoladora religión y previa declaración de su horrendo crimen, han sido fusilados hoy a las ocho y media de la mañana». El 17 de agosto el rey había promulgado un decreto en el que ordenaba «que los aprehendidos con las armas en la mano no se les diese más tiempo que el necesario para morir como cristianos».
La conjura de Bessières contaba con ramificaciones en la capital y muchos de los implicados, entre ellos ultras muy significados, algunos de ellos clérigos, fueron detenidos por la policía, pero pasaron muy poco tiempo en la cárcel por «la complicidad de algunas autoridades o, cuando menos, su temor a las consecuencias que para el gobierno podría tener una persecución general contra el partido ultra o carlista». El afrancesado vinculado a los «reformistas» Sebastián Miñano escribió el 30 de agosto de 1825 en una carta: «Bessières pagó con la pelleja su tentativa, que a lo largo se va descubriendo era más seria de lo que a primera vista parecía. No se trataba sólo del transtorno [sic] en los primeros empleados, sino de un degüello de todos los que propenden a la moderación». El 15 de agosto, en plena insurrección de Bessières, el superintendente general de policía Juan José Recacho le había entregado a Fernando VII un informe «reservado» en el que le decía que «el partido de la sangre, de la ambición y de la venganza» (así se refería a los ultras) no sólo dirige sus esfuerzos contra los liberales, «sino también contra el Gobierno de V.M. y contra todos los que no son de su misma opinión». Señalaba especialmente a los «eclesiásticos, que abusan del ascendiente que tienen sobre el pueblo, atizan la división y la venganza valiéndose para ello, como instrumentos, de los voluntarios realistas» y advertía que la petición del restablecimiento de la Inquisición era su forma de «tomar un ascendiente firme y poderoso, no sólo contra el partido liberal, en la actualidad impotente, sino también sobre todo el Pueblo, sobre el Gobierno y sobre el mismo Trono».
Aunque Fernando VII no tomó ninguna medida decisiva para acabar con las conspiraciones ultras, porque en muchos puntos coincidía con ellos y porque no quería comprometer a su hermano el infante don Carlos, el gobierno encabezado por el «reformista» Francisco Cea Bermúdez, contando con su aprobación, adoptó algunas decisiones que iban en contra del absolutismo extremista. La primera fue comunicar el 31 de agosto a las cortes europeas el compromiso de la Monarquía española de no restablecer la Inquisición. La segunda, tomada pocos días después, fue prohibir las representaciones al rey de militares y de voluntarios realistas de forma colectiva y los que lo hicieran cometerían «delito de insubordinación, conspiración, sedición o trastorno contra el orden legítimo establecido», castigado con la pena de muerte ―sólo se permitirían a título individual y por conducto de sus superiores―. De esta forma se redujeron ostensiblemente las peticiones que el rey recibía de restablecer la Inquisición, una de las reivindicaciones emblemáticas de los ultras. La tercera fue constituir el 13 de septiembre una Real Junta Consultiva de Gobierno, integrada por veinte miembros ―entre ellos cuatro eclesiásticos, uno de los cuales era el franciscano ultra Cirilo de la Alameda―  bajo la presidencia del general Castaños, cuya misión era asesorar al consejo de ministros y proponerle «las reformas y mudanzas necesarias para afianzar el orden y la exactitud de todos los ramos de la administración», lo que coincidía con el programa de los absolutistas «moderados».

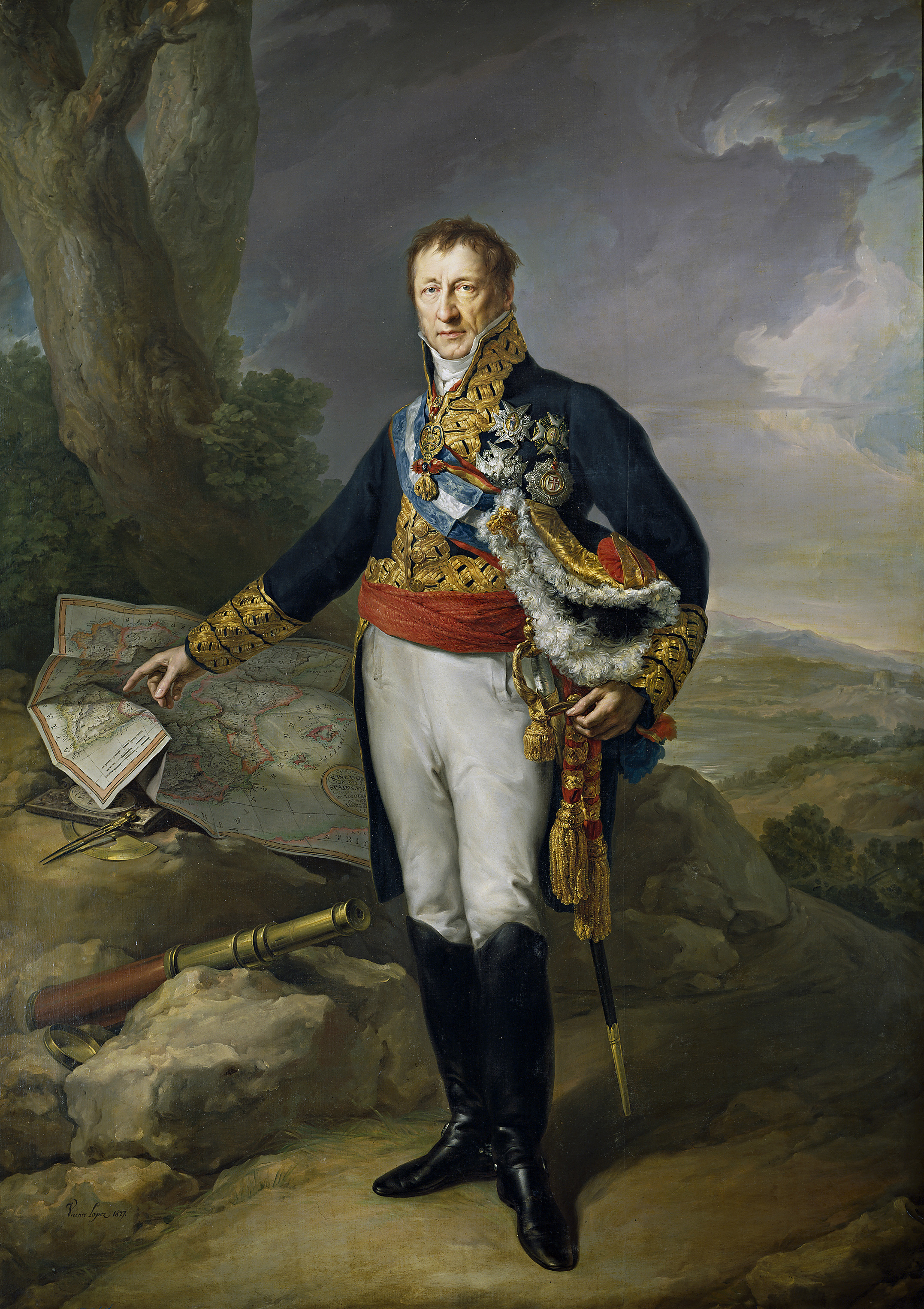
Retrato de Pedro de Alcántara Álvarez de Toledo, duque del Infantado, por Vicente López Portaña (1827). El duque fue uno de los ultras más destacados. Entre octubre de 1825 y agosto de 1826 estuvo al frente del gobierno al ser nombrado por Fernando VII Secretario del Despacho de Estado.

En el poco tiempo que la Junta Consultiva estuvo en funcionamiento, sólo tres meses, llegó a pronunciarse a favor de la supresión definitiva de los señoríos jurisdiccionales y a denunciar los abusos cometidos por los tribunales de purificación, por lo que se ganó el rechazo de los ultras. El rey se hizo eco de estas críticas y a finales de octubre de 1825 Cea Bermúdez era sustituido por el duque del Infantado, uno de los ultras que más se había significado en la oposición a la Junta Consultiva. El duque no sólo consiguió que Fernando VII la suprimiera en diciembre, siendo sustituida por el Consejo de Estado, de composición estamental, dotado de amplísimas competencias y que dominaban los ultras, sino también el consejo de ministros, en febrero de 1826. El Consejo de Estado, que volvió a plantear la necesidad del restablecimiento de la Inquisición, se convirtió de facto en un cuerpo «de censura de los ministros», de lo que se quejaron al rey los «reformistas» ―estos conseguirían que restableciera el consejo de ministros a finales de agosto de 1826 y que sustituyera pocos días antes al ultra duque del Infantado por el «reformista» Manuel González Salmón―.
El Consejo de Estado propuso al rey y éste lo aprobó el 8 de junio de 1826 el nuevo reglamento de los voluntarios realistas en el que se concedía lo que había sido la máxima aspiración de éstos: su independencia de las autoridades militares. Ya no estarían sujetos a los capitanes generales, sino a un inspector general nombrado por el rey y que solo respondería ante este, prescindiendo del Secretario del Despacho de Guerra y del Gobierno. Lo que no aceptó el rey fue la propuesta del Consejo de suprimir la Superintendencia General de Policía de la que decía que acusaba falsamente a los realistas, mientras «los agentes de la revolución y sus secuaces, los demagogos y todo género de anarquistas, reposan tranquilos y se reúnen sin zozobra a tratar en sus tenebrosas cavernas de los medios que han de adoptar para perder a sus semejantes y fundar su soñado imperio universal». Pero en realidad, como ha señalado Josep Fontana, eran los ultras los que conspiraban y realizaban frustradas insurrecciones como la de los voluntarios realistas de Tortosa, en septiembre de 1826, al grito de «¡Viva el rey, la religión, fuera la policía y viva la Inquisición». En un informe del jefe de la división francesa en Cataluña fechado a mediados de agosto de ese año se decía:

El corregimiento de Gerona es el punto donde se notan más los síntomas de perturbación. Se sabe efectivamente que se han oído gritos de “Viva Carlos V”… las noches del 5 y el 6 de agosto; se atribuyen a oficiales ilimitados…

Mientras tanto en Portugal se había instaurado un régimen constitucional tras la muerte en marzo de 1826 del rey João VI, lo que causó una honda preocupación a Fernando VII que dispuso que se organizara un ejército integrado por absolutistas portugueses «miguelistas», pagado por el gobierno español ―le costó un millón de reales― y comandado bajo mano por el capitán general de Castilla la Vieja, Francisco de Longa y Anchía. Este ejército invadió Portugal el 22 de noviembre de 1826, pero la operación tuvo que suspenderse en enero de 1827 a causa de la presión y de las amenazas de los gobiernos europeos, especialmente del británico que tras denunciar las «hostilidades encubiertas» de España ordenó el 12 de diciembre el embarco de tropas para ir en ayuda del gobierno portugués de María II de Portugal, de siete años de edad. Según Josep Fontana, «el prestigio del país no había llegado nunca a caer tan bajo». El presidente del gobierno francés conde de Villèle le confesaba al primer ministro británico George Canning: «El estado de este país es tan desesperado como cuando entramos en él, y no hay otra cosa que desee tanto como que llegue el momento en que podamos dejarlo abandonado a su orgullo y a su miseria».
En los primeros meses de 1827 se difundió un panfleto fechado en noviembre del año anterior titulado Manifiesto que dirige al Pueblo Español una Federación de Realistas puros en el que aparecía un despiadado ataque contra Fernando VII al que se le mencionaba de forma muy ofensiva ―«estúpido y criminal», «monstruo de crueldad, el más innoble de todos los seres. Es un cobarde, que semejante a un azote del cielo, lo ha vomitado el averno para castigo de nuestras culpas»―,  y se pedía, «para salvar de un golpe la Religión, la Iglesia, el Trono y el Estado» la proclamación de «la augusta majestad del Sr. D. Carlos V, porque las virtudes de este príncipe, adhesión al clero y a la Iglesia, son otras tantas garantías que ofrecen a la España, bajo el suave yugo de su paternal  dominación, un reinado de prosperidad y de venturas». El Manifiesto, y así lo consideró el gobierno, fue obra de los liberales ―impreso en Bruselas, e inspirado por el exiliado Vicente Bertran de Lis, fue introducido vía Gibraltar―, aunque, como ha señalado Josep Fontana, su difusión «vino a coincidir con los preparativos del que había de ser el mayor intento insurreccional de estos años, a modo de ensayo general de la primera guerra carlista: la llamada guerra de los agraviados de Cataluña». Según Emilio La Parra López, «no cabe descartar que [el Manifiesto] ejerciera algún influjo en los sublevados».

### La «guerra dels malcontents» o «guerra de los agraviados»

El escenario principal de la guerra fue la Cataluña Central, integrada por las comarcas de Bages (capital Manresa), Bergadá (capital Berga), Moyanés (capital Moyá), Solsonés (capital Solsona), Osona (capital Vic) y el norte de Noya (capital Igualada), y las comarcas vecinas de Segarra (capital Cervera) y La Garrocha (capital Olot), además del Alto Campo (capital Valls) y el Bajo Campo (capital Reus).

La llamada «guerra dels malcontents» («guerra de los agraviados») fue el levantamiento ultraabsolutista más importante de toda la década y está considerada como un «ensayo general» de la primera guerra carlista. Tuvo su escenario principal en Cataluña —más específicamente la Cataluña Central y las comarcas del Alto y el Bajo Campo de Tarragona—, aunque también hubo insurrecciones ultras, pero de menor entidad en el País Vasco, Valencia, Andalucía, Aragón y La Mancha. Comenzó en la primavera de 1827 con la formación de las primeras partidas realistas en las Tierras del Ebro.
El levantamiento llegó a su apogeo en verano. Los insurrectos, en su mayoría campesinos y artesanos, llegaron a movilizar en Cataluña entre 20 000 y 30 000 hombres y a mediados de septiembre ocupaban la mayor parte del Principado. Los dirigentes de la rebelión eran antiguos oficiales realistas del «ejército de la fe» que había combatido junto con el ejército francés de los Cien Mil Hijos de San Luis que invadió España para acabar con el régimen constitucional del Trienio.
El 28 de agosto constituyeron en Manresa, tomada días antes y convertida a partir de entonces en la capital de la rebelión, una Junta superior provisional de gobierno del Principado, integrada por cuatro vocales, dos clérigos y dos seglares, y presidida por el coronel Agustín Saperes, llamado «Caragol», quien en un bando del 9 de septiembre insistía en la fidelidad al rey Fernando VII. La proclama, dirigida a los «españoles buenos», comenzaba diciendo: «Ha llegado ya el momento en que los beneméritos realistas vuelvan a entrar en una lucha más sangrienta quizás que la del año veinte». A continuación tomaron las localidades de Vic, Cervera, Solsona, Berga, Olot, Valls y Reus y pusieron cerco a Gerona. Editaron en Manresa el periódico El Catalán realista en cuyo número del 6 de septiembre aparece el lema de la insurrección: «Viva la Religión, viva el Rey absoluto, viva la Inquisición, muera la Policía, muera el Masonismo y toda la secta impía». Para legitimar la rebelión alegaban que el rey Fernando VII estaba «secuestrado» por el gobierno por lo que su objetivo era «sostener la soberanía de nuestro amado rey Fernando», aunque también se dieron vivas a «Carlos Quinto», el hermano del rey y heredero al trono, que compartía el ideario ultra.

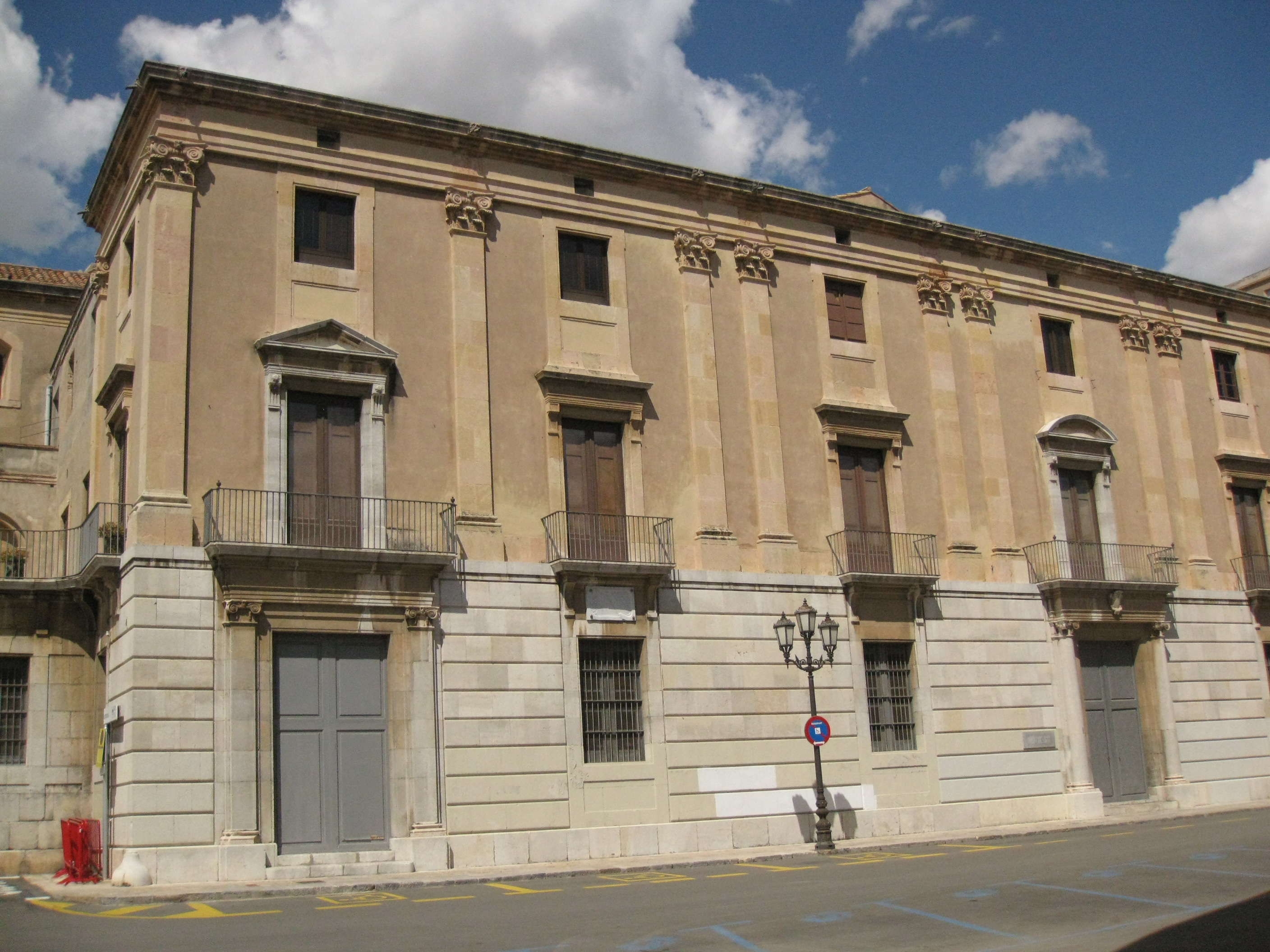
Palacio arzobispal de Tarragona. Allí firmó Fernando VII el Manifiesto para poner fin a la rebelión de los «malcontents».

Ante la magnitud de la rebelión y su extensión fuera de Cataluña el gobierno decidió enviar un ejército al Principado, con el notorio absolutista conde de España al frente como nuevo capitán general, y, al mismo tiempo, organizar una visita del rey a Cataluña (a donde llegó, vía Valencia, a finales de septiembre acompañado de un único ministro, el «ultra» Francisco Tadeo Calomarde) para disipar toda duda acerca de su supuesta falta de libertad y para que exhortara a los sublevados a que depusieran las armas. El 28 de septiembre se hizo público un Manifiesto de Fernando VII desde el Palacio arzobispal de Tarragona en el que decía:

Ya veis desmentidos con mi venida los vanos y absurdos pretextos con que hasta ahora han procurado cohonestar su rebelión. Ni yo estoy oprimido, ni las personas que merecen mi confianza conspiran contra nuestra Santa Religión, ni la Patria peligra, ni el honor de mi Corona se haya comprometido, ni mi Soberana autoridad es coartada por nadie.

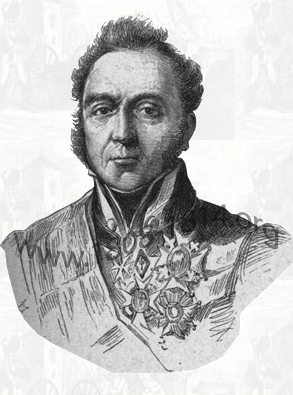
Retrato del general Carlos de España de Cominges de Couserans y de Foix, conde de España, que dirigió la dura represión contra los «malcontents».

El efecto del Manifiesto fue inmediato y provocó la rendición o la desbandada de muchos de los insurgentes. A los pocos días Manresa, Vic, Olot y Cervera se entregaron sin resistencia. Aunque la rebelión aún continuaría durante algunos meses, a mediados de octubre se podía dar por acabada. Durante ese tiempo, como ha señalado Juan Francisco Fuentes, «la represión actuó de forma implacable sobre los sublevados, con ejecuciones sumarias y detención de sospechosos tanto en Cataluña como en el resto de España, donde el levantamiento contaba con numerosos partidarios». La represión en Cataluña la dirigió el conde de España, «un personaje desequilibrado», según Josep Fontana, que también la extendió a los liberales, tras el abandono de Cataluña por parte de las tropas francesas que hasta entonces les habían protegido. «Los catalanes tardarían en olvidar la dureza practicada por el conde de España en la represión de los sublevados», ha afirmado Emilio La Parra López. A lo largo del mes de noviembre los líderes de revuelta fueron fusilados (de espaldas como traidores), entre ellos Joan Rafí Vidal y Narcís Abrés. En febrero de 1828 fue el turno de Josep Busoms, fusilado en Olot. Cientos de «malcontents» fueron condenados a penas de prisión o deportados a Ceuta, y los eclesiásticos más comprometidos fueron recluidos en conventos muy alejados Cataluña ―fue el caso también de la famosa ultra Josefina de Comerford, gran animadora de la revuelta, que fue confinada en un convento de Sevilla―.

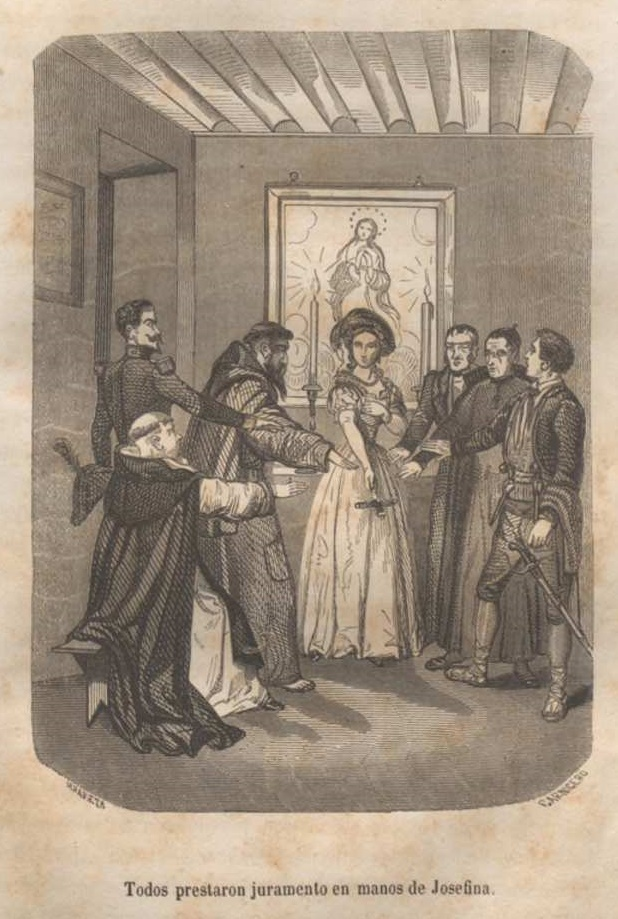
Ilustración de Vicente Urrabieta y Carnicero para la novela de Francisco José Orellana, El conde de España o La inquisición militar, Madrid, Librería de León Pablo, 1856. El pie de la imagen dice: «Todos prestaron juramento en manos de Josefina» en referencia a Josefina de Comerford, considerada como una de las instigadoras del levantamiento de los agraviados. En un informe se decía que «deseosa de ocupar un lugar entre las mujeres célebres, guiada por su imaginación exaltada y romántica, se convierte en un tribuno del pueblo, excita la turbación, admite los conjurados en su casa, dirige sus planes y los anima con su propio valor».

La rebelión había contado con el apoyo del clero catalán, que la había alentado, legitimado y financiado, pero en cuanto llegó el rey a Tarragona se pasó al bando contrario y casi todos los obispos condenaron a los «agraviados» e hicieron llamamientos para que depusieran las armas.
Juan Francisco Fuentes ha señalado las coincidencias del levantamiento de los «malcontents» con las intentonas «ultras» anteriores: «el protagonismo de clero más radical, de los voluntarios realistas y de los “oficiales ilimitados” [jefes de partidas realistas que no fueron incorporados al Ejército tras el fin del régimen constitucional en 1823], que actuaron al frente de sus partidas guerrilleras, reorganizadas para la ocasión. Tuvo gran importancia de nuevo el malestar que la crisis económica provocaba en amplios sectores populares, que participaron activamente en la rebelión contra el gobierno».
En cuanto a las consecuencias de la «guerra dels malcontents», Ángel Bahamonde y Jesús A. Martínez han subrayado que su fracaso marcó «un nuevo rumbo en los realistas». «Sintiéndose defraudados por un Rey legítimo que representaba sus principios y querían defender, la proclividad hacia la alternativa del Infante [don Carlos] empezó a tomar cuerpo». Josep Fontana ya lo había apuntado: tras el fracaso de la insurrección «el peso de la acción pasa a las conspiraciones en la corte».
El rey permaneció en Cataluña hasta el 9 de marzo de 1828 ―la mayor parte del tiempo residió en Barcelona, tras haber abandonado la ciudad las tropas francesas; «en mi vida he visto más gente ni más entusiasmo», escribió el rey sobre cómo los recibieron los barceloneses a él y a la reina―, recorriendo a continuación junto con la reina María Josefa Amalia Aragón, Navarra y el País Vasco para volver al Palacio de la Granja (Segovia) el 31 de julio de 1828 atravesando Castilla la Vieja. La entrada triunfal en Madrid se produjo el 11 de agosto y los festejos se prolongaron durante cuatro días, aunque parece que la población mostró menos entusiasmo que en 1808 o en 1814 ―los ultras no tenían nada que celebrar tras la derrota de los «agraviados»―.

## Las fracasadas conspiraciones liberales
Los liberales estaban convencidos de que se podía repetir la experiencia de la revolución de 1820, es decir, «de que bastaría con que un caudillo liberal pusiera pie en suelo español y proclamase la buena nueva de la libertad para conseguir que el pueblo entero le siguiese». «No comprendían que desde 1823 el terror había realizado su trabajo con mucha efectividad y que el gobierno, incompetente en materias como las de la hacienda, era mucho más eficaz en las artes de la vigilancia y la represión», ha afirmado Josep Fontana. Como dijo el liberal Salustiano de Olózaga refiriéndose al interior del país, «el cadalso y las cárceles menguaban el número de los más resueltos, el espionaje cubría los planes más secretos y se agotaban los recursos indispensables para llevarlos a efecto». Jean Philipe Luis también ha destacado la «eficacia del aparato represivo del Estado» como una «razón esencial del fracaso de los insurgentes liberales». «La policía conocía perfectamente los planes insurreccionales preparados en el exilio. Para ello disponía de varias redes de dobles agentes, ligados con frecuencia a los embajadores de Londres o de París, que se infiltraban en los medios del exilio».

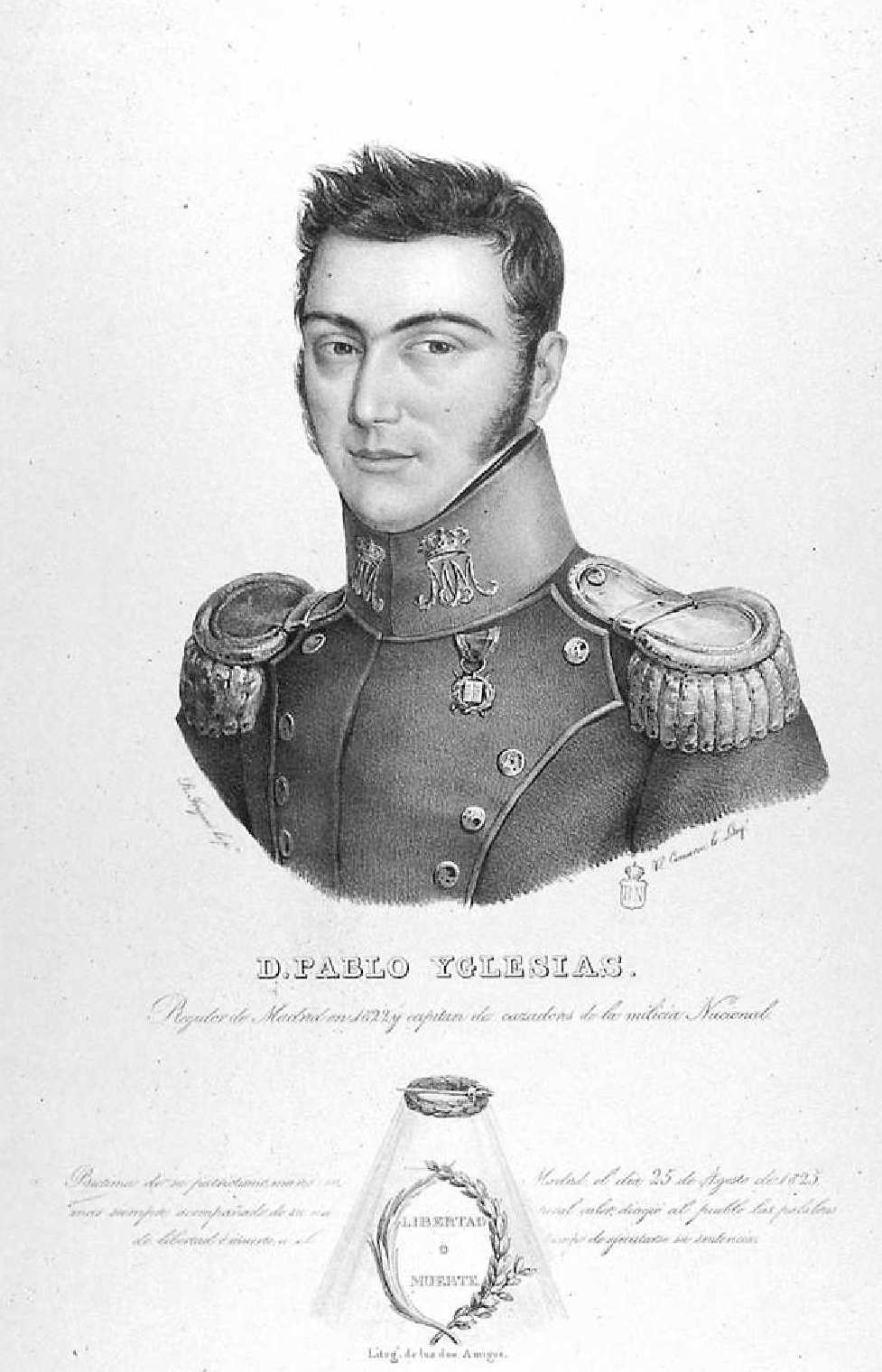
Pablo Iglesias, litografía de Vicente Camarón por pintura de R. Trajani. Inscripción: «D. PABLO YGLESIAS / Regidor de Madrid en 1822 y capitán de cazadores de la milicia Nacional/ Bíctima de su patriotismo murió en Madrid el día 25 de Agosto de 1825 / mas siempre acompañado de su natural valor, dirigió al pueblo las palabras / de libertad ó muerte, á el tiempo de ejecutarse su sentencia». Biblioteca Nacional de España.

El primer intento en llevar a cabo esta «utopía insurreccional del liberalismo» tuvo lugar el 3 de agosto de 1824. Fue un pronunciamiento encabezado por el coronel exiliado Francisco Valdés Arriola que, partiendo desde Gibraltar, tomó la ciudad de Tarifa y mantuvo la posición hasta el 19 de agosto. Al mismo tiempo un segundo grupo dirigido por Pablo Iglesias desembarcaba en Almería con la esperanza de recibir el apoyo de «miles de adictos». Pero las dos operaciones fracasaron porque, en contra de lo que esperaban los liberales, no encontraron ningún apoyo de la población.
Los más de cien capturados en la intentona, en cuya detención intervinieron también tropas francesas, fueron ejecutados inmediatamente ―algunos «pasados por las armas por la espalda» como «traidores»― al aplicárseles una real orden del 14 de agosto en la que se establecía que «cualquier revolucionario que sea aprehendido con las armas en la mano o envuelto y mezclados en conspiraciones y alborotos que se dirijan a turbar el orden y sosiego público, y a restablecer el sistema anárquico felizmente abolido, inmediatamente sea entregado a una comisión militar para que breve y sumariamente lo juzgue y ejecute lo juzgado, dando cuenta después de lo que haya hecho». Entre los ejecutados figuraban tres muchachos de diecisiete años. Pablo Iglesias sería ahorcado en Madrid el 25 de agosto del año siguiente, mientras que el coronel Valdés logró escapar a Tánger junto con unos cincuenta de sus hombres. Como consecuencia de este fracasado pronunciamiento liberal el general José de la Cruz fue destituido del cargo de Secretario del Despacho de Guerra, acusado de negligencia o de connivencia con el desembarco de Tarifa, y fue reemplazado por el «ultra» José Aymerich ―De la Cruz fue encarcelado partiendo de la declaración que había hecho Joaquín Capapé en el proceso al que estaba sometido por la insurrección «ultra» que había encabezado; se demostró la «calumnia y la injusticia» de las acusaciones y De la Cruz fue puesto en libertad y ascendido por el rey a teniente general, pero después de pasar más de tres meses en prisión―. También fue destituido el Superintendente General de Policía, el también «moderado» José Manuel de Arjona, que fue sustituido por el también «ultra» Mariano Rufino González.
El segundo intento insurreccional estuvo protagonizado por el coronel Antonio Fernández Bazán y su hermano Juan que organizaron en febrero de 1826 un desembarco en Guardamar. Fueron perseguidos por los voluntarios realistas y apresados junto con los hombres a su mando. Todos ellos fueron fusilados en aplicación de la real orden del 14 de agosto de 1824. Antonio Fernández Bazán, malherido, fue torturado para que confesara «la trama y proyectos de sus conspiraciones» y, temiendo que muriera antes, fue fusilado el 4 de marzo en Orihuela «en la misma parihuela en que le llevaban por sus heridas gangrenosas». «El episodio de Bazán… dio un considerable prestigio a los voluntarios realistas ―que en esta ocasión habían bastado para aplastar el movimiento, sin necesitar la ayuda de los franceses― y debería haberles demostrado a los liberales del exilio que no era verdad que los españoles les estuviesen esperando para sublevarse contra el absolutismo».
Dos meses después del fallido desembarco de los hermanos Bazán el liberal moderado exiliado Juan de Olavarría, que había hablado en Londres con Francisco Espoz y Mina sobre el tema,  hizo llegar al rey por medio de un fraile secularizado, llamado Juan Mata Echevarría, unos documentos denominados «plan Junio» (en referencia a Marco Junio Bruto) en los que se proponía una tercera vía entre el constitucionalismo y el absolutismo, sustentada sobre la clase media, «la parte más selecta de la nación que por sus circunstancias tiene más hábitos de orden y de reflexión» (este «sistema mixto» se implantaría mediante un golpe de Estado en el que el rey sería la pieza clave, ya que ordenaría el arresto de todos los absolutistas extremistas que serían desterrados a Filipinas). Los ministros «reformistas» leyeron los documentos y emitieron un informe totalmente negativo, por lo que Fernando VII le ordenó a Mata que saliera de España. Fernando VII también consultó el asunto con su hermano don Carlos que asimismo se mostró contrario, añadiendo que los problemas que había era por la política que había seguido de ponerse en manos de «los malos» y de perseguir «a los buenos».

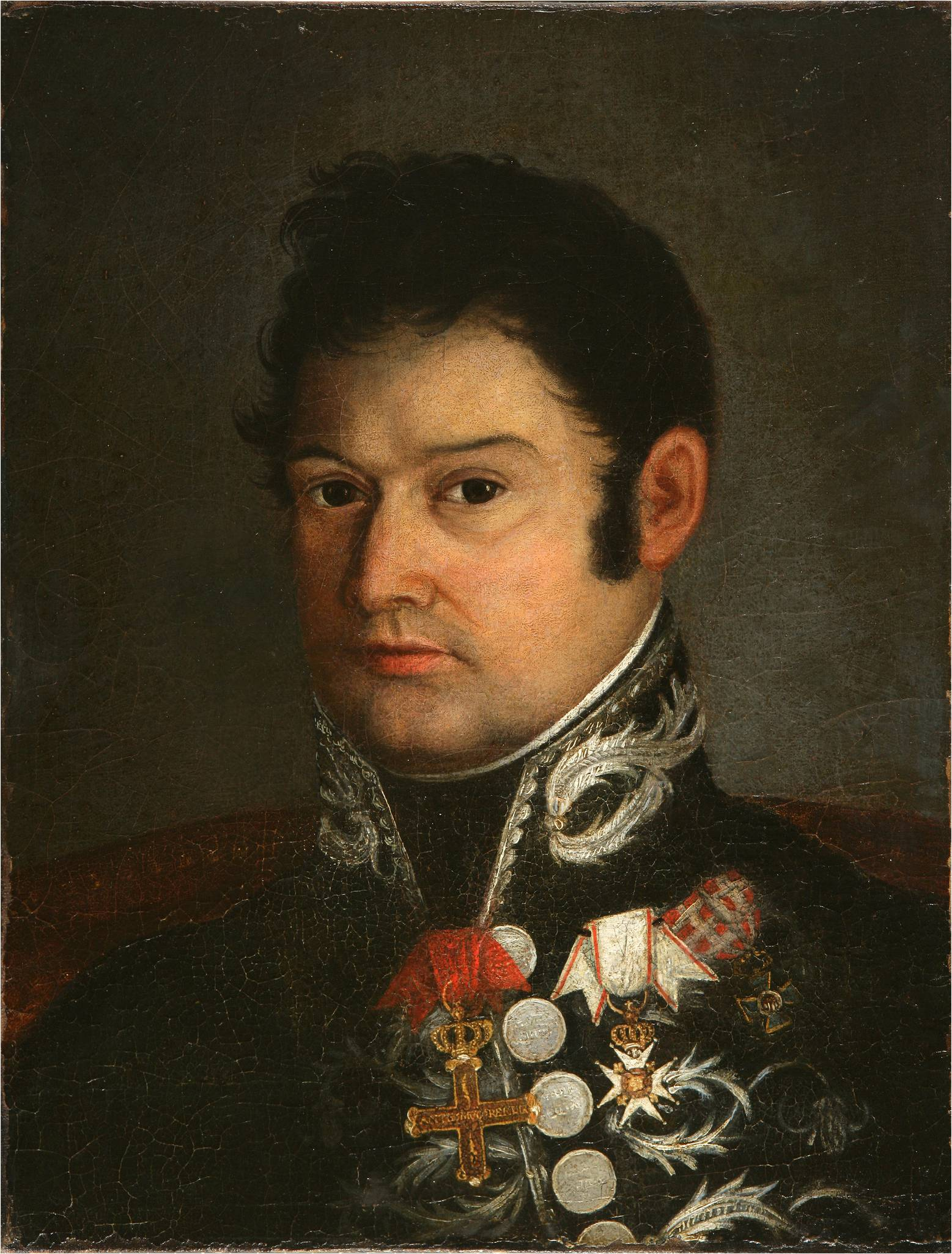
El general Francisco Espoz y Mina. Presidió en el exilio la Junta de Londres y encabezó un intento de invasión de España por Vera de Bidasoa.

Tras los fracasos insurreccionales de 1824-1826 los liberales exiliados configuraron dos núcleos conspirativos en Londres, uno en torno al general Francisco Espoz y Mina y otro alrededor del general José María Torrijos. El primero, más cercano a los moderados, era partidario de organizar un ejército que penetrara en España; el segundo, más próximo a los exaltados, se decantaba por el pronunciamiento clásico. Torrijos fundó en febrero de 1827, junto con otros destacados liberales exiliados exaltados, la Junta Directiva del Alzamiento de España (también conocida como la Junta de Londres) de la que asumió la presidencia, y que mantuvo estrechos contactos con los liberales portugueses que luchaban contra los «miguelistas» en la guerra civil portuguesa (1828-1834) ―se plantearon incluso crear una Unión Ibérica liberal―. Dependiente de la Junta de Londres se constituyó una Junta en Gibraltar para formar juntas liberales clandestinas en el interior de España, particularmente en Andalucía, Murcia y Valencia. La Junta de Londres fijó la fecha del «alzamiento» para septiembre de 1830.
El triunfo de la Revolución de Julio de 1830 que puso fin al absolutismo en Francia y dio paso a la monarquía constitucional de Luis Felipe de Orleans supuso un gran impulso a los planes insurreccionales de los exiliados liberales españoles que esperaban contar el apoyo del nuevo gobierno francés (aunque este finalmente, en cuanto consiguió el reconocimiento de Fernando VII, no sólo no los apoyaría, sino que ordenaría disolver las concentraciones de liberales españoles en la frontera). En consecuencia el centro de gravedad de la conspiración liberal se desplazó de Londres a París.
El 22 de septiembre de 1830 se formaba en Bayona una junta insurreccional, denominada Directorio provisional para el levantamiento de España contra la tiranía, que estaba integrada por liberales moderados y a la que se sumó Espoz y Mina. En octubre y noviembre organizó varias expediciones militares en los Pirineos, pero todas acabaron fracasando. La de Vera de Bidasoa, que se produjo entre el 20 y el 24 de octubre, la dirigió personalmente Mina. Coincidiendo con la operación de Vera de Bidasoa se produjo un intento de invasión por Cataluña encabezado por el coronel Antonio Baiges ―se hizo enarbolando la bandera tricolor francesa y la bandera tricolor de España (roja, amarilla y morada)―. Todas estas operaciones fracasaron porque no obtuvieron respuesta del interior y también porque se hicieron de forma precipitada debido a la presión de la gendarmería francesa desplegada en la frontera que les obligó a adelantar sus planes. El 20 de noviembre el diario oficial La Gaceta de Madrid se jactaba de que «la Península toda goza una completa seguridad, sin que… hubiese en territorio español un enemigo armado». Y en marzo del año siguiente se restablecían las comisiones militares, también debido al incremento del bandolerismo, especialmente en Andalucía y Extremadura.

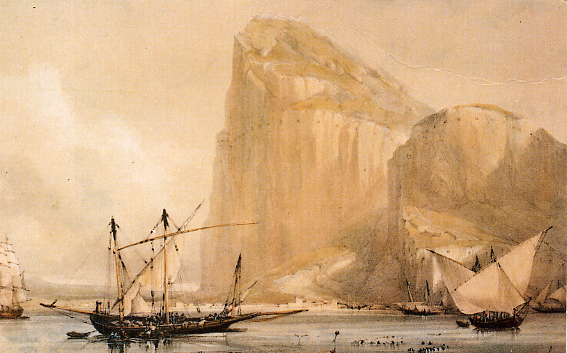
El peñón de Gibraltar hacia 1830.

Por su parte Torrijos siguió preparando un levantamiento en el sur de España dirigido y organizado por la Junta de Gibraltar que asumió las funciones de la Junta de Londres, que fue disuelta ―se formó una Junta en Perpiñán diferenciada de la de Bayona y que contó con el apoyo de La Fayette―. Entre octubre de 1830 y enero de 1831 tuvieron lugar las dos primeras intentonas, por Algeciras y por La Línea de la Concepción, respectivamente, pero ambas fracasaron ―casi al mismo tiempo las juntas del interior fieles a Mina, coordinadas por una Junta Central de Madrid, encabezada por Agustín Marco-Artu, realizaban varias tentativas en el Campo de Gibraltar, la Serranía de Ronda y la bahía de Cádiz que también fracasaron―.
El 21 de febrero tomó Los Barrios Salvador Manzanares al frente de una cincuentena de hombres, pero no solo no recibieron la ayuda prometida de los liberales de la zona de Algeciras y de la Serranía de Ronda, sino que fueron traicionados ―siete de los supervivientes pudieron huir y volver a Gibraltar; Manzanares también huyó, pero fue finalmente apresado en Estepona y fusilado el 8 de marzo―. Casi al mismo tiempo se produjo una rebelión en Cádiz apoyada por una brigada de la marina que también fue aplastada ―los insurrectos que no lograron huir a África, donde se tuvieron que convertir al islam para salvar la vida, fueron ajusticiados por haber dado «el infame grito de libertad»—. En los días siguientes La Gaceta de Madrid anunciaba «el término de las tentativas revolucionarias en la Península», con un balance de «quince expediciones hechas por diferentes puntos y por diversos gefes [sic] desde al año de 24». Gracias a una delación a cambio de dinero, la policía detuvo a varios miembros de la junta que encabezaba en Madrid Marco-Artu. Alguno pudo escapar como el joven Salustiano Olózaga, pero otros fueron ejecutados como Juan de la Torre, por haber dado un «viva la libertad», y el librero Antonio Miyar.

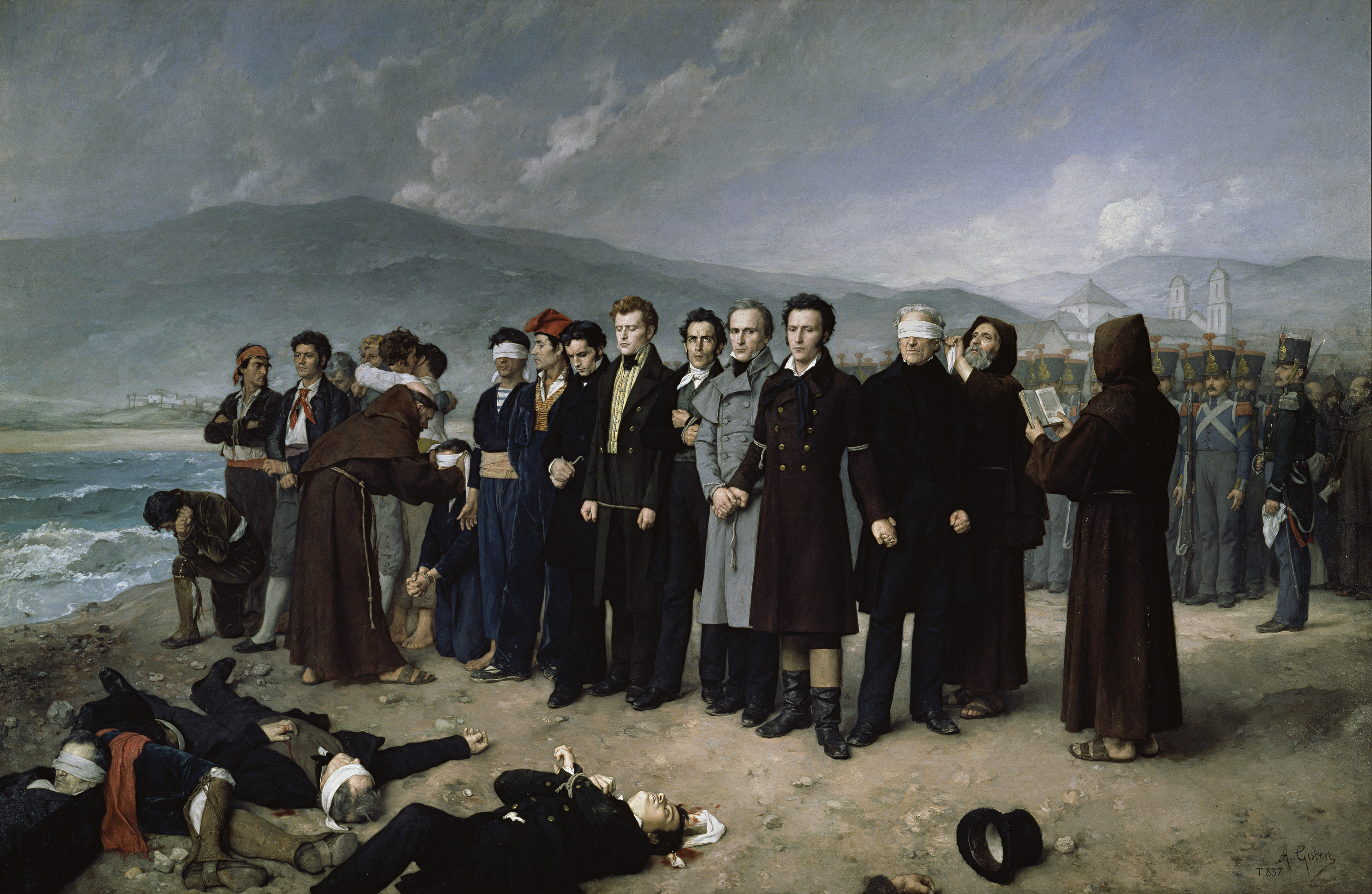
Fusilamiento de Torrijos en la playa de San Andrés (Málaga) por Antonio Gisbert Pérez, en 1888 (Museo del Prado).

A pesar de todos los reveses José María Torrijos no se desanimó ―el 10 de marzo escribía a su esposa: «Con todo debemos esperar que todo se compondrá y que en los otros puntos que nos habían ofrecido romper, lo harán»― y encabezó el último intento de «rompimiento» por el sur al que se debían sumar los liberales del interior: el que sería conocido como el «pronunciamiento de Torrijos». Lo liberales refugiados en Gibraltar estaban convencidos de que «el deseo de respirar libre el patriotismo empieza a manifestarse por todas partes». El 2 de diciembre de 1831 Torrijos desembarcó en Fuengirola, engañado por el gobernador de Málaga, Vicente González Moreno, que se había hecho pasar por un conjurado liberal de nombre en clave «Viriato» y que fue quien organizó la trampa que concluyó con la detención el 5 de diciembre en Alhaurín el Grande, donde se habían refugiado, de Torrijos y de los 52 hombres que le acompañaban «enarbolando la bandera tricolor [roja, amarilla, morada] y gritando ¡Viva la libertad!». Fueron fusilados en dos turnos en la playa de San Andrés el 11 de diciembre, entre ellos un adolescente de quince años del que se creía que hacía las funciones de grumete, pero que era ajeno a los hechos. González Moreno («Viriato») fue recompensado con el nombramiento de capitán general de Granada. La noticia del fusilamiento de Torrijos y de sus 48 compañeros que habían sobrevivido, difundida por toda Europa, causó una honda conmoción especialmente en Francia y en Gran Bretaña donde aparecieron numerosos artículos en la prensa denunciando la actuación del Gobierno español.
Con su fusilamiento «finalizó la trayectoria de una figura emblemática en la forma de entender el liberalismo y una larga secuencia de proyectos insurreccionales basados en el pronunciamiento. Se abandonaba esta estrategia como método de desbancar el absolutismo y una forma de entender la revolución liberal. El liberalismo llegaría a través de un complejo proceso de transición, que ya estaba empezando a configurarse». Unos meses antes (en mayo) había sido ejecutada Mariana Pineda, una joven viuda granadina, por habérsele encontrado una bandera morada en la que aparecían a medio bordar las palabras «Libertad, Igualdad, Ley».

## El final del reinado de Fernando VII y el pleito sucesorio (1830-1833)

### La Pragmática Sanción y el impacto de la «Revolución de Julio»
Tras la repentina muerte el 19 de mayo de 1829 de su tercera esposa, María Josefa Amalia de Sajonia, el rey anunció solo cuatro meses después (el 26 de septiembre) que iba a casarse de nuevo. Según Juan Francisco Fuentes, «es muy posible que las prisas del rey por resolver el problema sucesorio tuvieran que ver con sus dudas sobre el papel que venía desempeñando en los últimos tiempos su hermano don Carlos... Sus continuos achaques de salud y su envejecimiento prematuro —en 1829 tenía 45 años— debieron persuadirle de que se le estaba acabando el tiempo. Según su médico, Fernando hizo en privado esta confesión inequívoca: "Es menester que me case cuanto antes"».

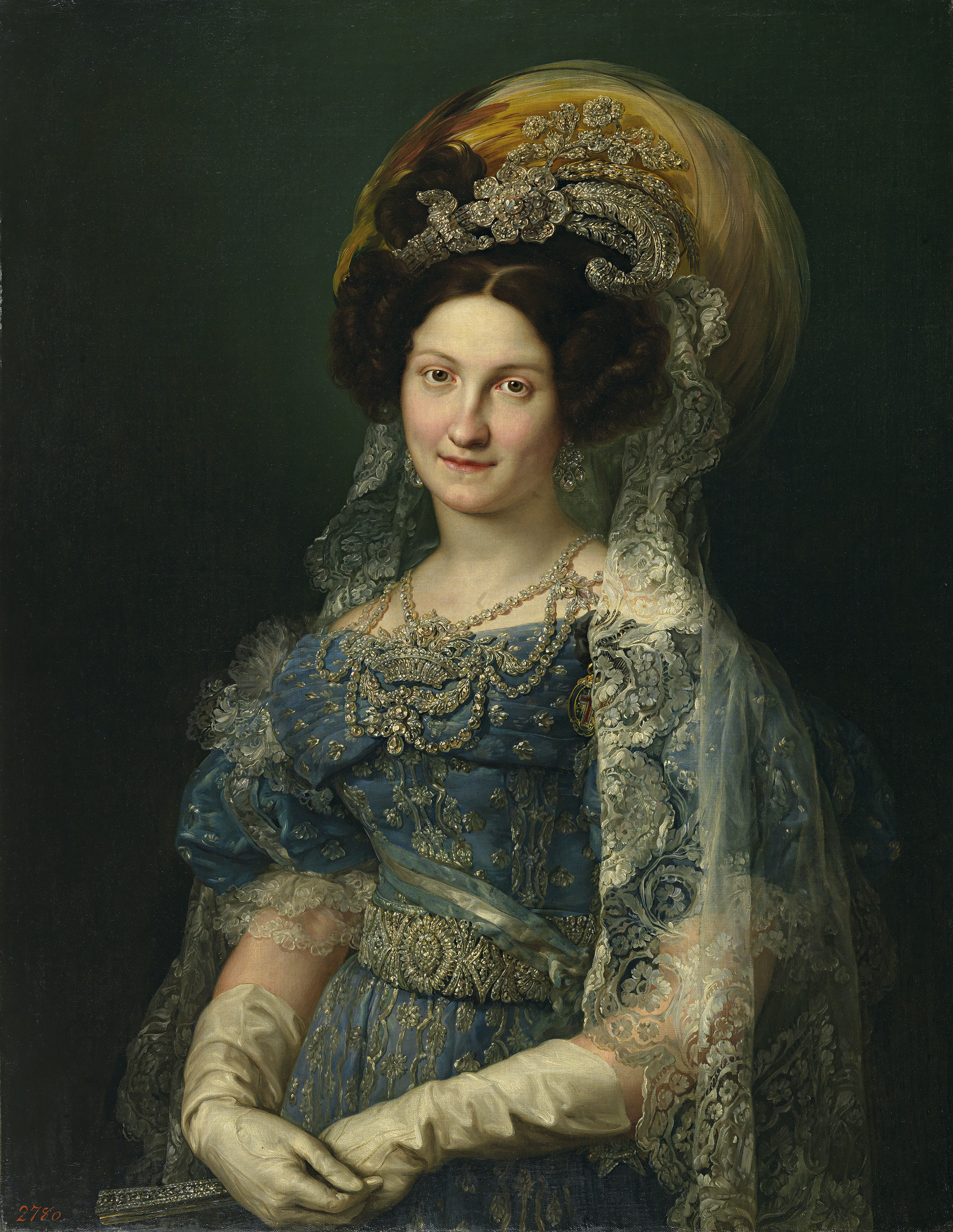
María Cristina de Borbón-Dos Sicilias retratada por Vicente López.

La elegida para ser su esposa fue la princesa napolitana María Cristina de Borbón-Dos Sicilias, sobrina de Fernando y 22 años más joven que él. Se casaron por poderes el 9 de diciembre —el matrimonio fue ratificado el día 11— y pocos meses después (el 31 de marzo) Fernando VII hacía pública la Pragmática Sanción de 1789 aprobada al principio del reinado de su padre Carlos IV que abolía el Auto Acordado de 1713 por el que se había establecido en España la Ley Sálica que impedía que las mujeres pudiesen reinar. De esta forma Fernando VII se aseguraba de que, si por fin tenía descendencia, su hijo o hija le sucederían. A principios de mayo de 1830, un mes después de la promulgación de la Pragmática, se anunció que la reina María Cristina estaba embarazada, y el 10 de octubre de 1830 nació una niña, Isabel, por lo que Carlos María Isidro quedó fuera de la sucesión al trono, para gran consternación de sus partidarios ultraabsolutistas, ya reconocidos como «carlistas». «Los realistas habían perdido la partida en la revuelta de los agraviados, y ahora, ya carlistas, la perdían en Palacio, todavía en una batalla inconclusa».

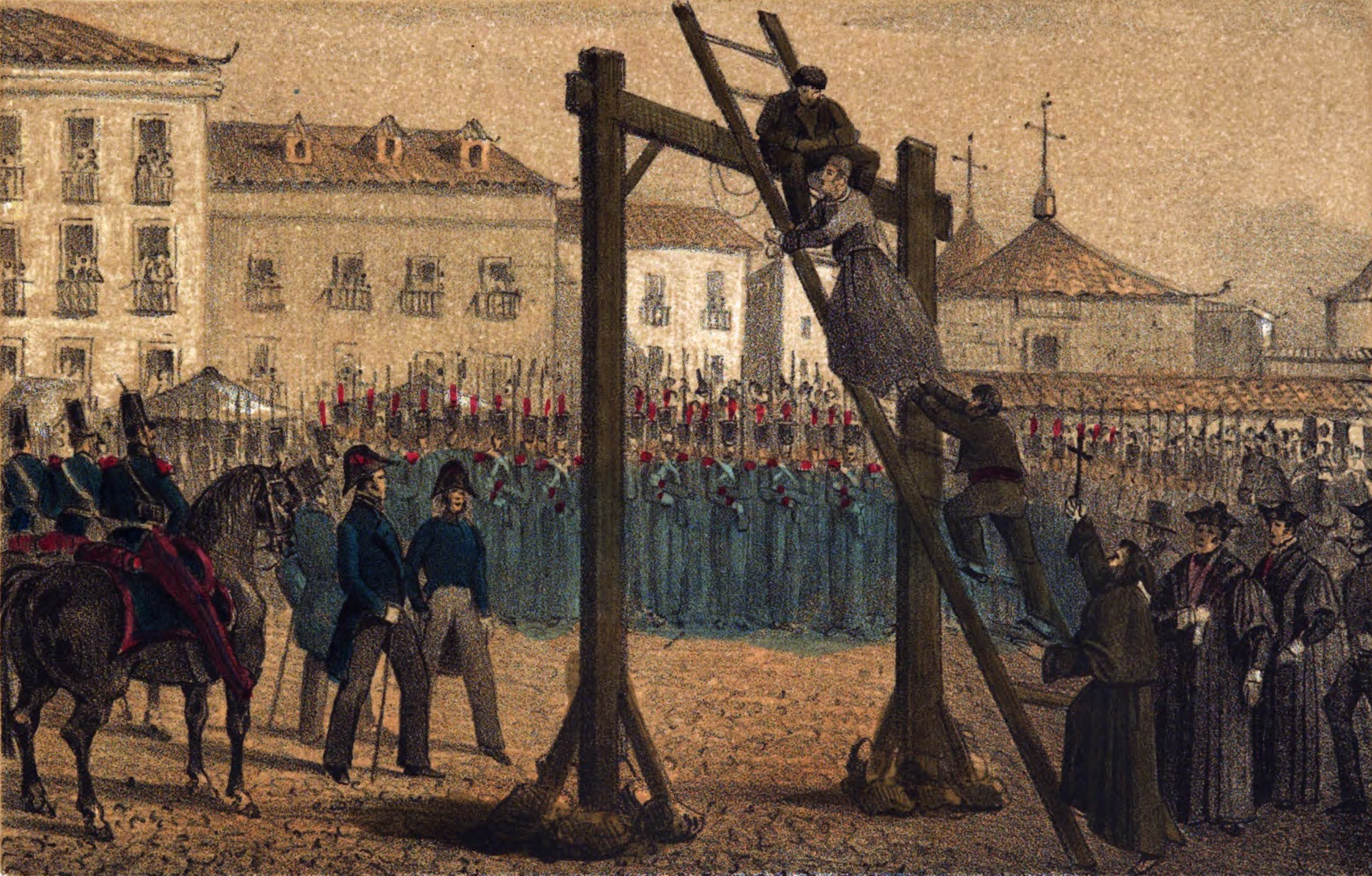
Ejecución del librero Antonio Miyar en Madrid (11 de abril de 1831)

Por otro lado, el triunfo de la Revolución de 1830 en Francia —que dio paso a la monarquía constitucional de Luis Felipe I de Francia— provocó que el gobierno, por temor al «contagio», promulgara el 1 de octubre un decreto con medidas «contra los facciosos y revolucionarios» incluida la pena de muerte, que diez días después acordara el cierre de las Universidades y que el 1 de marzo de 1831 restableciera las comisiones militares —al mismo tiempo propuso sin éxito que las potencias europeas intervinieran para «reprimir este escandaloso atentado y restablecer en Francia el orden legítimo», señalando a París como «un centro de corrupción»—. Así, se produjo un incremento de la represión de la que fueron víctimas el librero madrileño Antonio Miyar, ahorcado; Juan de la Torre, ahorcado por haber dado un viva a la libertad; y la joven viuda granadina Mariana Pineda, ejecutada a garrote vil por haber bordado una bandera morada con las palabras «Libertad, Igualdad, Ley». La misma suerte correrían el general José María Torrijos y sus hombres en diciembre de 1831, todos ellos fusilados sin juicio previo tras el fracaso de su pronunciamiento por tierras de Málaga.
Un hecho significativo fue el nombramiento el 20 de enero de 1832 del conde de Alcudia, un conocido «ultra» vinculado al Secretario del Despacho de Gracia y Justicia Francisco Tadeo Calomarde, como Secretario del Despacho de Estado, el virtual presidente del Consejo de Ministros. El gobierno estaba convencido de que la situación de España era muy diferente a la de Francia, a excepción de «algunas decenas numerosas de miles de individuos adictos a las novedades de dichas dos épocas [las Cortes de Cádiz y el Trienio Liberal]». «La masa general de la nación... es religiosa, morigerada, adherida íntimamente a sus antiguos usos y leyes, veneradora de sus reyes y dinastía y con especial apasionamiento... de la persona de S. M.». Pero la situación de la Hacienda era angustiosa, tanto que el Secretario del Despacho de Guerra se quejaba de que «van a quedar desatendidas las obligaciones militares de esta corte en el presente mes [de enero]». El Secretario del Despacho de Hacienda Luis López Ballesteros confesó su fracaso —«la bancarrota está mucho más cercana de lo que muchos creen», dijo— y presentó la dimisión al rey, pero este no se la aceptó. El Consejo de Estado, a quien el rey encargó que se pronunciara, fue incapaz de aportar ninguna solución.

### Los «Sucesos de La Granja» de septiembre de 1832 y el nuevo gobierno «reformista»
Los «carlistas», a los que la publicación de la Pragmática de 1789 les pilló por sorpresa, no se resignaron a que la recién nacida Isabel fuera la futura reina y prepararon un movimiento insurreccional para finales de 1830 que fue desbaratado por la policía. En el verano del año siguiente intentaron aprovechar la oportunidad que les proporcionó la enfermedad del rey en los que serían conocidos como los «sucesos de La Granja». El 16 de septiembre de 1832 se agravó el delicado estado de salud de Fernando VII que se encontraba convaleciente en su palacio de La Granja (en Segovia). Su esposa la reina María Cristina, presionada y engañada por los ministros «ultras», el conde de Alcudia y Calomarde, y por el embajador del Reino de Nápoles (respaldado por el embajador austríaco, que es quien dirige «los hilos desde la sombra»), que le aseguraron que el Ejército no le apoyaría en su Regencia cuando muriera el rey (e intentando evitar una guerra civil, según su propio testimonio posterior), influyó en su esposo para que revocara la Pragmática Sanción del 31 de marzo de 1830, que había restablecido la Pragmática Sanción de 1789 que cerraba el acceso al trono a Carlos María Isidro. El día 18 el rey firmó la anulación de la Pragmática de la ley sálica, por lo que la norma que impedía que las mujeres pudieran reinar, volvía a estar en vigor.
Pero inesperadamente Fernando VII recobró la salud y el 1 de octubre, contando con el apoyo de «lo más granado de la corte y del reino y la flor de la grandeza española» que habían acudido a La Granja para evitar que los «carlistas» se hicieran con el poder, destituyó al gobierno, que incluía a los ministros que habían engañado a su esposa, y el 31 de diciembre anulaba en un acto solemne el decreto derogatorio que jamás se había publicado, pues el rey lo había firmado con la condición de que no apareciese en el periódico oficial La Gaceta de Madrid hasta después de su muerte, pero que los «carlistas» se habían encargado de divulgar —en el discurso que pronunció en el acto solemne de anulación Fernando VII declaró «que el decreto firmado en las angustias de mi enfermedad fue arrancado de mí por sorpresa; que fue efecto de los falsos terrores con que sobrecogieron mi ánimo, y que es nulo y de ningún valor»—. De esta forma Isabel, de dos años de edad, volvía a ser la heredera al trono.

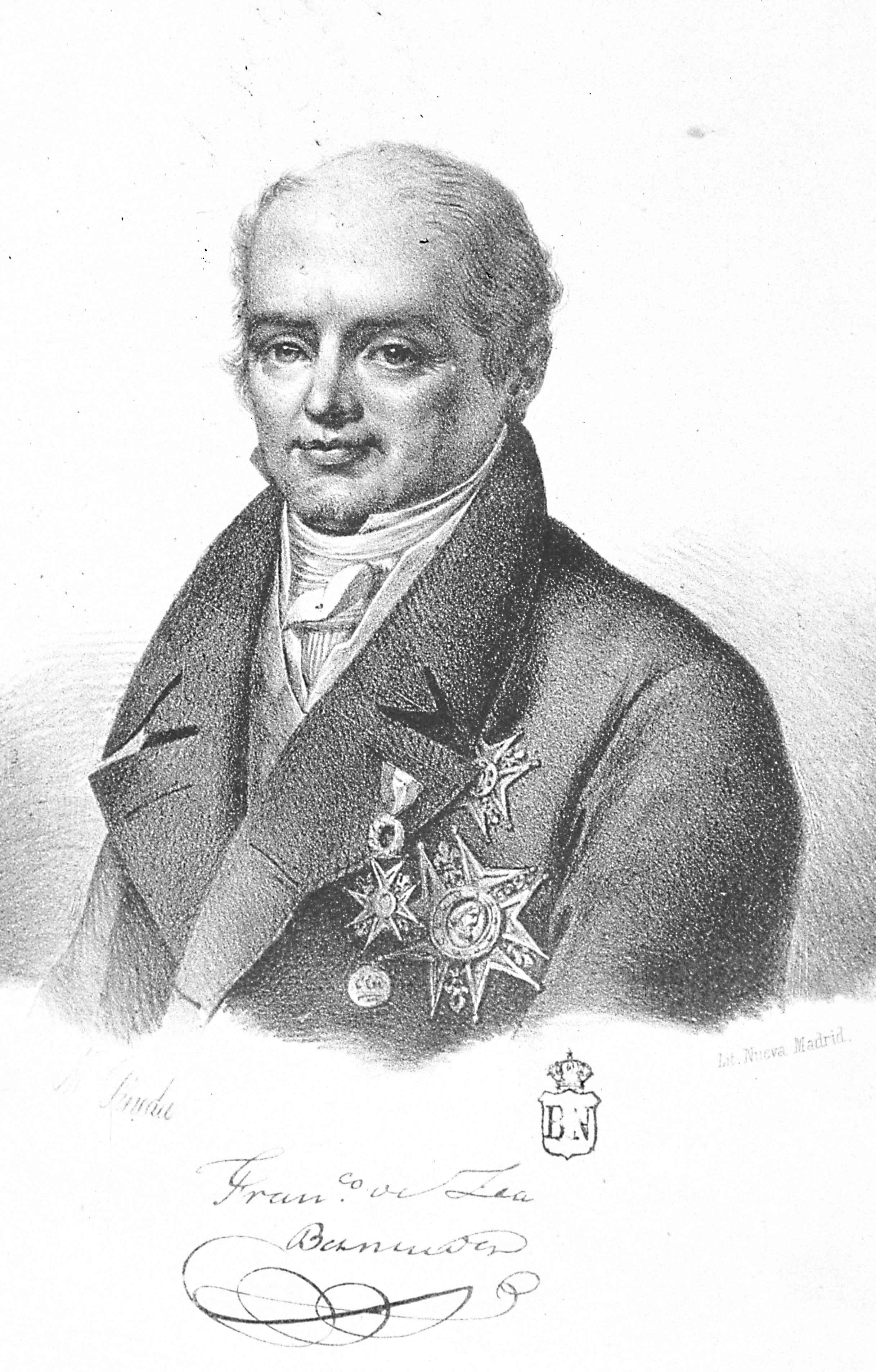
Francisco Cea Bermúdez, absolutista «reformista», nuevo secretario de Estado a partir de octubre de 1832, tras los «sucesos de La Granja»

El nuevo gobierno encabezado como Secretario del Despacho de Estado por el «absolutista ilustrado» Francisco Cea Bermúdez, entonces embajador en Londres, y del que ya no formó parte ningún «ultra», los «sucesos de la Granja» supusieron el fin de la carrera política del conde de Alcudia y de Calomarde, este último huyó a Francia disfrazado de fraile, tomó una serie de medidas para ganar adeptos a la causa de la futura Isabel II. Se reabrieron las universidades, cerradas por el ministro Calomarde, y se promulgó una amnistía que permitió la excarcelación de muchos presos liberales y la vuelta a España de una parte importante de los exiliados. Además el 5 de noviembre se creó el nuevo Ministerio de Fomento General del Reino, un proyecto «reformista» boicoteado durante dos años por los «ultras» —no lo podían aceptar porque recordaba al Ministerio del Interior de la época josefina y al de la Gobernación de los liberales—, y al frente del cual figuró Victoriano de Encima, un «reformista» conocedor de la nueva doctrina del liberalismo económico, pero el nuevo Ministerio no comenzaría realmente a actuar hasta después de la muerte de Fernando VII.
Preparando la futura Regencia de la reina María Cristina un decreto de 6 de octubre la habilitaba para que despachara con el Gobierno «durante la enfermedad del rey». Asimismo, el 10 de noviembre fueron sustituidos cinco capitanes generales, entre ellos el conde de España que abandonó Barcelona entre insultos de la población, especialmente de las mujeres cuyos maridos «hizo matar», y otros mandos militares considerados proclives al infante don Carlos. También se sustituyó al superintendente general de policía y se tomaron medidas para restringir las actividades de los Voluntarios Realistas, cuerpo en el que predominaban los partidarios de don Carlos —se suprimió la figura del inspector general y volvieron a depender de los capitanes generales—. El general Palafox le escribió a su hermano sobre las medidas del nuevo gobierno: «Esto ha sido una transformación completa. Si sigue así, me parece que se restañarán para siempre todas las llagas abiertas».
Sin embargo, el Gobierno de Cea Bermúdez seguía comprometido con la continuidad de la monarquía absoluta. «Sus decisiones no fueron más allá de anular la fuerza del carlismo y ganarse a la población. Debido al auge del carlismo precisaban del apoyo de los liberales y por ello se vieron obligados a hacer algunas concesiones, pero para los liberales esto no supuso el fin de la represión. En 1832 prosiguieron las causas contra los implicados en los intentos insurreccionales liberales de los dos años anteriores, en muchos casos resueltas con penas severas. Al decir de Mesonero Romanos, se tuvo la impresión de que volvía "el terror de 1824"», ha afirmado Emilio La Parra López. Josep Fontana considera, por su parte, que «Zea no estuvo a la altura de la situación en estos momentos finales del reinado, ya que el miedo al liberalismo le impidió ver que el auténtico peligro que les amenazaba era el de la contrarrevolución carlista». El 15 de noviembre se promulgaba un decreto que castigaba a los que proclamaran e indujeran a otros a adoptar «un Gobierno que no sea el monárquico puro y duro» bajo Fernando VII, precisión necesaria en aquellos momentos en que el «carlismo» estaba creciendo. Veinte días después en una circular dirigida a los diplomáticos españoles, por iniciativa personal de Cea Bermúdez, se decía que la reina María Cristina, que seguía despachando con el Gobierno hasta el total restablecimiento del rey que no se produciría hasta el 4 de enero de 1833, «se declara enemiga irreconciliable de toda innovación religiosa y política» y que está dispuesta a mantener en España la religión en todo su esplendor y «a sus reyes legítimos en toda plenitud de su autoridad». La única concesión que hacía la circular era la promesa de llevar a cabo «aquellas mejoras que la sana política, la ilustración y los consejos de hombres sabios y verdaderamente amantes de su patria indiquen como provechosas».

### El pleito sucesorio: «carlistas» frente a «isabelinos»

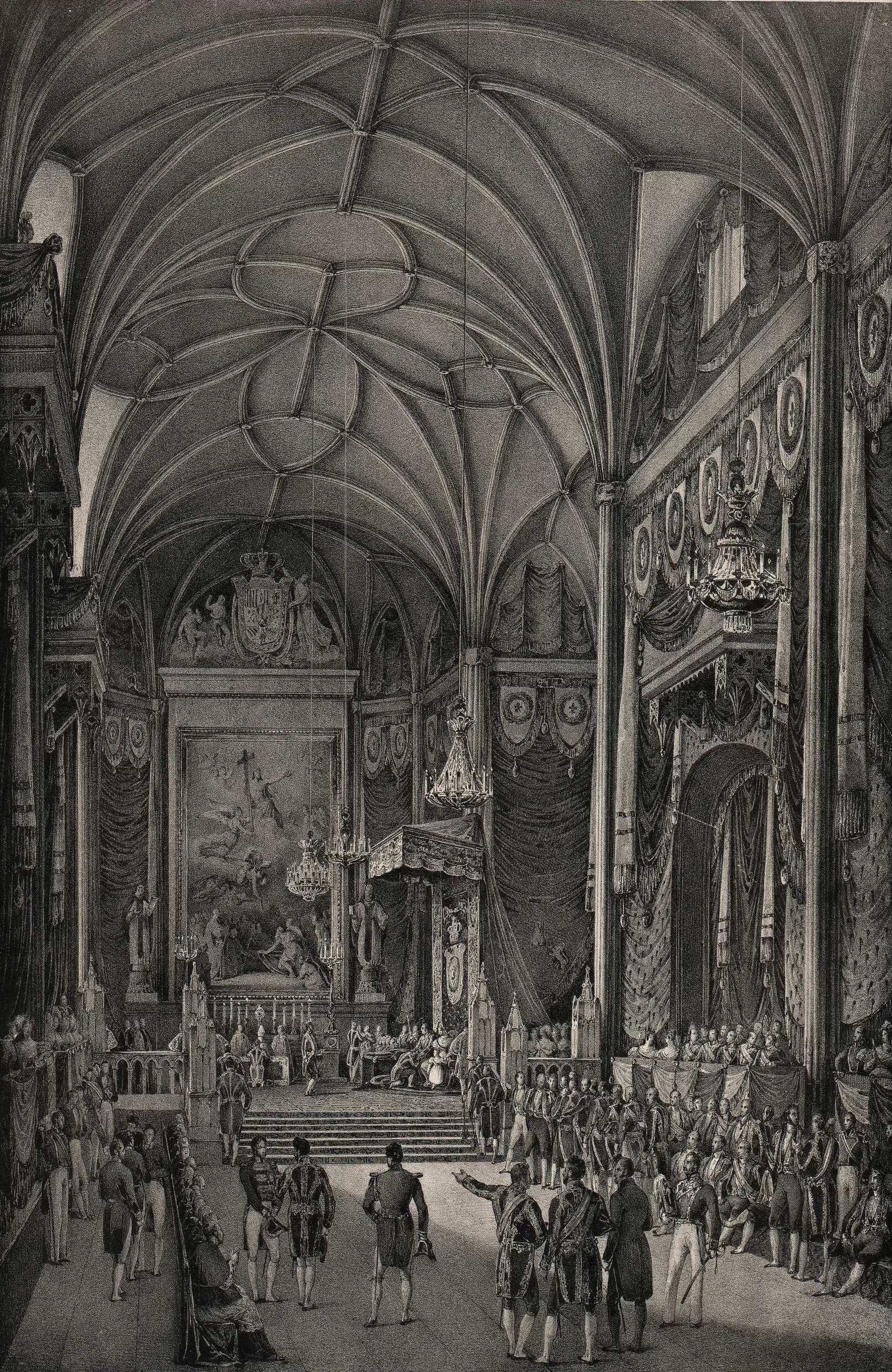
Grabado de la jura de la princesa Isabel por las Cortes reunidas en la Iglesia de san Jerónimo el Real el 20 de junio de 1833. A la «ostentosa» ceremonia le «siguieron diez días de fiestas: corridas a caballo en la Plaza Mayor, simulacros militares...».

Por su parte los «ultras», ya «carlistas», tras su apartamiento del poder, se enfrentaron al nuevo gobierno. Aparecieron pasquines llamando «a las armas carlistas», como en Bilbao, o calificando a Isabel de «princesita extranjera» que pretendían imponer los «asesinos constitucionales enemigos de la religión y del altar», como en Santoña, y se produjeron algaradas a favor de don Carlos en Madrid, con participación de la Guardia Real, y un proyecto de insurrección organizado desde León por el obispo Joaquín Abarca, que formaba parte del círculo de don Carlos, y que fue abortado en enero de 1833 —el obispo Abarca se refugió en Portugal—. También se empezaron a formar partidas realistas en nombre de «Carlos V». La ruptura definitiva se produjo con motivo de la decisión que adoptó el Gobierno el 3 de febrero de expulsar de la corte a la princesa de Beira por su implicación directa en las conspiraciones «carlistas» y por la influencia que ejercía sobre su cuñado don Carlos alentándole a que defendiera sus derechos a la sucesión frente a la hija del rey, Isabel. Para guardar las apariencias se dijo que había sido llamada por el rey Miguel I de Portugal.
Inesperadamente don Carlos comunicó que, junto con su esposa María Francisca de Braganza  y sus hijos, acompañaría a su cuñada en su viaje a Portugal. Salieron de Madrid el 16 de marzo y llegaron a Lisboa el 29. De esta forma don Carlos eludía jurar a Isabel como princesa de Asturias y heredera al trono. Durante las semanas siguientes Fernando VII y su hermano Carlos cruzaron una abundante correspondencia en la que quedó claro que este se negaba a jurar a Isabel como heredera —«hallándome bien convencido de los legítimos derechos que me asisten a la corona de España», escribió—, sellándose de esta forma la ruptura definitiva entre ambos. El rey acabó ordenándole que se instalara en los Estados Pontificios y que no regresara jamás a España, para lo que ponía una fragata a su disposición —orden que don Carlos no cumplió poniendo todo tipo de excusas—. El 20 de junio se reunían las Cortes tradicionales en la Iglesia de san Jerónimo el Real, como en 1789, para el juramento de Isabel como heredera de la Corona. «Intuyendo lo que podía significar con vistas a un cambio político más general, la jura de la princesa se recibió con entusiasmo en todas partes donde se quería el fin del despotismo», ha afirmado Josep Fontana. Tres meses después, el domingo 29 de septiembre de 1833, moría el rey Fernando VII, iniciándose una guerra civil por la sucesión a la Corona entre «isabelinos» —partidarios de Isabel II—, también llamados «cristinos» por su madre, que asume la regencia, y «carlistas» —partidarios de su tío Carlos—.
En el campo «isabelino» o «cristino» se puso en marcha un proceso de «transición sin ruptura desde arriba» del absolutismo a un régimen «amalgama de absolutismo y cierto reformismo representativo a modo de Carta Otorgada que culminará con el Estatuto Real de 1834», proceso que ya se había iniciado tras la derrota de los «ultras» en los «sucesos de La Granja». En ese proceso de «reformismo desde arriba» resultaron claves el nombramiento de Javier de Burgos el 21 de octubre de 1833 al frente del Ministerio de Fomento General del Reino —«sentó las bases de la Administración Pública española que recogería la centralización del Estado Liberal», como la nueva división provincial— y, sobre todo, el del liberal moderado Francisco Martínez de la Rosa en enero de 1834 al frente del gobierno, en sustitución de Cea Bermúdez —«que no aceptaba los cambios que le proponían los reformistas, porque esperaba todavía pactar con los apostólicos, sin darse cuenta de que éstos no iban a ceder en su demanda de poder absoluto para Carlos»—, y que será el promotor del Estatuto Real promulgado en abril de 1834. La sustitución de Cea Bermúdez por Martínez de la Rosa se debió a la presión que ejercieron sobre María Cristina los capitanes generales de Castilla la Vieja, Vicente Genaro de Quesada, y de Cataluña, Manuel Llauder, que consiguieron hacerle comprender la necesidad de un nuevo gobierno capaz de conseguir el apoyo de los liberales a la causa «isabelina».
Según Josep Fontana:

La muerte de Fernando no significa más que el fin de un reinado; no cierra un época. En el propio bando cristino, se necesitaron cuatro años más para que todas las fracciones de las "clases propietarias" pudieran llegar a un acuerdo pactado. Y para estabilizar el régimen fueron precisos siete años de guerra civil en los que resultó derrotada la facción inmovilista de la vieja oligarquía, y conjurado el peligro de una revolución campesina. Entre 1833 y 1837 van a enterrarse definitivamente la propiedad feudal y subirá al trono la propiedad burguesa. He ahí los auténticos protagonistas de una época que concluye y de otra que se va a iniciar.